# Granada

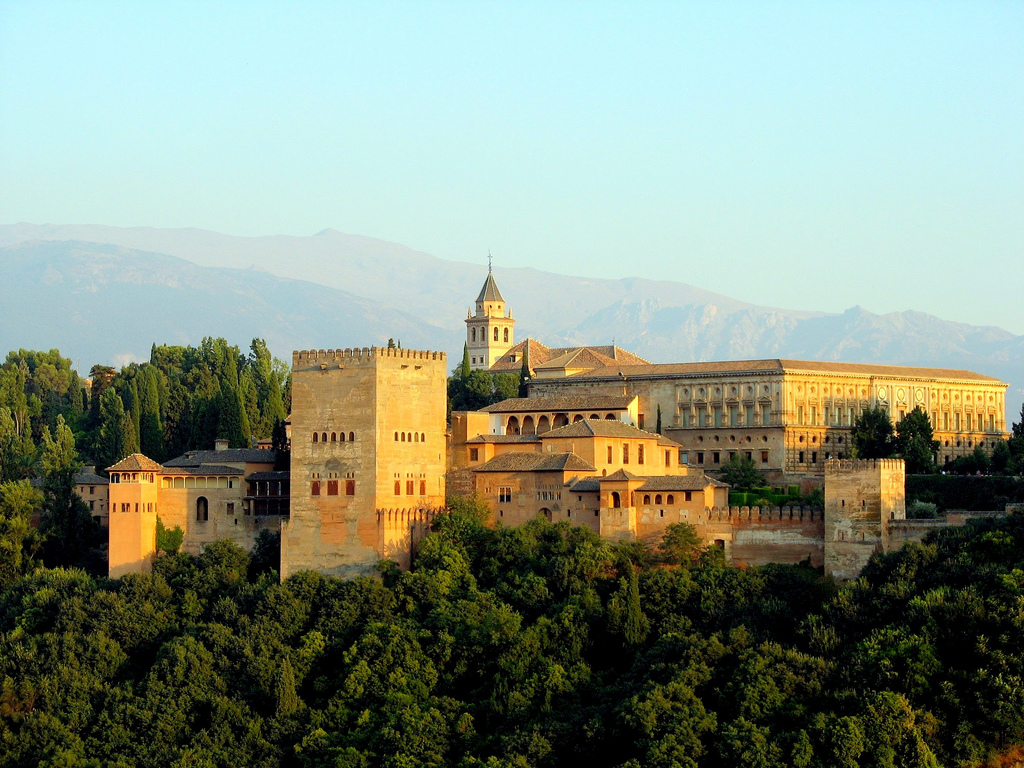
La Alhambra y Sierra Nevada, imagen por antonomasia de Granada

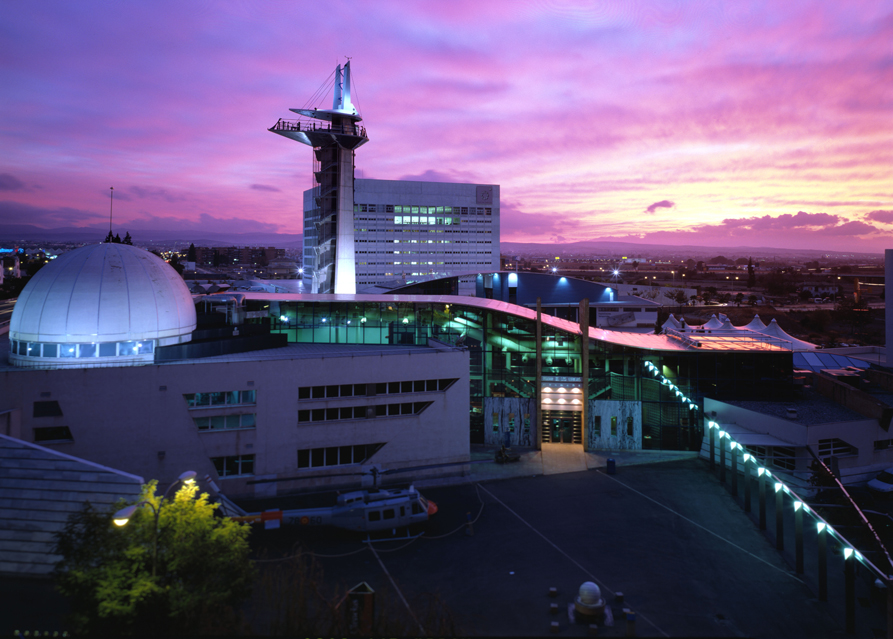
Parque de las Ciencias al atardecer

Granada es una ciudad y municipio español, capital de la provincia homónima, en la comunidad autónoma de Andalucía. Está situada en la parte central de la comarca de la Vega de Granada, a una altitud de 680 m s. n. m., en una amplia depresión intrabética formada por el río Genil y por el piedemonte del macizo más alto de la península ibérica, Sierra Nevada, que condiciona su clima.
El municipio granadino es una de las treinta y cuatro entidades que componen el área metropolitana de Granada, y comprende los núcleos de población de Granada, Lancha del Genil, El Fargue y Bobadilla.
La ciudad es sede del Tribunal Superior de Justicia de Andalucía, Ceuta y Melilla, máximo órgano judicial autonómico, así como de la Universidad de Granada (UGR), de la archidiócesis de Granada, de la Jefatura Superior de Policía de Andalucía Oriental y del Mando de Adiestramiento y Doctrina del Ejército de Tierra de las Fuerzas Armadas Españolas.
En 2019 tenía una población de 232 462 personas, de los cuales 124 907 eran mujeres y 107 555 hombres. Los barrios que posee son muy diferentes entre sí, en parte por la diversidad de culturas y religiones convivientes y, ya en el siglo XX, por la continuada inmigración acaecida hasta la década de 1990 en el contexto de la desruralización; los más importantes son el Zaidín, La Chana, Centro-Sagrario, el Realejo, el Albaicín, el Sacromonte y Cartuja.
La Granada musulmana fue capital del reino zirí de Granada durante el siglo XI y del reino nazarí de Granada entre los siglos siglo XIII y siglo XV. Tras la toma de la ciudad por los Reyes Católicos, se mantuvo como capital del reino castellano de Granada, que ya era una simple jurisdicción territorial y que se mantuvo hasta 1833, momento en que se produjo la división provincial de España vigente en la actualidad. Desde entonces hasta bien entrados los años 80, cuando se crean las comunidades autónomas, prevaleció como capital administrativa de numerosas jurisdicciones territoriales (militares, judiciales, eclesiásticas, universitarias, agrarias, notariales, etc.), que solían circunscribir su ámbito geográfico a Andalucía Oriental; aquella tradición de capitalidad regional sólo pervive en la actualidad para demarcaciones de carácter judicial, eclesiástico, policial, de fomento o a nivel de algunos colegios profesionales. Su escudo municipal ostenta los títulos de «Muy noble, leal, nombrada grande, celebérrima y heroica ciudad de Granada».
Granada constituye un núcleo receptor de turismo, debido a sus monumentos y a la cercanía de la estación de esquí de Sierra Nevada, así como a la zona histórica conocida como La Alpujarra y también a la parte del Mediterráneo conocida como la Costa Granadina. De entre sus construcciones históricas, la Alhambra es uno de los monumentos más importantes del país, declarado Patrimonio de la Humanidad por la Unesco en 1984, junto al jardín del Generalife y el Albaicín. Su catedral está considerada como la primera iglesia renacentista de España; anexa a la catedral se encuentra la capilla Real, que alberga las sepulturas de los Reyes Católicos, así como de su hija, la reina Juana I de Castilla la Loca, y el rey Felipe I de Castilla el Hermoso.
La oferta cultural de Granada incluye una veintena de museos, entre los que destaca el Parque de las Ciencias de Granada y el Museo de Bellas Artes de Granada, considerada la pinacoteca provincial más antigua del país. Además, la ciudad alberga la sede del Archivo Manuel de Falla y del Centro Federico García Lorca. Por otra parte, la ciudad pertenece desde 2014 a la Red de Ciudades Creativas de la Unesco como Ciudad de Literatura, siendo la primera ciudad hispanohablante en obtener dicha designación.
La Universidad de Granada es uno de los destinos más populares para los universitarios europeos del programa Erasmus. En este ámbito, la Universidad de Granada es coordinadora del proyecto ARQUS European University Alliance, siendo desde 2019 una de las once universidades españolas seleccionadas para formar parte de los supercampus europeos enmarcados en este programa.
Al sur de la ciudad se encuentra el Parque Tecnológico de Ciencias de la Salud (PTS), un complejo que, además de acoger el mayor hospital de la provincia —el Hospital Universitario Clínico San Cecilio—, también reúne centros de investigación, facultades universitarias e industria en el área de la investigación biomédica.
En cuanto al transporte público, el municipio cuenta con un sistema de metro ligero: el Metro de Granada, que recorre la ciudad de forma transversal y la conecta con los principales municipios de su entorno, desde Albolote hasta Armilla; y con un aeropuerto. Además, está conectada a través de la Alta Velocidad Española, por medio de la línea Antequera-Granada.

## Toponimia
En el siglo XI, los ziríes trasladaron la capital del reino desde Medina Elvira («Ciudad Elvira») a la nueva sede de Medina Garnata. La etimología del topónimo «Granada» es objeto de debate entre los especialistas. Una de las hipótesis lo vincula al árabe andalusí Gar-anat o Gárnata, que podría interpretarse como «colina de peregrinos» o «colina de extranjeros». Otra interpretación lo asocia al latín granatum («granado»), aludiendo al fruto y árbol homónimo, abundante en la zona.
Bajo la actual ciudad de Granada se localizan las ruinas de la antigua ciudad íbera de Ilíberis o Iliberri, asentamiento posteriormente romanizado. El topónimo Iliberri se ha comparado con otros nombres de origen paleoeuropeo o vascónico presentes en la Península ibérica y el suroeste de Francia, como Ilunberri (actual Lumbier, en Navarra) o Elimberris (actual Auch, en la región de Gascuña).

## Símbolos
Los símbolos correspondientes al municipio de Granada están oficializados en la Resolución de 10 de febrero de 2009 de la Dirección General de Administración Local, por la que se admite la inscripción en el Registro Andaluz de Entidades Locales del Escudo y la Bandera del Municipio de Granada (Expte. número 003/2009/SIM) BOJA número 36 23 de febrero de 2009:
Escudo

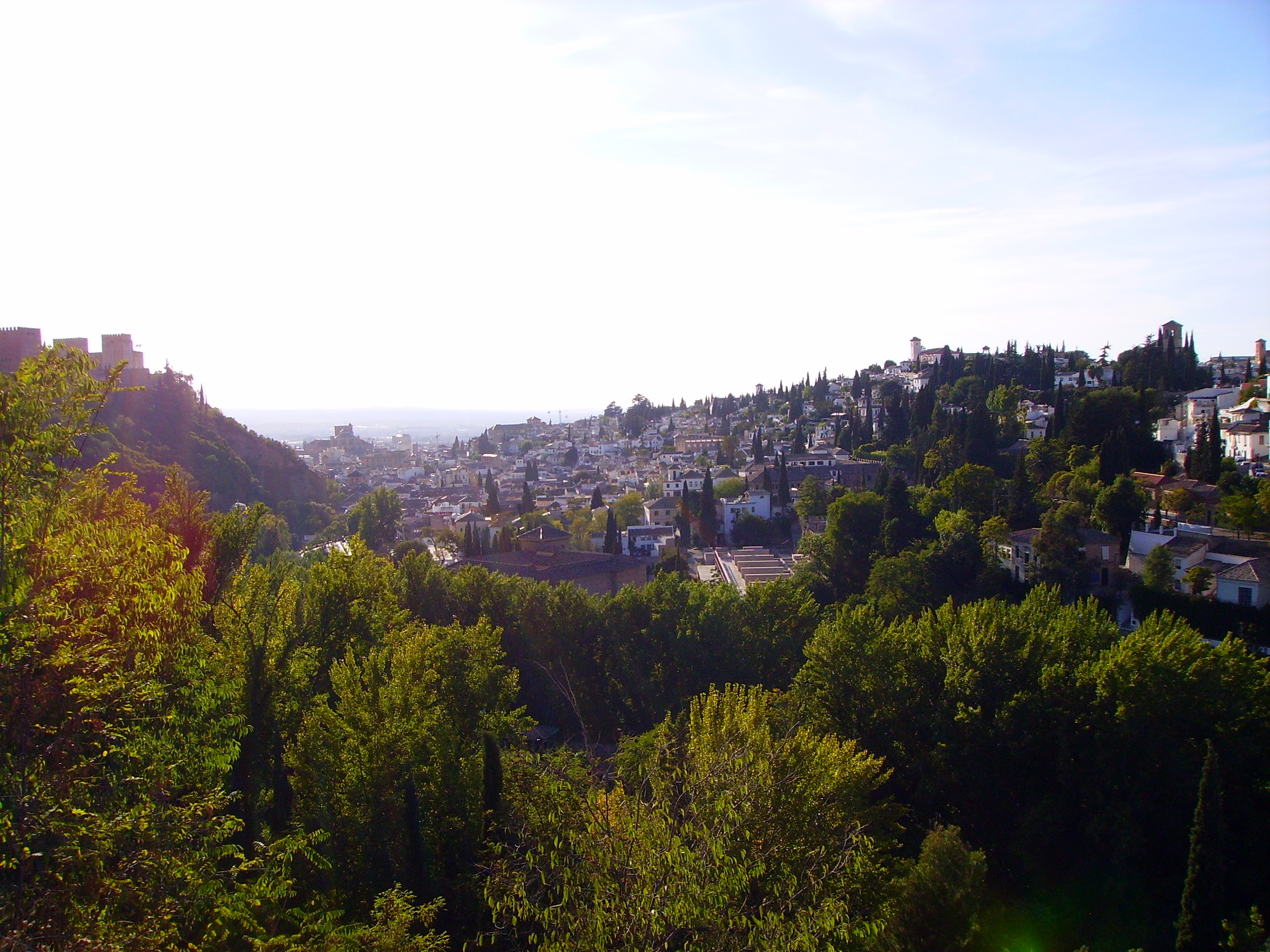
Vista general del barrio del Albaicín, al este de la ciudad

El escudo de Granada fue otorgado por los Reyes Católicos poco después de haber tomado la ciudad. Antaño estuvo formado por dos cuarteles donde se representaba a los Reyes Católicos y al fruto del Punica granatum, conocido popularmente como granada, pero en 1843 la reina Isabel II le añadió un tercero con la Torre de la Vela, sumada de una bandera nacional, junto a sus nuevos títulos, representados en la cinta de oro que lo rodea. Con ello quiso premiar la actitud del pueblo granadino en el levantamiento a su favor y contra el regente. En el documento local está definido de la siguiente manera:

El escudo oficial actual de la ciudad de Granada, está cubierto por la Corona Real, orlado con una cinta rematada en su parte inferior por una borla de oro, en la que van grabadas en igual metal los Títulos de la ciudad, y su interior se divide en tres cuarteles, el que ocupa su mitad superior con los Reyes Católicos sentados en sus tronos, con corona y manto, en sus colores naturales, el Rey Fernando V a la derecha, con una espada en la mano diestra y la Reina Isabel I con un cetro en la suya, ambos sobre campo de plata y cubiertos por un dosel rojo. La parte inferior se divide en dos cuarteles, el de la izquierda con la Torre de la Vela en plata, tremolándose en su parte superior la bandera de España, roja y amarilla, sobre fondo de oro. En el cuartel inferior izquierdo, hay una granada abierta en sus Colores naturales, sobre fondo de plata. Todo queda rodeado con dos castillos en el centro de su parte superior e inferior de la orla, en plata, con dos banderas de España rojas y amarillas en lo alto de cada una y en diagonal, sobre fondo de oro; alternándose a sus lados con un total de seis leones en sus colores naturales y vueltos hacia el interior, con cuatro torres de oro sobre fondo rojo.

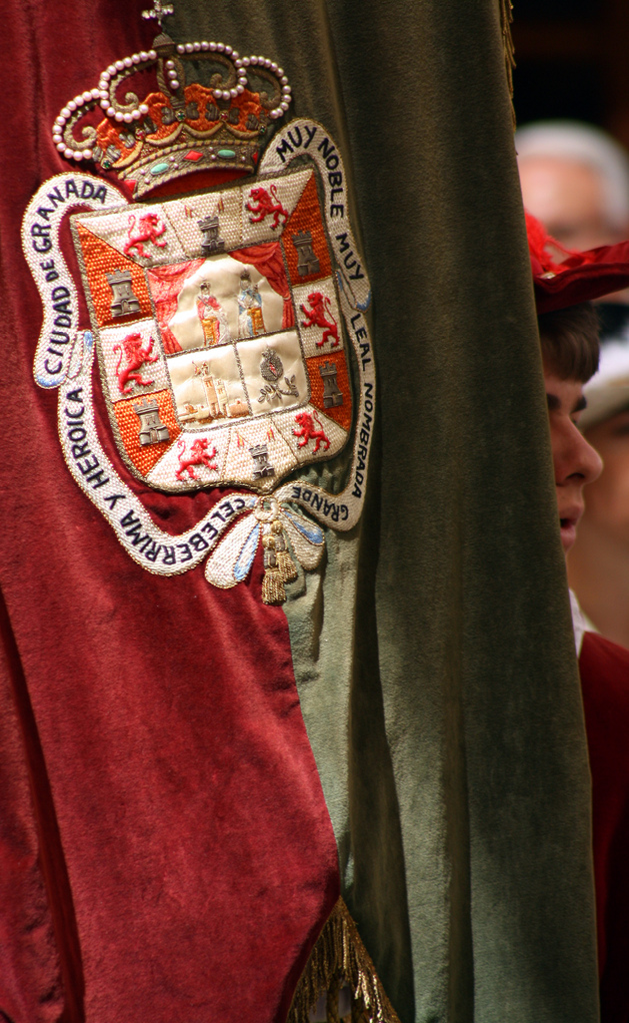
La bandera de Granada durante la procesión de Corpus Christi

Sin embargo, en 1994 en la obra de David Torres Ibáñez La Heráldica de la Diputación Provincial de Granada. Estudios, antecedentes y propuestas aparece citada de la forma con que ha sido inscrito en el Registro de símbolos de entidades locales, presentándose algunas variaciones.

Partido y medio cortado. Primero, en campo de plata las figuras de los Reyes Católicos sentados en sus tronos, con corona y manto, en sus colores naturales, el rey Fernando V a la derecha con una espada en la mano diestra y la reina Isabel I con un cetro en la suya, cubiertos por un dosel rojo. El segundo de oro con la Torre de la Vela mazonada de plata, sumada una bandera de España de gules y oro. El tercero de plata una granada al natural, rajada de gules, sostenida, tallada y hojada de dos hojas de sinople. Bordura de doce compones alternándose León y Castilla, los compones del jefe y de la punta con los castillos sumados por dos banderas de gules. El escudo está orlado con una cinta de oro con los títulos que posee: muy noble, muy leal, nombrada, grande, celebérrima y heroica ciudad de Granada, y rematada en su parte inferior por una borla de oro. Se timbra con la corona real.

Bandera
La bandera de la ciudad de Granada tiene la siguiente descripción:

De color carmesí y verde, y está formada por dos franjas verticales iguales; la primera, junto al mástil, de color rojo carmesí, y la segunda franja de color verde. En el centro, y en bordado sobrepuesto, el escudo de la ciudad de Granada.

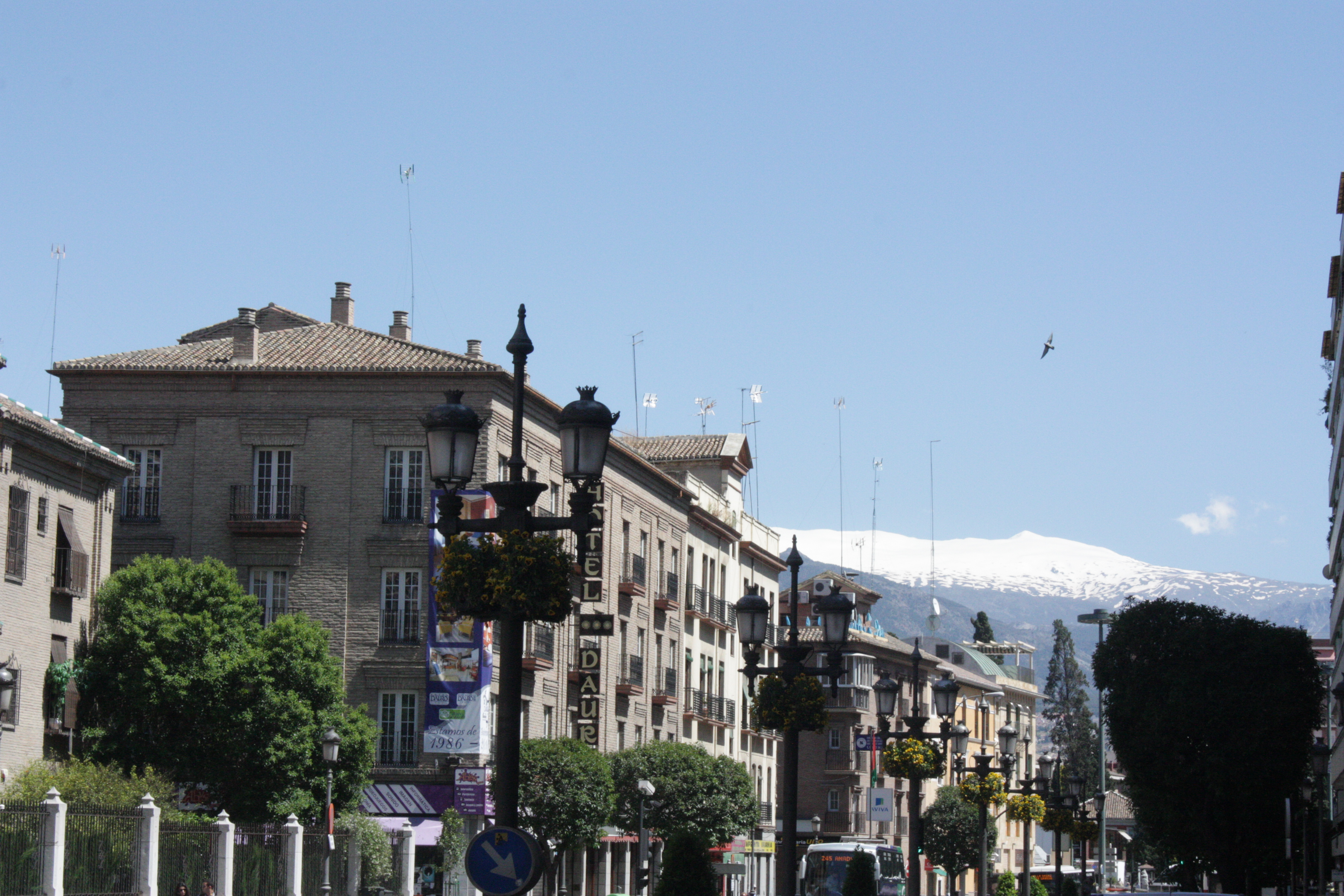
Vista de Granada con Sierra Nevada al fondo desde la Acera del Darro

Está en vigencia desde que se aprobó por el Ayuntamiento de Granada en sesión plenaria del día 6 de septiembre de 1983.
Himno
El ayuntamiento, en pleno de la ciudad, aceptando el dictamen de la Comisión de Honores y Distinciones, en sesión de fecha 4 de septiembre de 1997, acordó por unanimidad, a propuesta de su presidente, Sebastián Jesús Pérez Ortiz, establecer como Himno Oficial de la ciudad de Granada la versión adaptada por el profesor Luis Megías Castilla de la canción Granada, de Agustín Lara. Así consta en la web oficial de esta corporación.

## Geografía

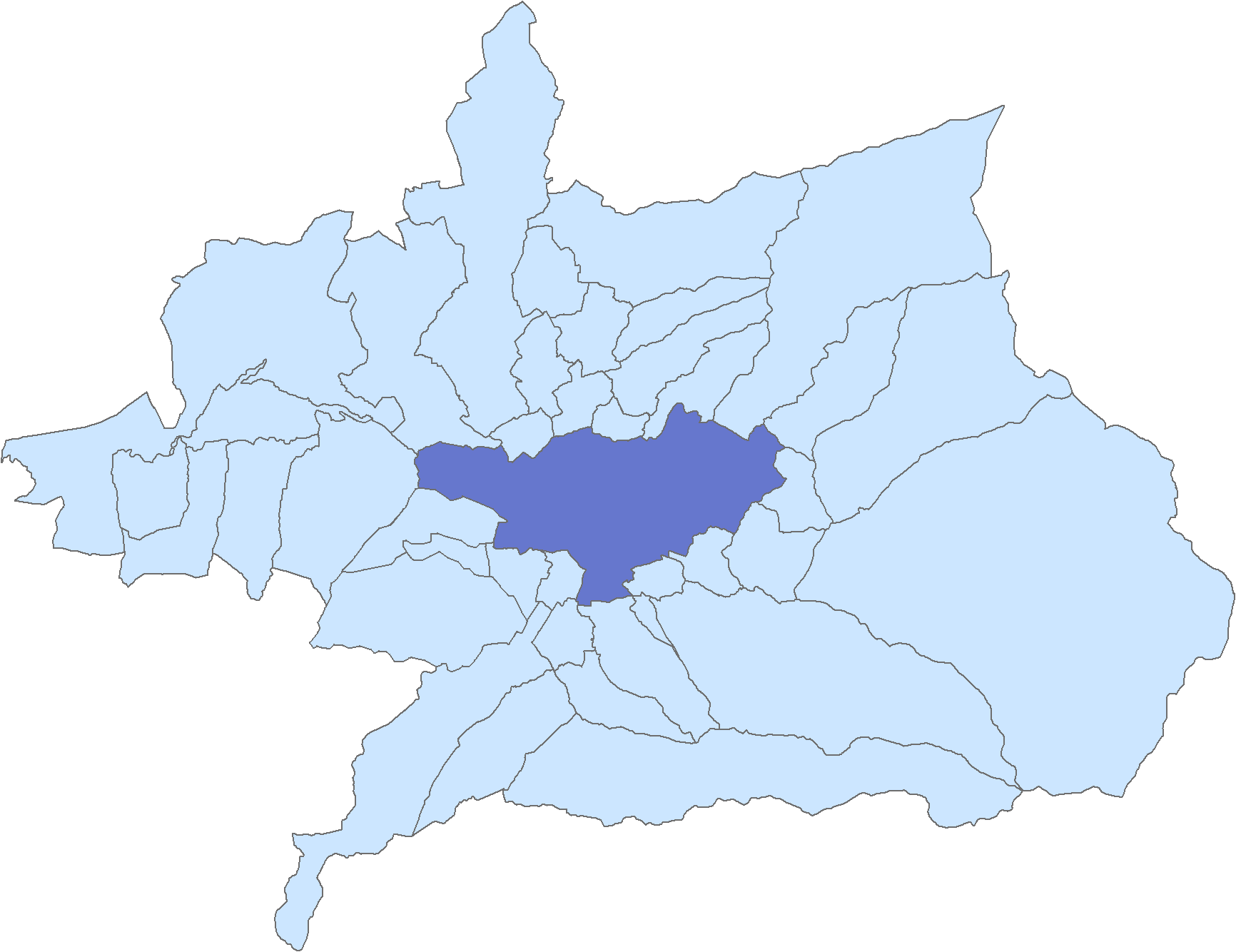
Situación de la ciudad de Granada respecto a la Vega de Granada

El término municipal está situado en la parte más oriental de la depresión de Granada, en contacto con el piedemonte de Sierra Nevada (formación de unos 87,8 km²). Se encuentra representado en las hojas 1009, 1010, 1026 y 1027 del Mapa Topográfico Nacional. La depresión se sitúa estratégicamente en el Surco Intrabético. De esta forma, a partir del pasillo de Iznalloz tiene acceso al desfiladero de Despeñaperros, que comunica a la región de Andalucía con el centro de la península ibérica; a partir de Valle de Lecrín tiene acceso a la Costa Granadina; por el Puerto de la Mora tiene acceso a las Hoyas de Guadix y Baza y por lo tanto a Almería y Murcia; y por último, a partir del pasillo de Loja tiene acceso a Málaga.
| Noroeste: Atarfe                         | Norte: Maracena, Pulianas, Jun y Víznar                        | Nordeste: Huétor Santillán y Beas de Granada |
| Oeste: Santa Fe y Vegas del Genil        |                                                                | Este: Dúdar                                  |
| Suroeste: Churriana de la Vega y Armilla | Sur: Ogíjares, La Zubia, Cájar, Huétor Vega y Cenes de la Vega | Sureste: Pinos Genil                         |

### Relieve
El relieve del municipio está marcado por su localización en el borde oriental de la depresión de Granada. Las sierras de Huétor, Arana y Nevada ejercen de cabecera de esta cuenca sedimentaria.
La génesis de este relieve se remonta al plegamiento alpino, en el que se plegaron los sedimentos depositados en una gran fosa oceánica que ocupaba lo que hoy son los Sistemas Béticos. La depresión surgió por el hundimiento de diversos bloques debido al efecto de las fallas que la rodean completamente y a la mayor densidad de los materiales que la componen con respecto a las zonas montañosas circundantes. Este substrato fue colmatado paulatinamente a lo largo del terciario y cuaternario por sedimentos erosionados de las jóvenes cordilleras creadas durante el plegamiento alpino.

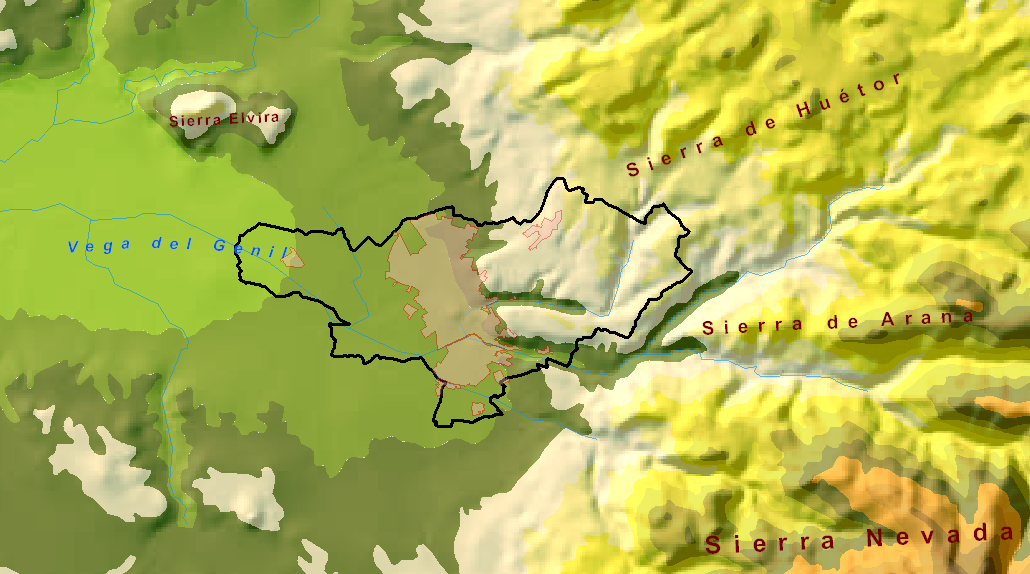
Relieve del término municipal

Uno de sus más característicos y emblemáticos relieves es la denominada Formación o Conglomerado Alhambra, constituido por sedimentos detríticos muy gruesos ligados a abanicos aluviales. La intensa erosión fluvial durante el plioceno provocó el brusco depósito de materiales, formando montañas de conglomerados de hasta 300 m de espesor, caracterizados por el grosor y el desorden de sus cantos debido a la rapidez e intensidad de la erosión.
Ya durante el cuaternario, estas formaciones de piedemonte volvieron a erosionarse de nuevo y quedaron configuradas morfológicamente por la red hidrográfica, produciendo el paisaje actual. En algunos casos la acción de los ríos ha permitido excavar profundos cañones, mostrando los distintos estratos de conglomerados, como ocurre en el barranco de los Negros.
Por último, la red hidrográfica, jerarquizada por el río Genil, ha modelado y perfilado una gran llanura de sedimentación, formada por materiales detríticos donde predominan las arenas, limos y arcillas, en función de la cercanía al centro de la cuenca. Esta llanura aluvial es de gran riqueza desde el punto de vista de la agricultura y, junto a los yacimientos auríferos ligados a los ríos Darro y Genil, provocaron su rápida población.

### Hidrografía

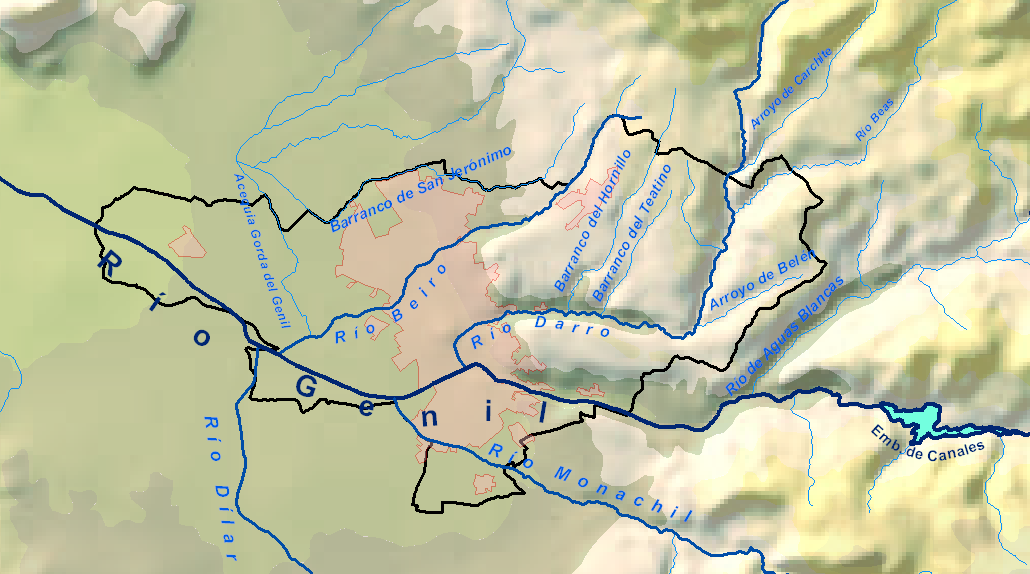
Mapa hidrográfico del término municipal de Granada

Debido al intenso aporte de escorrentía de las zonas montañosas de alrededor, las escasas precipitaciones no se traducen en escasez de agua. La cabecera del río Genil está formada por una especie de anfiteatro montañoso integrado por Sierra Nevada y sierra de Arana. De Sierra Nevada parten en abanico el Genil y sus afluentes de la margen izquierda, el Monachil y el Dílar. Al norte, el anfiteatro continúa con la sierra de Arana, donde nacen para desembocar en el Genil los ríos Beiro y Darro, cuyos cauces están encajados por la proximidad de Sierra Nevada y por su actividad sísmica. Esta angostura también se manifiesta en los barrancos provocados por corrientes fluviales extintas por filtración o captación.
Por lo tanto, el término municipal está completamente integrado en la cuenca hidrográfica del río Genil, subsidiaria de la del Guadalquivir. La red hidrográfica granadina la conforman, junto al Genil, los ríos Darro, Beiro, Monachil y Dílar, entre otras redes hidrográficas.
- El Genil, con 358 km de longitud, es el segundo río más largo que discurre íntegramente por Andalucía, por detrás del Guadalquivir, al que desemboca como principal afluente. Nace en la cara norte del pico del Mulhacén y sus aguas son captadas para regadío al entrar en Granada a través del sistema hidráulico establecido durante su época musulmana. Atraviesa el casco urbano siguiendo la dirección este-oeste.

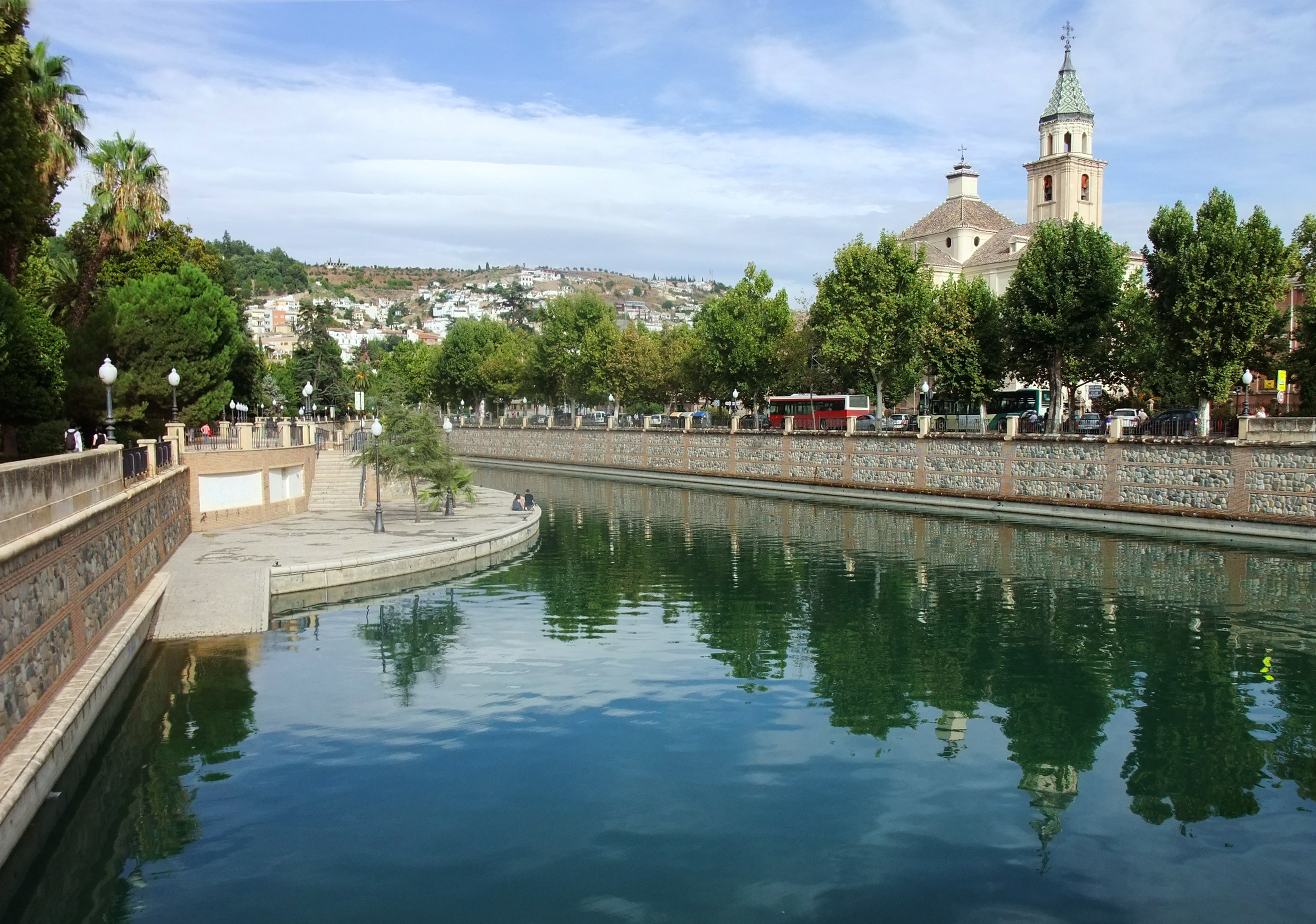
El río Genil a su paso por Granada, visto desde el paseo del Salón

- El Darro nace en la sierra de la Alfaguara para después adentrarse en el término municipal de Granada, donde confluye con los ríos del Colmenar y de Beas. Es el principal abastecedor de la Alhambra. Surca el municipio de norte a sur y después fluye hacia el Oeste por la zona de Jesús del Valle. Desemboca en el Genil dentro del casco urbano.
- El Beiro, procedente de sierra Arana, discurre soterrado bajo el casco urbano de norte a oeste. En la superficie, se adentra en la comarca de La Vega, donde afluye al Genil.
- El Monachil nace en Sierra Nevada y presenta un curso continuo a lo largo de todo el año. Es uno de los principales afluentes del curso alto del Genil, dentro de ese término municipal.
- El Dílar es también afluente del Genil e igualmente nace en Sierra Nevada, entra en el municipio granadino por Purchil.
- Las acequias conforman una red hidrográfica artificial de gran complejidad, que tiene su origen en la época musulmana. Las principales son las de Tarramonta, Arabuleila, Aynadamar, Real de la Alhambra y Gorda del Genil.[34]

También son importantes los aportes hídricos del subsuelo, ya que la cuenca detrítica permite la filtración del agua y la formación de acuíferos. La capa freática está en muchas ocasiones muy cerca de la superficie y en zonas próximas al lecho fluvial se producen surgencias y manantiales naturales. Sin embargo, la calidad del agua es cada vez menor debido a los cuantiosos aportes de nitratos resultantes de la importante actividad agrícola que se lixivian hacia el acuífero con agua de riego y de lluvia.

### Clima

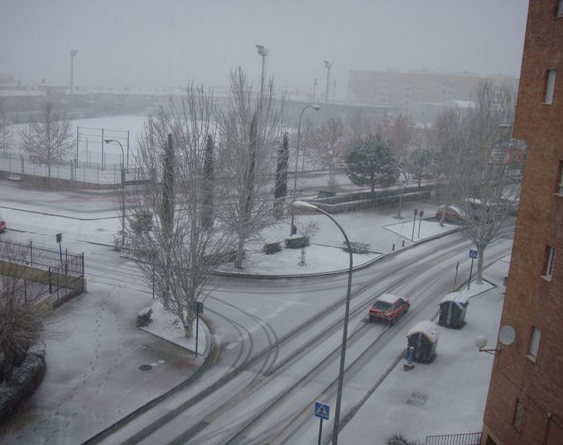
Barrio de La Chana en invierno

De acuerdo con la clasificación climática de Köppen, el clima de Granada es de transición entre el clima mediterráneo (Csa) y el clima semiárido frío (BSk). Otras fuentes describen el clima de Granada como mediterráneo continentalizado, diferenciándolo del clima mediterráneo típico por la altitud y la relativa lejanía de la costa, lo que provoca una mayor amplitud térmica anual. El clima es fresco en invierno, con heladas frecuentes, y caluroso en verano, con máximas sobre los 35 °C. La oscilación térmica es grande durante todo el año, superando muchas veces los 20 °C en un día. Las lluvias son realmente escasas en verano; se concentran en invierno y en general son de poca entidad durante el resto del año. Estas características peculiares, que son más patentes si las comparamos con el clima de la Costa Granadina, a tan solo 50 km de Granada capital, se deben a su situación entre cadenas montañosas, y a su altitud media, de unos 685 m s. n. m.
En 2007 fue la cuarta ciudad más soleada de España, con 3016 horas de sol, según se desprende de los datos de los que dispone el Instituto Nacional de Estadística, recogidos en su anuario estadístico.
| Parámetros climáticos promedio de Observatorio de la Base Aérea de Armilla (municipio de Armilla) (687 m s. n. m.) (Periodo de referencia: 1991-2020, extremos: 1931-presente) | Parámetros climáticos promedio de Observatorio de la Base Aérea de Armilla (municipio de Armilla) (687 m s. n. m.) (Periodo de referencia: 1991-2020, extremos: 1931-presente) | Parámetros climáticos promedio de Observatorio de la Base Aérea de Armilla (municipio de Armilla) (687 m s. n. m.) (Periodo de referencia: 1991-2020, extremos: 1931-presente) | Parámetros climáticos promedio de Observatorio de la Base Aérea de Armilla (municipio de Armilla) (687 m s. n. m.) (Periodo de referencia: 1991-2020, extremos: 1931-presente) | Parámetros climáticos promedio de Observatorio de la Base Aérea de Armilla (municipio de Armilla) (687 m s. n. m.) (Periodo de referencia: 1991-2020, extremos: 1931-presente) | Parámetros climáticos promedio de Observatorio de la Base Aérea de Armilla (municipio de Armilla) (687 m s. n. m.) (Periodo de referencia: 1991-2020, extremos: 1931-presente) | Parámetros climáticos promedio de Observatorio de la Base Aérea de Armilla (municipio de Armilla) (687 m s. n. m.) (Periodo de referencia: 1991-2020, extremos: 1931-presente) | Parámetros climáticos promedio de Observatorio de la Base Aérea de Armilla (municipio de Armilla) (687 m s. n. m.) (Periodo de referencia: 1991-2020, extremos: 1931-presente) | Parámetros climáticos promedio de Observatorio de la Base Aérea de Armilla (municipio de Armilla) (687 m s. n. m.) (Periodo de referencia: 1991-2020, extremos: 1931-presente) | Parámetros climáticos promedio de Observatorio de la Base Aérea de Armilla (municipio de Armilla) (687 m s. n. m.) (Periodo de referencia: 1991-2020, extremos: 1931-presente) | Parámetros climáticos promedio de Observatorio de la Base Aérea de Armilla (municipio de Armilla) (687 m s. n. m.) (Periodo de referencia: 1991-2020, extremos: 1931-presente) | Parámetros climáticos promedio de Observatorio de la Base Aérea de Armilla (municipio de Armilla) (687 m s. n. m.) (Periodo de referencia: 1991-2020, extremos: 1931-presente) | Parámetros climáticos promedio de Observatorio de la Base Aérea de Armilla (municipio de Armilla) (687 m s. n. m.) (Periodo de referencia: 1991-2020, extremos: 1931-presente) | Parámetros climáticos promedio de Observatorio de la Base Aérea de Armilla (municipio de Armilla) (687 m s. n. m.) (Periodo de referencia: 1991-2020, extremos: 1931-presente) |
| Mes | Ene. | Feb. | Mar. | Abr. | May. | Jun. | Jul. | Ago. | Sep. | Oct. | Nov. | Dic. | Anual |
| --- | --- | --- | --- | --- | --- | --- | --- | --- | --- | --- | --- | --- | --- |
| Temp. máx. abs. (°C) | 26.8 | 27.6 | 29.3 | 35.2 | 38.6 | 40.3 | 43.5 | 43.8 | 40.6 | 35.2 | 27.8 | 24.8 | 43.8 |
| Temp. máx. media (°C) | 13.0 | 14.7 | 17.9 | 20.2 | 24.9 | 30.8 | 34.7 | 34.2 | 28.6 | 23.2 | 16.8 | 13.8 | 22.7 |
| Temp. media (°C) | 7.0 | 8.4 | 11.3 | 13.6 | 17.7 | 22.8 | 26.3 | 26.1 | 21.4 | 16.6 | 10.9 | 8.0 | 15.8 |
| Temp. mín. media (°C) | 1.0 | 2.0 | 4.6 | 6.9 | 10.4 | 14.8 | 17.8 | 17.9 | 14.1 | 10.1 | 5.0 | 2.2 | 8.9 |
| Temp. mín. abs. (°C) | -12.6 | -13.4 | -6.4 | -1.9 | 0.6 | 5.6 | 9.0 | 8.2 | 1.2 | -0.5 | -4.5 | -8.6 | -13.4 |
| Precipitación total (mm) | 39.0 | 31.7 | 41.3 | 39.0 | 31.2 | 8.2 | 1.0 | 3.2 | 27.2 | 42.0 | 49.1 | 44.2 | 357.1 |
| Días de precipitaciones (≥ 1 mm) | 6.0 | 5.7 | 5.9 | 5.9 | 4.4 | 1.4 | 0.1 | 0.5 | 3.0 | 5.3 | 6.4 | 6.2 | 51.0 |
| Días de nevadas (≥ 0.01 mm) | 0.8 | 0.5 | 0.2 | 0.0 | 0.0 | 0.0 | 0.0 | 0.0 | 0.0 | 0.0 | 0.1 | 0.2 | 1.8 |
| Horas de sol | 174 | 178 | 220 | 246 | 294 | 342 | 372 | 338 | 258 | 217 | 168 | 161 | 2959 |
| Humedad relativa (%) | 71 | 66 | 60 | 55 | 48 | 39 | 34 | 38 | 49 | 60 | 70 | 74 | 55 |
| Fuente: Agencia Estatal de Meteorología | | | | | | | | | | | | | |

| Parámetros climáticos promedio de Observatorio del Aeropuerto de Granada (municipio de Chauchina) (567 m s. n. m.) (Periodo de referencia: 1991-2020, extremos: 1972-presente) | Parámetros climáticos promedio de Observatorio del Aeropuerto de Granada (municipio de Chauchina) (567 m s. n. m.) (Periodo de referencia: 1991-2020, extremos: 1972-presente) | Parámetros climáticos promedio de Observatorio del Aeropuerto de Granada (municipio de Chauchina) (567 m s. n. m.) (Periodo de referencia: 1991-2020, extremos: 1972-presente) | Parámetros climáticos promedio de Observatorio del Aeropuerto de Granada (municipio de Chauchina) (567 m s. n. m.) (Periodo de referencia: 1991-2020, extremos: 1972-presente) | Parámetros climáticos promedio de Observatorio del Aeropuerto de Granada (municipio de Chauchina) (567 m s. n. m.) (Periodo de referencia: 1991-2020, extremos: 1972-presente) | Parámetros climáticos promedio de Observatorio del Aeropuerto de Granada (municipio de Chauchina) (567 m s. n. m.) (Periodo de referencia: 1991-2020, extremos: 1972-presente) | Parámetros climáticos promedio de Observatorio del Aeropuerto de Granada (municipio de Chauchina) (567 m s. n. m.) (Periodo de referencia: 1991-2020, extremos: 1972-presente) | Parámetros climáticos promedio de Observatorio del Aeropuerto de Granada (municipio de Chauchina) (567 m s. n. m.) (Periodo de referencia: 1991-2020, extremos: 1972-presente) | Parámetros climáticos promedio de Observatorio del Aeropuerto de Granada (municipio de Chauchina) (567 m s. n. m.) (Periodo de referencia: 1991-2020, extremos: 1972-presente) | Parámetros climáticos promedio de Observatorio del Aeropuerto de Granada (municipio de Chauchina) (567 m s. n. m.) (Periodo de referencia: 1991-2020, extremos: 1972-presente) | Parámetros climáticos promedio de Observatorio del Aeropuerto de Granada (municipio de Chauchina) (567 m s. n. m.) (Periodo de referencia: 1991-2020, extremos: 1972-presente) | Parámetros climáticos promedio de Observatorio del Aeropuerto de Granada (municipio de Chauchina) (567 m s. n. m.) (Periodo de referencia: 1991-2020, extremos: 1972-presente) | Parámetros climáticos promedio de Observatorio del Aeropuerto de Granada (municipio de Chauchina) (567 m s. n. m.) (Periodo de referencia: 1991-2020, extremos: 1972-presente) | Parámetros climáticos promedio de Observatorio del Aeropuerto de Granada (municipio de Chauchina) (567 m s. n. m.) (Periodo de referencia: 1991-2020, extremos: 1972-presente) |
| Mes | Ene. | Feb. | Mar. | Abr. | May. | Jun. | Jul. | Ago. | Sep. | Oct. | Nov. | Dic. | Anual |
| --- | --- | --- | --- | --- | --- | --- | --- | --- | --- | --- | --- | --- | --- |
| Temp. máx. abs. (°C) | 25.7 | 26.2 | 31.2 | 36.9 | 39.5 | 42.6 | 45.7 | 46.0 | 43.1 | 35.9 | 27.9 | 24.5 | 46.0 |
| Temp. máx. media (°C) | 13.6 | 15.6 | 19.0 | 21.4 | 26.1 | 31.8 | 35.6 | 35.1 | 29.5 | 23.9 | 17.3 | 14.3 | 23.6 |
| Temp. media (°C) | 6.9 | 8.5 | 11.5 | 14.0 | 18.1 | 22.9 | 26.0 | 25.7 | 21.2 | 16.5 | 10.7 | 7.9 | 15.8 |
| Temp. mín. media (°C) | 0.1 | 1.5 | 4.0 | 6.5 | 10.1 | 14.0 | 16.3 | 16.2 | 13.0 | 9.0 | 4.1 | 1.4 | 8.0 |
| Temp. mín. abs. (°C) | -14.2 | -10.0 | -7.6 | -3.2 | -0.2 | 5.0 | 6.4 | 6.6 | 3.6 | -2.6 | -6.4 | -9.2 | -14.2 |
| Precipitación total (mm) | 41.4 | 36.3 | 41.0 | 36.8 | 29.9 | 7.6 | 0.3 | 2.6 | 26.4 | 42.6 | 53.1 | 50.1 | 368.0 |
| Días de precipitaciones (≥ 1 mm) | 5.9 | 5.7 | 5.8 | 5.8 | 4.2 | 1.5 | 0.1 | 0.4 | 3.3 | 5.1 | 6.3 | 6.5 | 50.5 |
| Días de nevadas (≥ 0.01 mm) | 0.6 | 0.4 | 0.0 | 0.0 | 0.0 | 0.0 | 0.0 | 0.0 | 0.0 | 0.0 | 0.1 | 0.0 | 1.1 |
| Horas de sol | 174 | 181 | 226 | 243 | 294 | 345 | 378 | 347 | 270 | 223 | 171 | 161 | 2995 |
| Humedad relativa (%) | 72 | 66 | 60 | 56 | 49 | 41 | 36 | 40 | 52 | 63 | 71 | 75 | 57 |
| Fuente: Agencia Estatal de Meteorología | | | | | | | | | | | | | |

Su temperatura media es de 15,7 °C, lo que supone unos 3 °C de diferencia con las zonas del bajo Guadalquivir y litoral mediterráneo. En cuanto al régimen térmico, el invierno es frío y se prolonga durante los meses de diciembre a febrero con menos de 10 °C de media, siendo el mes más frío enero con 6,7 °C. El verano es una estación larga con una media de tres olas de calor aproximadamente al año, con temperaturas medias superiores a los 20 °C durante los meses de junio a septiembre. El mes más cálido es julio con 34,4 °C de media.

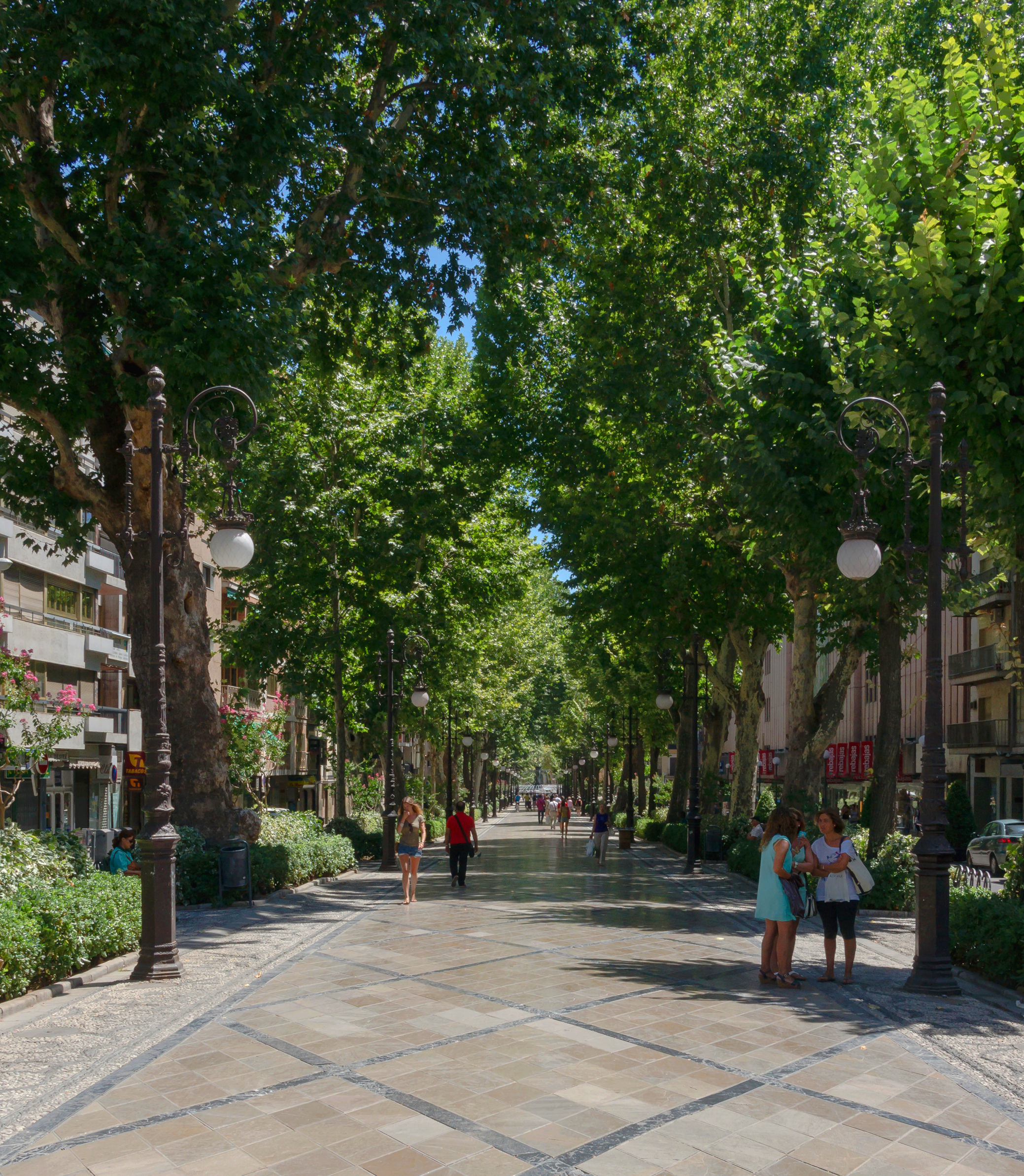
La Carrera de la Virgen, junto a La Patrona, en verano

Los meses más fríos y más cálidos acontecen al principio de las estaciones a consecuencia de la lejanía del mar y de su acción de suavización térmica, impedida aún más por el efecto de barrera de las cadenas montañosas. La escasa duración y representatividad de las estaciones equinocciales es otro rasgo más de la continentalidad de su clima.
En cuanto a las temperaturas extremas, cabe señalar la importancia de las heladas que sufre, llegando a ser bastante tardías, lo que supone un serio limitante para algunos cultivos.
| Concepto                              | Valor | Fecha                    |
| ------------------------------------- | ----- | ------------------------ |
| Precipitación máxima en un día (l/m²) | 69,3  | 21 de septiembre de 2007 |
| Temperatura mínima absoluta (°C)      | –14,2 | 16 de enero de 1987      |
| Temperatura máxima absoluta (°C)      | 46    | 14 de agosto de 2021     |

Precipitaciones
Los rasgos generales de sus precipitaciones son la escasa cuantía anual —357 mm—y su gran irregularidad interanual que provoca muchos períodos de sequía. En cuanto al régimen de precipitaciones, la principal característica es la sequía estival, propia de todos los climas mediterráneos, prolongándose de forma brusca durante los meses de julio y agosto, en los que se producen precipitaciones inferiores a 5 mm. Estos meses coinciden con los de temperatura más alta, hasta el mes de septiembre que rompe esta dinámica de extrema sequedad con las precipitaciones asociadas a las tormentas del final del verano, que también dulcifican las temperaturas.
Debido a la singularidad del clima mediterráneo continentalizado por la prolongación de las precipitaciones desde octubre hasta mayo, la doble influencia mediterránea y atlántica provocan una máxima equinoccial —diciembre con 53 mm— de componente mediterránea y una máxima invernal —enero con 41 mm— de componente atlántica. A pesar de todo, las precipitaciones son bastante regulares a lo largo de este período, si bien el volumen no es comparable con las zonas del bajo Guadalquivir abiertas a las masas de aire oceánicas.

### Flora y fauna
Flora

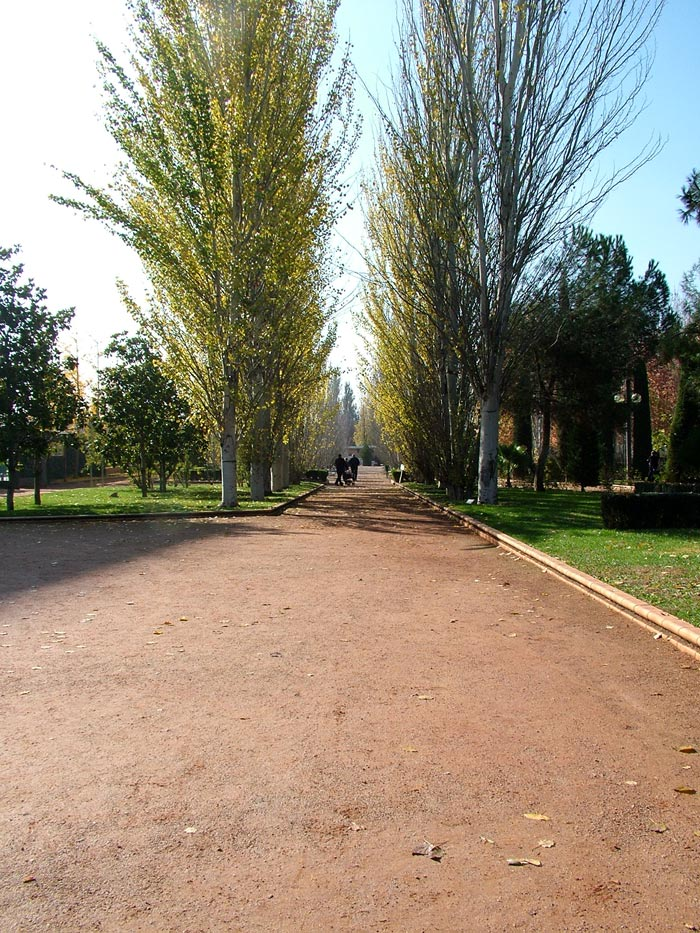
Parque Federico García Lorca, en el barrio de Camino de Ronda

Granada conserva en el parque periurbano Dehesas del Generalife, donde se encuentra el denominado Llano de la Perdiz, dehesa del Generalife y montes Jesús del Valle el último reducto de su flora original de tipo mediterráneo con una extensión total de 458 hectáreas protegidas. Junto a pinares de repoblación aparecen encinares junto a su orla de especies meso y supramediterráneas y un interesante ejemplo de quejigal en las laderas del río Darro.
Parques, jardines y cármenes granadinos poseen una interesante flora de variedades ornamentales donde el jardín botánico, activo desde 1873, realiza un importante trabajo de conservación y difusión. Las comunidades vegetales de los bosques cercanos a la Alhambra gestionados por el Patronato de la Alhambra poseen una rica diversidad calculada en más de 300 especies muchas de ellas gran interés histórico como representantes de los cultivares presentes en las antiguas huertas cercanas.
Fauna
Los principales valores faunísticos de la ciudad se concentran en la zona Este de su término municipal donde el parque periurbano Dehesas del Generalife representa la última zona seminatural del municipio. La fauna presente destaca por una rica avifauna procedente de la cercana Sierra Nevada, aparte de aves propias de los espacios urbanos. Esta fauna se extiende también a los bosques cercanos a la Alhambra que a pesar de la presión turística se han desarrollado como un ecosistema muy rico.
De este modo la presencia de paseriformes como la curruca capirotada, el chochín o el petirrojo, o falconiformes como el cernícalo primilla, que cría en la zona, o el azor no es raro en estos espacios. Respecto a mamíferos junto a especies comunes en parques y jardines como ardillas o ratones aparecen erizos y topillos, especies más propias de zonas naturales e incluso es posible observar zorros, jabalíes o cabras monteses procedentes de las sierras.

## Historia

### Edad Antigua

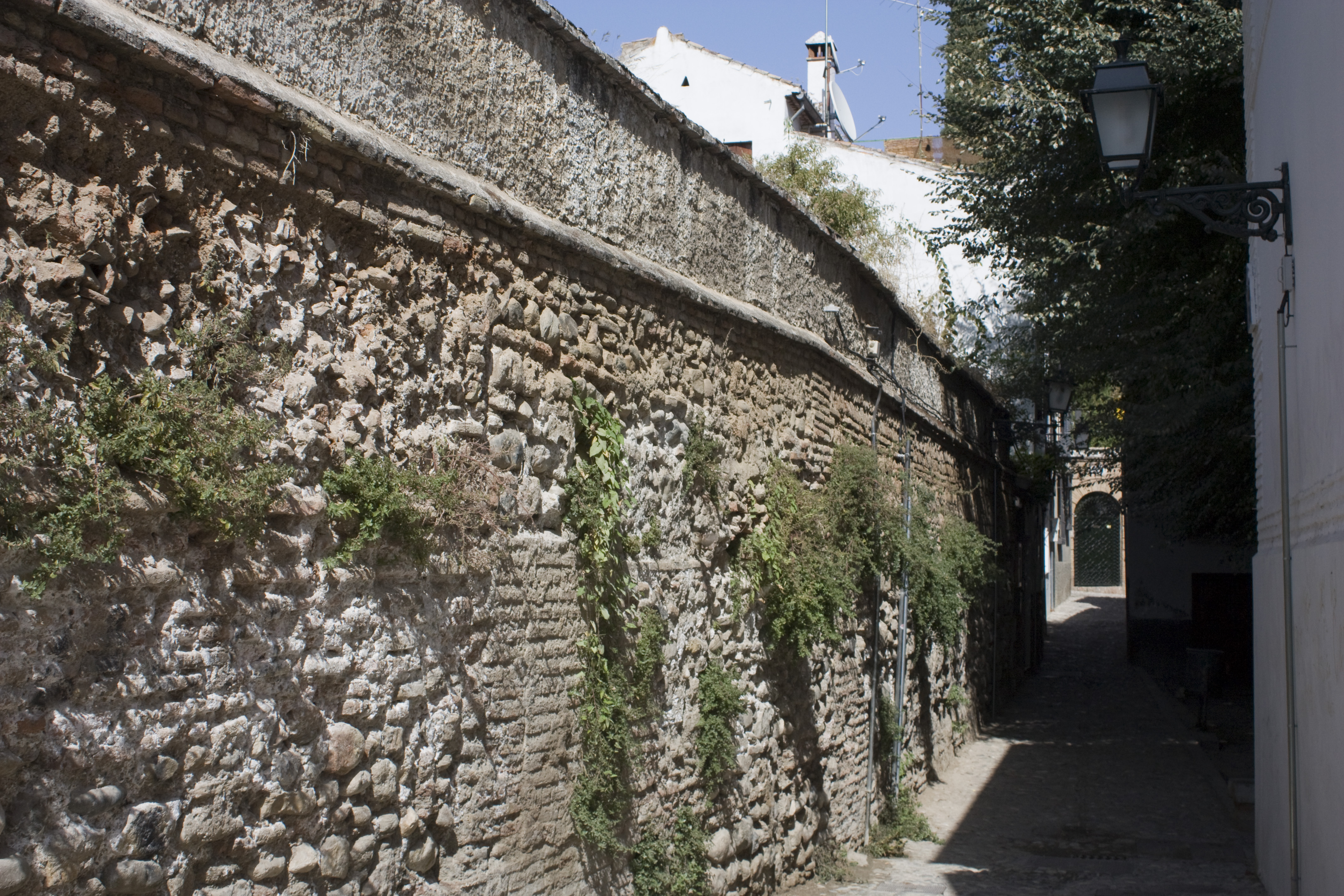
Restos de la muralla del Albaicín

Los restos más antiguos que se han excavado en la ciudad de Granada se han datado hacia la mitad del s. VII a. C. y corresponden a habitaciones pertenecientes a un oppidum íbero denominado Ilturir.
No se tiene constancia de asentamientos anteriores a esta época, aunque en las cercanías existieron poblados de importancia como lo fue el asentamiento argárico del cerro de la Encina, en Monachil, a unos 7 km hacia el este, que fue abandonado hacia el año 1200 a. C.; o el de final de la Edad del Bronce, del cerro de los Infantes, en Pinos Puente, a unos 10 km al oeste, fechado entre el 800 a. C. y el 700 a. C. y que, posteriormente, continuó siendo un poblado con el nombre de Ilurco. Ilturir ocupaba unas 5 ha en la cima de la colina de San Nicolás, en la margen derecha del río Darro, justo donde enfila la vega del río Genil. Estaba rodeada de una muralla que, en el s. VI a. C., se amplió como consecuencia del crecimiento poblacional. En el siglo IV o III a. C., pasó a ser conocida por el nombre de Iliberri y quedó incluida en el área controlada por los bastetanos y, desde una perspectiva más económica que militar, por los cartagineses.
La derrota definitiva de Cartago en la segunda guerra púnica abrió las puertas de la ciudad a los romanos. Algunos autores indican, basándose en Tito Livio, que las tropas de Emilio Paulo fueron derrotadas en Ilurco, hacia el año 190 a. C., antes de que Tiberio Sempronio Graco conquistara toda la zona, hacia 180 a. C. No obstante, parece más bien que la sumisión a Roma se produjo como consecuencia de un pacto o acuerdo. Ilíberis, incluida en la Hispania Ulterior, obtuvo de César el título de municipio, con el nombre de Municipium Florentinum Iliberitanum, de forma que las fuentes romanas de los siglos siguientes la citan casi siempre como Florentia. Más tarde quedó englobada en la Bética y, finalmente, hacia el siglo I, incorporada al Conventus Astigitanus.

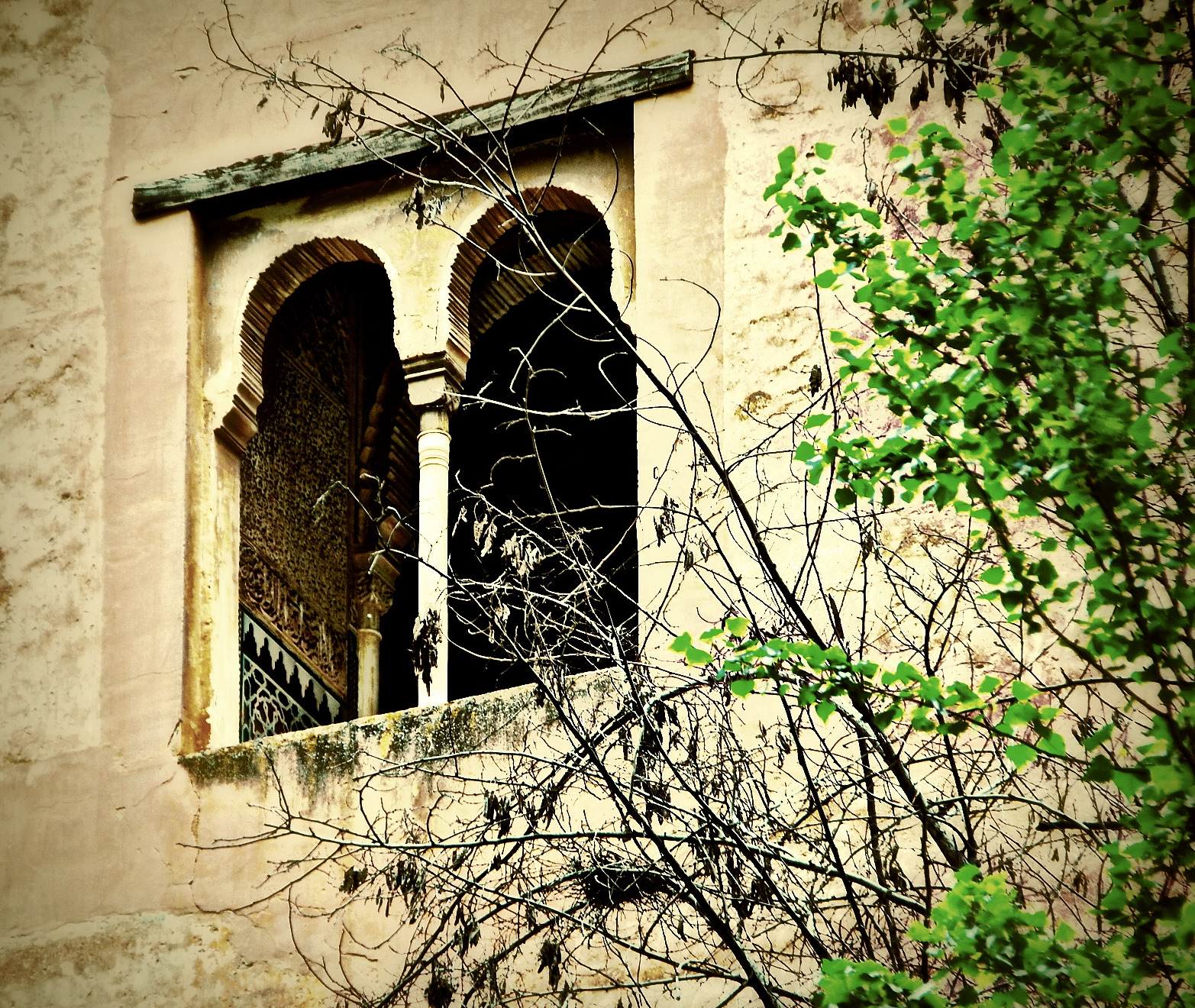
Ventana de los palacios nazaríes

Para algunos autores, se trató de una ciudad de gran relevancia. Sin embargo, las excavaciones arqueológicas no han convalidado este carácter de ciudad importante, que dio tres senadores y un cónsul a Roma, además de ser sede de un Concilio cristiano, alrededor del año 304. En cualquier caso, debió quedar arruinada en algún momento de la Alta Edad Media, pues a comienzos del siglo VIII, el solar se encontraba despoblado.

### Edad Media
Al menos desde los tiempos de la creación del Emirato de Córdoba y hasta la caída del Califato, es decir, entre los siglos VIII y XI, el solar de la actual ciudad de Granada estuvo deshabitado, permaneciendo solamente los restos del oppidum ibérico, usado como fortaleza (hisn) en los tiempos de la rebelión de los muladíes (siglo IX). Algunos autores consideran que pudo subsistir algún pequeño núcleo o alquería alrededor de Hisn Garnata, nombre con el que se conoció en época musulmana a la antigua Ilíberis. En cualquier caso, la ciudad importante en el período 712-1012, fue la vecina Medina Elvira, unos 10 km al oeste, que llegó a ser la capital de la Cora de Elvira y una de las ciudades más importantes de al-Ándalus.
Las turbulencias que originaron la formación de los reinos de taifas dieron el trono de la taifa de Granada a los ziríes. El primero de ellos, Zawi ben Ziri, fundó la nueva ciudad de Madínat Garnata en 1013, alrededor del castillo existente, abandonando Medina Elvira, que quedó despoblada alrededor del 1020, y arruinada. A partir de entonces, la Granada musulmana tuvo tres fases claras de evolución:

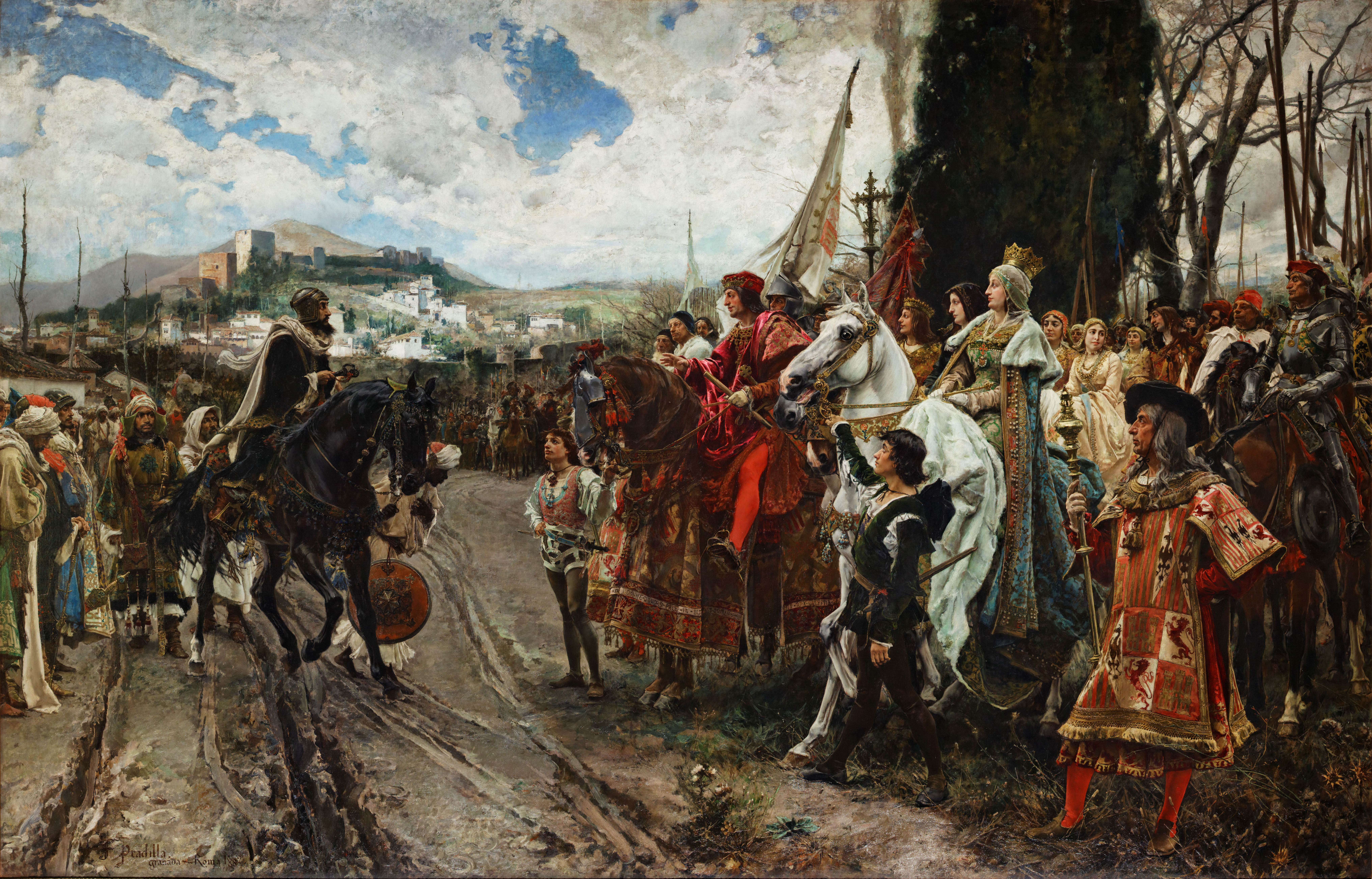
La rendición de Granada por Francisco Pradilla: Boabdil frente a los Reyes Católicos

- Época zirí.- La zona que inicialmente se ocupó, de forma intensiva, es la situada en el centro del actual barrio del Albaicín, conocida como Alcazaba Cadima (al-Qasba Qadima). Para finales del siglo XI, ya estaba urbanizada la mayor parte de la colina, rodeada por una muralla que aún subsiste en buena medida embutida parcialmente en el caserío urbano. La ciudad zirí tenía una extensión de 75 ha y unas 4400 casas repartidas en varios barrios situados en la colina del Albaicín.[54]
- Época bereber.- La estructura urbana de la ciudad se modificó escasamente en el largo periodo de dominación de los almorávides y los almohades (1090-1269). Del análisis que de las fuentes árabes han hecho diversos autores se desprende que en época almorávide se amplió el recinto amurallado, abriéndose puertas como el Arco de las Pesas y Bib-Albunaida (Puerta Monaita), ambas aún en pie; también corresponde a esta época la desaparecida Bib-Alfajjarin, o de los Alfareros, y el castillo conocido como Torres Bermejas.[55] Los almohades dejaron edificios de interés, como el Alcázar Genil, y amurallaron los arrabales del este, donde hoy está el barrio del Realejo.

- Época nazarí.- La creación del Reino de Granada impulsó el crecimiento y la riqueza de la ciudad, amurallándose los arrabales del Albaicín y levantándose la ciudad palatina de la Alhambra. Su construcción fue iniciada por el rey Alhamar, aprovechando la existencia de una antigua fortaleza zirí. Su hijo, Muhámmad II, erigió la mayor parte de las zonas palaciegas, y para el comienzo del siglo XIV existía ya una medina, con comercios, viviendas privadas y edificios comunitarios. La mezquita real (megit sultani) fue edificada por Muhámmad III y, para entonces, Madínat al-Hamra era ya un verdadero núcleo urbano.[56] La ciudad nazarí quedó organizada en seis distritos amurallados, comunicados entre sí por puertas que se cerraban durante la noche, y cada uno de ellos dividido en barrios de diferentes tamaños y carácter.

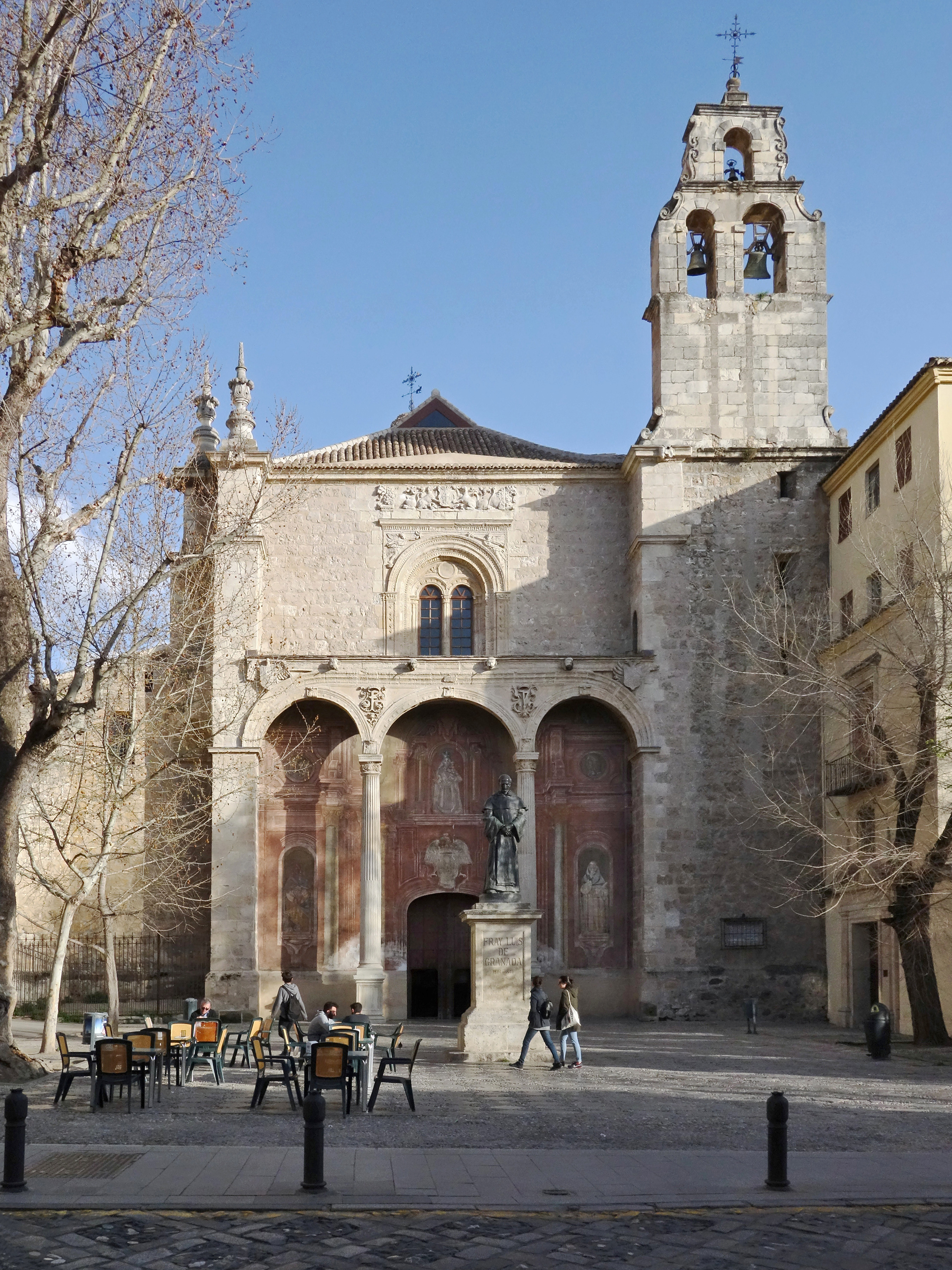
Iglesia de Santo Domingo

La ciudad permanecerá con esta estructura tras la conquista de Granada por los Reyes Católicos, en 1492, aunque los once años que siguieron a la entrega de la ciudad generaron cambios que acabarían por modificar de forma importante su carácter.

#### El tránsito del reino nazarí a Castilla
A pesar de que, en 1491, un poderoso ejército castellano, que ya había sojuzgado casi todo el territorio nazarí en los cuatro años anteriores, penetra en la Vega de Granada y pone sitio a la ciudad, esta no cayó como consecuencia de un enfrentamiento entre ambos ejércitos, sino mediante un proceso de negociación que culminó el 25 de noviembre de ese mismo año, con la firma en Santa Fe de las correspondientes Capitulaciones, en las que se pactó un plazo de dos meses para la entrega de la ciudad, aunque finalmente ese plazo no se agotó y la rendición se produjo el 2 de enero de 1492. Las capitulaciones eran muy generosas para los granadinos: podían seguir practicando libre y públicamente su religión, se respetarían sus propiedades y se mantendría la vigencia del derecho islámico en litigios entre muslimes, creándose la figura de jueces mixtos cuando se tratase de litigios con cristianos. Se creó además un ayuntamiento musulmán, y se previeron franquicias fiscales por tres años. Además, los reyes nombraron primer arzobispo de Granada a Hernando de Talavera, confesor de la reina Isabel y hombre moderado y con alta estima de la calidad moral de los vencidos. Sin embargo, cuando en 1499 la Corte se instala temporalmente en Granada, muchos se escandalizaron de la pervivencia del islam y de que la población asistiera masivamente a las mezquitas. El nuevo confesor de la reina, fray Francisco Jiménez de Cisneros, arzobispo de Toledo, inició una dura campaña de conversiones forzosas, con confiscación y quema de libros, encarcelamiento de alfaquíes y procesos inquisitoriales. Se realizaron conversiones masivas, aunque ello no disminuyó la presión sobre la población granadina, pues como informó Diego Hurtado de Mendoza en el primer tercio del siglo XVI, «los cristianos nuevos, gente sin lengua y sin favor, encogida y mostrada a servir, veían condenarse, quitar o partir las haciendas que habían poseído, comprado o heredado de sus abuelos, sin ser oídos». Esta política generó graves revueltas en el Albaicín, especialmente tras la conversión por Cisneros de mezquitas en iglesias, que se extendieron a otras zonas del reino, y que fueron sangrientamente reprimidas (1499-1501). Los Reyes Católicos aprovecharon estos hechos para declarar nulas las Capitulaciones y ordenar una primera expulsión de moriscos y la reclusión de los restantes en un gueto situado en Bib-Rambla. Para 1519, Martín Fernández de Enciso comentaría que «Granada fue gran pueblo en tiempo de moros y agora no es tanto».

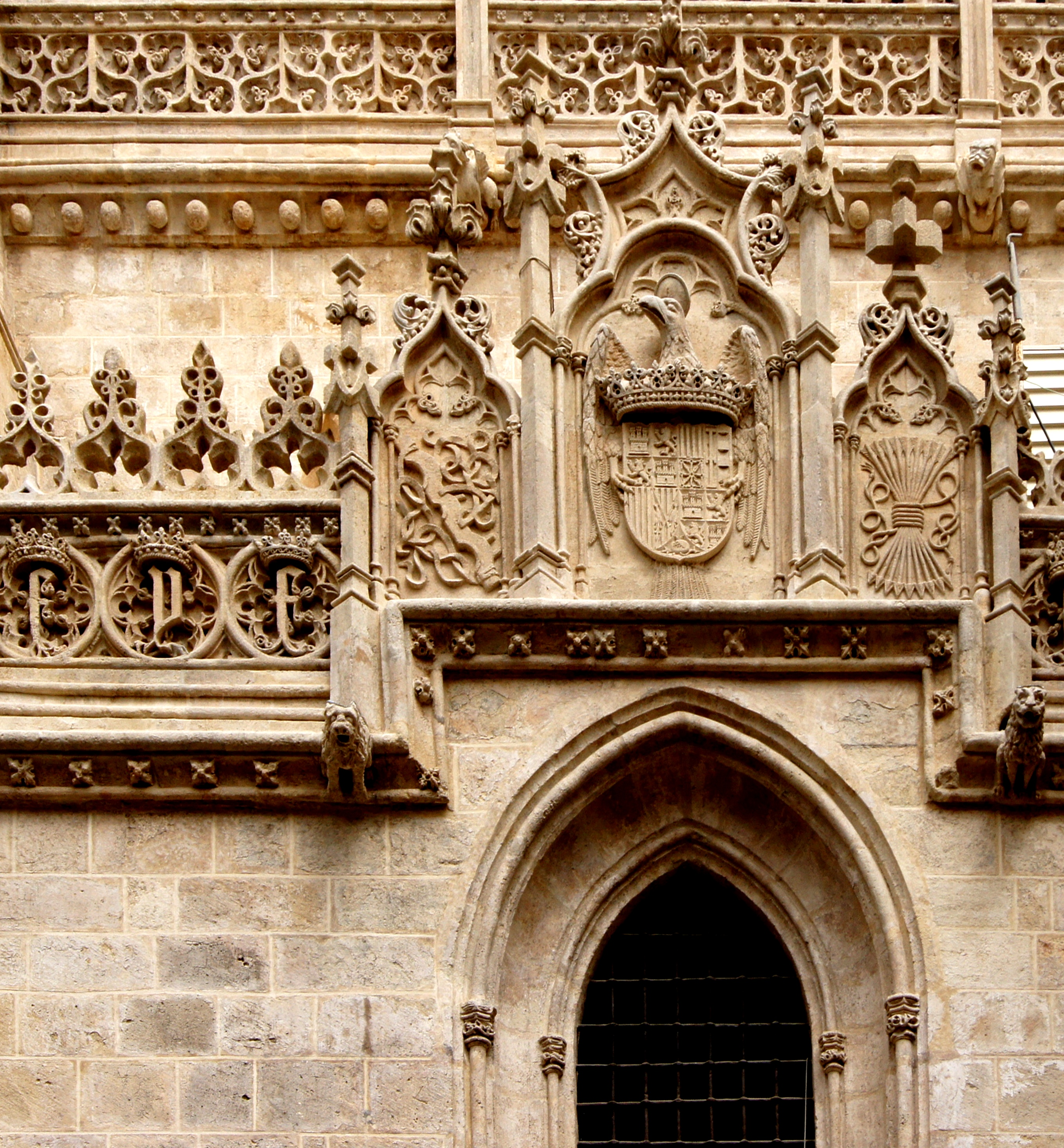
La Capilla Real, una de las principales obras del gótico granadino

### Edad Moderna
Durante la Guerra de las Comunidades de Castilla, Granada se mantuvo en todo momento fiel a Carlos I y el marqués de Mondéjar, desde su puesto de capitán general, se encargó de dominar la situación ante cualquier eventualidad. No obstante, la ciudad no envío sus diputados a la liga de La Rambla, asamblea destinada a impedir que el movimiento comunero penetrase en Andalucía. Al principio, ciertamente, pidió un aplazamiento de las reuniones para consensuar la cuestión con el resto de las localidades bajo su jurisdicción, pero debido a la poca disposición que mostraron Sevilla y Córdoba por su planteamiento, terminó negándose a enviar diputados. Era pues, un asunto de honor respecto a su propia entidad como jurisdicción cohesionada.
Todos los viajeros y eruditos que visitaron Granada en el paso de siglo (del XV al XVI), mostraron admiración por sus edificios, especialmente la reina Juana y su hijo el rey Carlos I, quienes invirtieron grandes sumas en el mantenimiento y arreglo de la Alhambra y de otros edificios de interés, lo que facilitó la pervivencia de esta arquitectura. Pero ello no obstó para que, desde un primer momento, se desarrollara una política urbanística de afirmación del nuevo poder, levantando edificios de gran relevancia en los espacios más representativos de la ciudad musulmana: la capilla Real, mediante cédula de 1504, en la que se depositaron los cuerpos de los Reyes Católicos, en 1521; el Hospital Real, iniciado en 1511; la catedral, planteada en 1523; el palacio de Carlos V, en plena Alhambra, acordado por el emperador en 1526; la Chancillería, comenzada en 1531; etc.

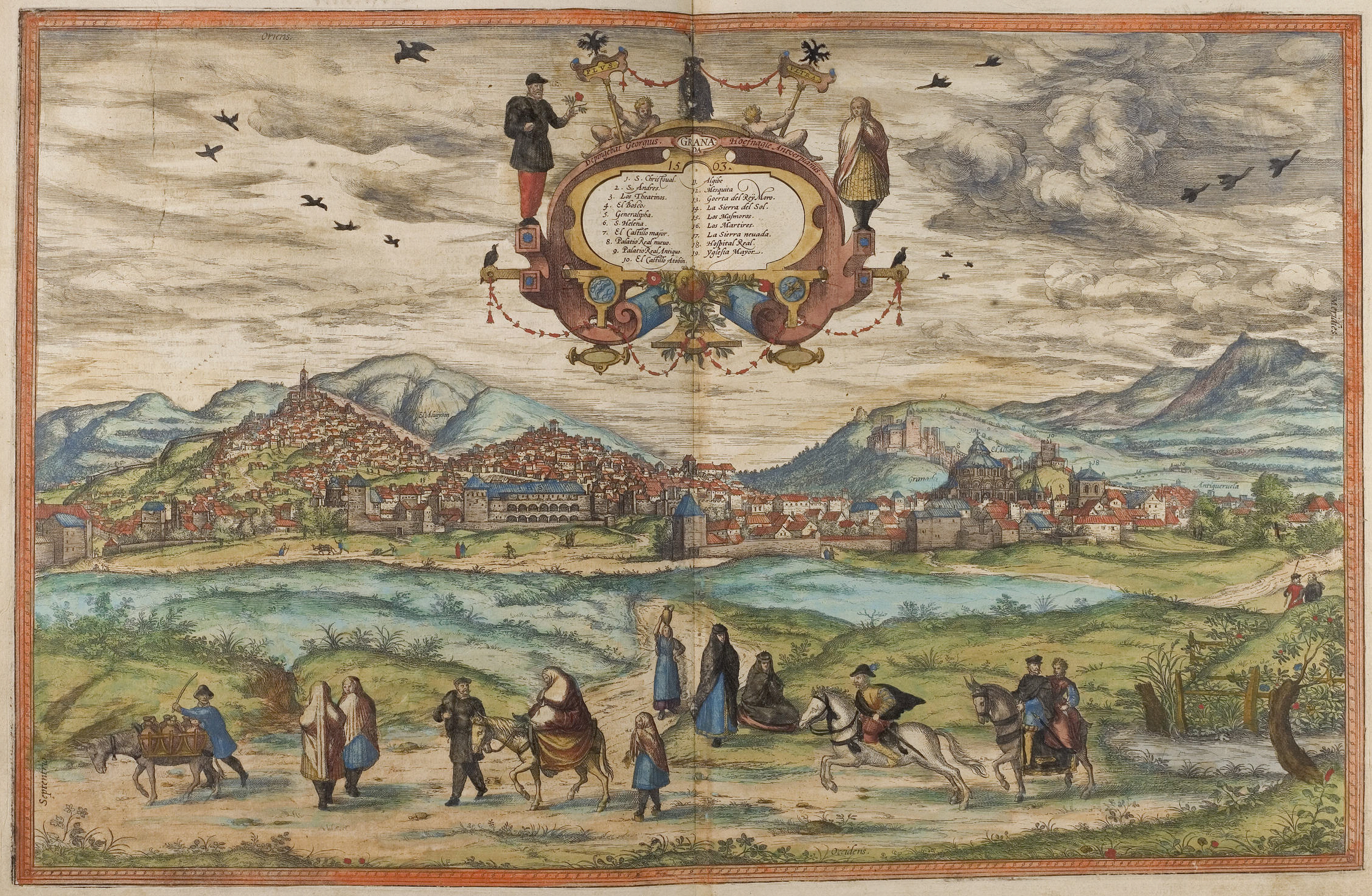
Granada en la segunda mitad del (Civitates orbis terrarum)

Su carácter claramente musulmán generó pronto una animadversión hacia su aspecto urbano, comenzando las autoridades castellanas a considerarse en la obligación de transformarlo para resolver los supuestos problemas derivados de esa situación. Así, en 1565, Felipe II llegó a calificar en numerosas ocasiones de peligroso el Albaicín, y dio instrucciones en ese sentido al corregidor local. Este afán por extirpar el islam de la nueva ciudad, llevó a ir demoliendo las principales mezquitas: Ibn Gimara en 1521, la de la Antequeruela en 1540, la de la Alhambra en 1576... o transformándolas en iglesias cristianas. A la vez, se produjo una castellanización de la trama urbana, ensanchando calles, eliminando cementerios y fundando conventos. Se abren o reforman, a la vez, grandes plazas: Bib-Rambla, Campo del Príncipe (1513), plaza Nueva (antigua Hatabin, 1515)... Bernard Vincent indica que, «en el XVI, Granada era una ciudad en obras», conforme a un vasto programa de cambio, impulsado desde la monarquía de los Austrias.

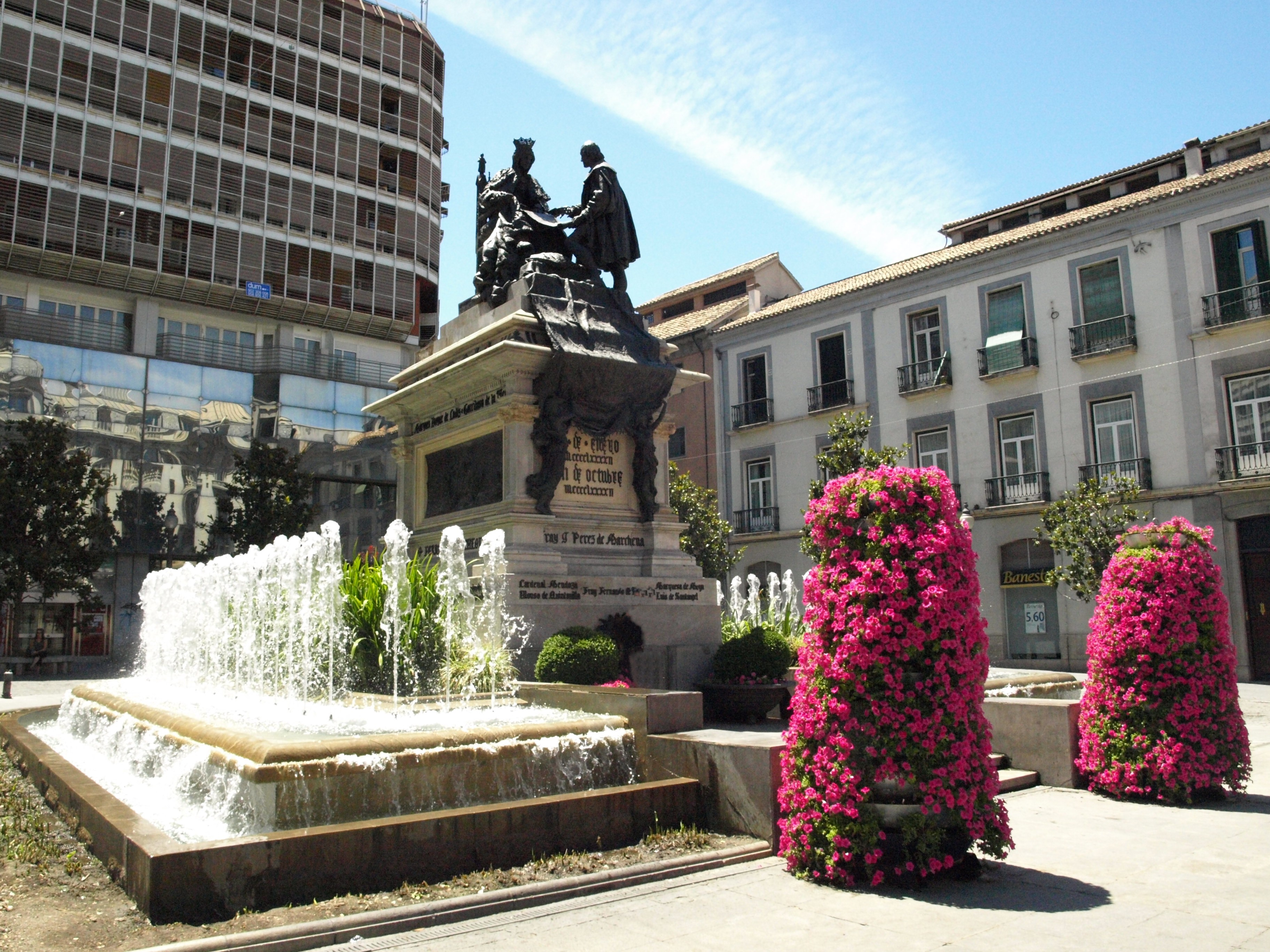
Estatua de Isabel la Católica recibiendo a Cristóbal Colón

Inicialmente, el Albaicín quedó fuera de esta política de transformación, pero como consecuencia de la sublevación de los moriscos (1568), que fue iniciada desde el corazón del barrio, la población del mismo fue expulsada masivamente y, con ello, se produjo el abandono de viviendas, comercios y otros edificios, con lo que el barrio entró en un acelerado proceso de ruina (agravado por la rapiña de las tropas y las fuertes tormentas de 1580), que lo hizo pasar de los 30 000 habitantes de 1560 a los apenas 5000 censados en 1620. Fue, precisamente, en el siglo XVII cuando el Albaicín adquirió la imagen tradicional que ha perdurado hasta hoy, con cármenes, huertas y hábitat poco denso.
Tras esta época de grandes cambios, la ciudad no sufrió modificaciones importantes en su imagen y estructura desde mediados del siglo XVI hasta mediados del XIX. Ello se explica por el fuerte declive que sufrió en la primera mitad de este periodo, tanto económica como socialmente, incapaz de resarcirse de la pérdida que supuso la castellanización (que afectó a actividades como la seda, o los cultivos de regadío) y la expulsión de los moriscos, además de una larga serie de catástrofes naturales (inundaciones, terremotos, etc.) y epidemias, especialmente de tifus. Así, la población descendió desde los casi 70 000 habitantes calculados para el primer tercio del siglo XVI, hasta los apenas 39 000 del censo de 1718.

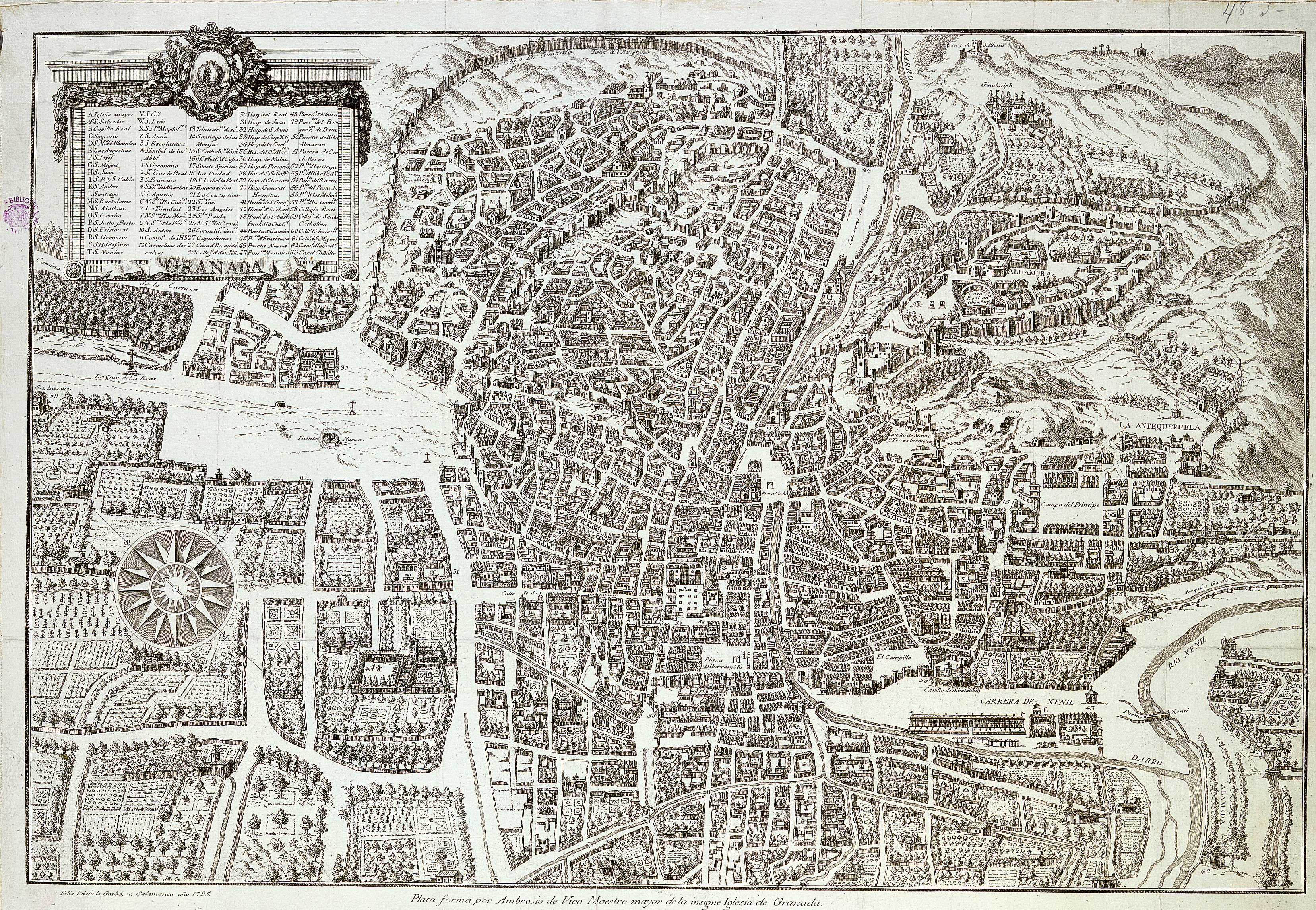
Plano de Granada trazado por Ambrosio de Vico hacia 1613, grabado por Félix Prieto en 1795

A lo largo del siglo XVII se originaron una serie de algaradas y motines de subsistencia, debido a su mala situación económica, siendo los más graves los de 1648. Tanto la población como la economía se recuperan durante el siglo XVIII, básicamente como consecuencia de una fuerte disminución de la tasa de mortalidad y por la inmigración desde el resto de España, lo que se manifiesta en su importante legado barroco, llegándose a superar los 50 000 habitantes hacia 1752, según el Catastro de Ensenada, cifra que ya permanecerá estable mucho tiempo. Como consecuencia, en esta última mitad del siglo XVIII se realizaron importantes obras urbanas: los paseos de la Bomba y del Salón, el paseo del Violón, todos ellos junto al río Genil y la plaza de toros del Triunfo (1768). También se produjeron demoliciones de edificios emblemáticos, como el castillo de Bibataubín, o la propia Puerta Real (1790).

### Edad Contemporánea
Siglo XIX

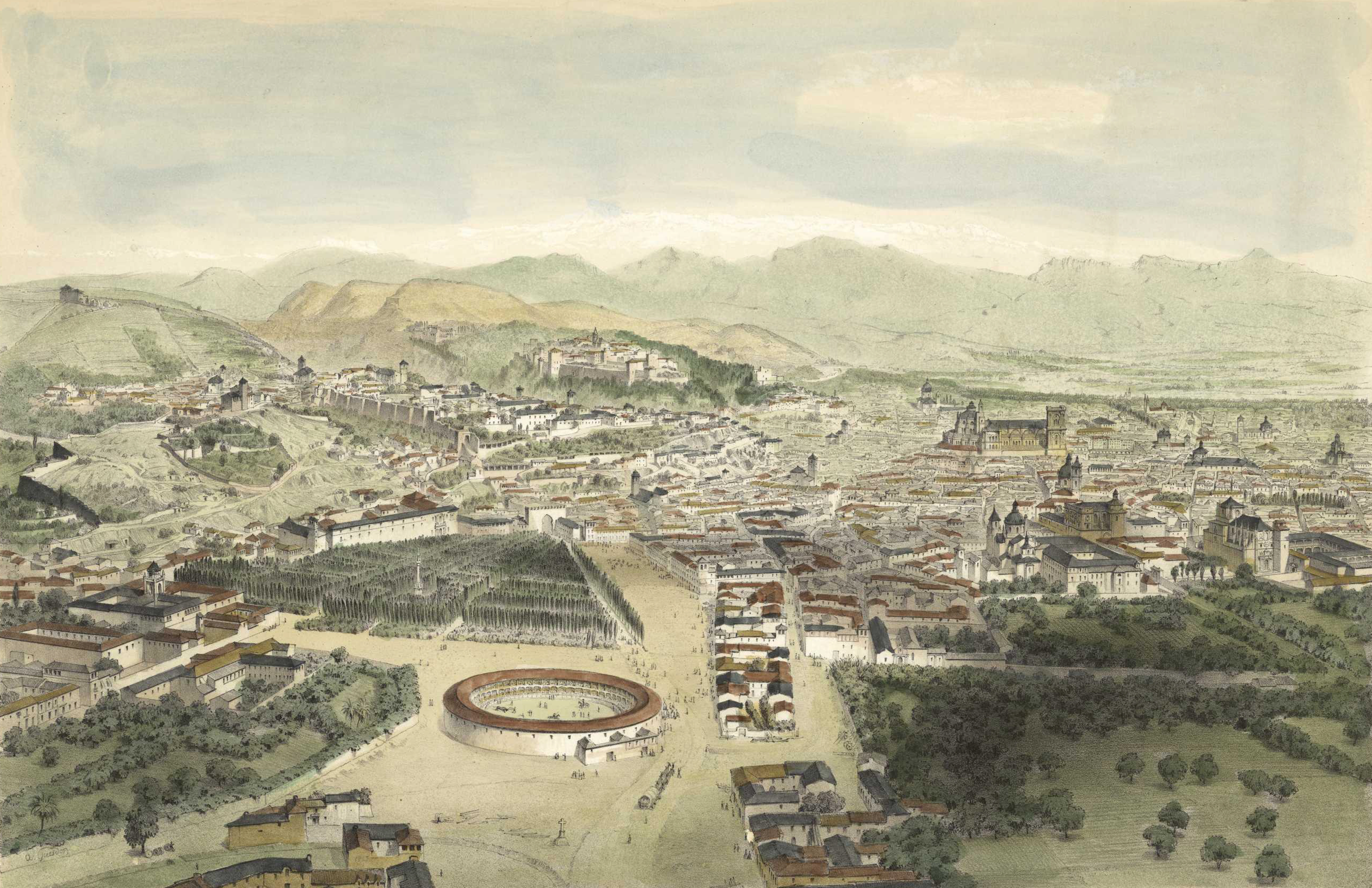
Vista aérea de Granada en L' Espagne a vol d'oiseau de Alfred Guesdon (mediados del)

La llegada del siglo XIX encontró una ciudad sacralizada, conventual y burocrática, sede de la Real Chancillería, con Universidad y un amplio estamento militar, lo que suponía la estancia temporal de numerosas personas, potenciando el sector servicios, el comercio y la artesanía. Además, la productividad agrícola de su vega la había convertido en una de las ciudades con renta más alta de España. De hecho Granada era entonces la tercera capital en votos a las Cortes. El clero, especialmente el clero regular, tenía un gran peso económico en la ciudad, en parte por sus grandes posesiones, en parte por sus actividades, que incluían la regencia de varias hospederías. La estructura urbana seguía manteniendo un carácter medieval, al menos en los barrios intramuros, y se conservaba aún buena parte del caserío de época musulmana, lo que la hacía una ciudad pintoresca, pero insalubre. A finales del siglo XVIII se había producido un gran desarrollo de las industrias complementarias de los cultivos de la seda, el lino y el cáñamo que produjo un fuerte crecimiento económico. Pero ya a comienzos del nuevo siglo, este mercado comenzó a decrecer, en parte como consecuencia de la alianza de España con Francia en su guerra contra Inglaterra y posterior derrota de la armada franco-española en la batalla de Trafalgar (1805), que acabó por cerrar el mercado inglés, principal destino de las hilazas granadinas.

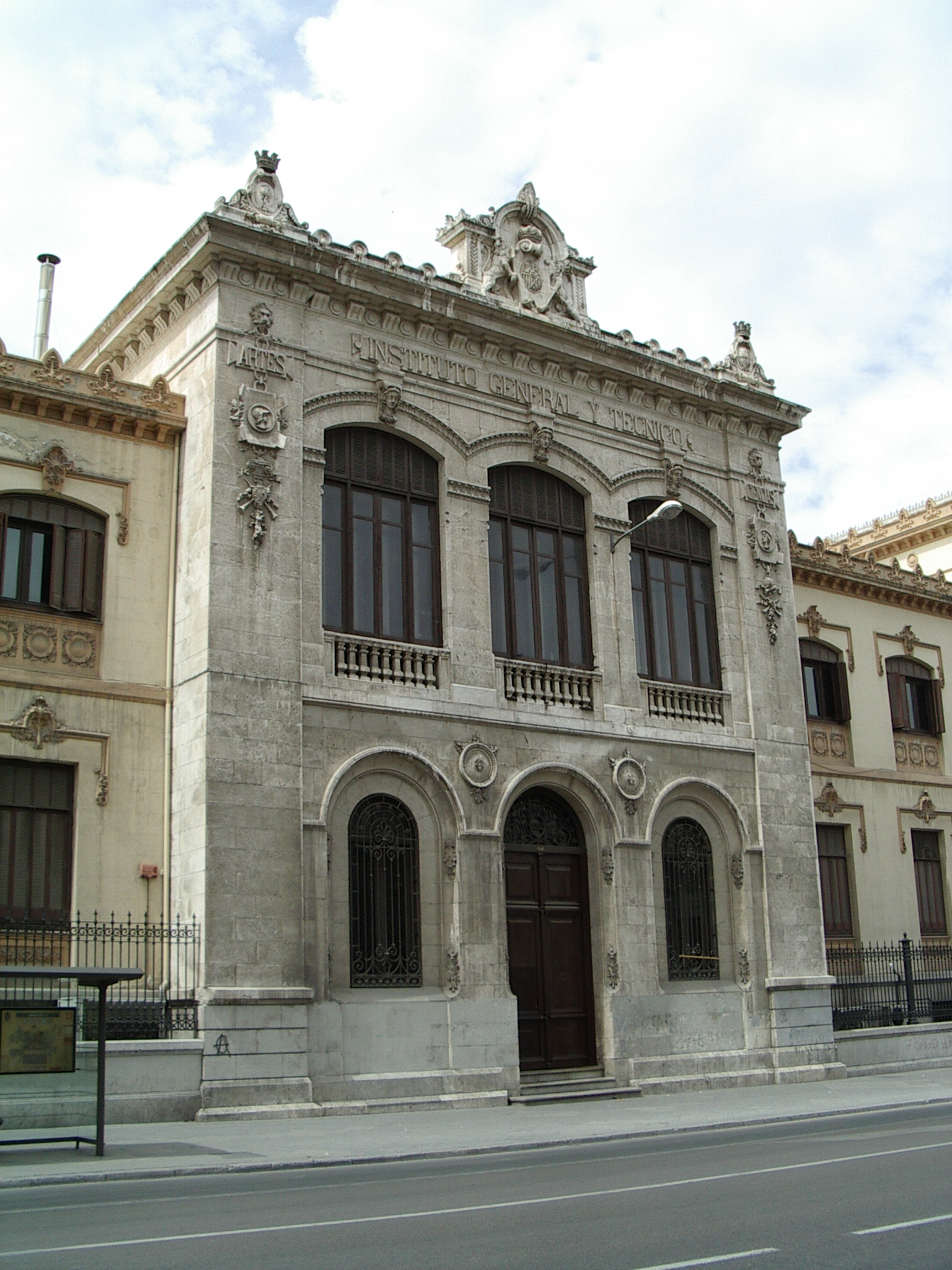
Instituto Padre Suárez (1918)

El 28 de enero de 1810 las tropas francesas con el general Sebastiani al frente ocuparon Granada, permaneciendo en ella hasta el 16 de septiembre de 1812. Este breve período supuso una grave carga económica, debido a las innumerables obras de fortificación que Sebastiani, primero, y Leval, después, hicieron en los alrededores de la Alhambra y el Castillo de Santa Elena. También desarrollaron algunas obras urbanas como el ajardinamiento de los Paseos del Salón y la Bomba y el puente Verde sobre el río Genil, situado al final de aquellos, aunque para levantar este desmocharon la torre del Monasterio de San Jerónimo, además de finalizar e inaugurar el Teatro de Napoleón (después, Cervantes). Antes de abandonar la ciudad, destruyeron varias torres de las murallas de la Alhambra y otros edificios que tenían uso militar.
Toda la primera mitad del siglo XIX fue una época de declive económico, estancamiento demográfico y deterioro del caserío urbano, lo que agravó los problemas endémicos de salubridad. A ello se sumó la pérdida de peso político y burocrático (p. ej. la Chancillería pierde su condición de tal y pasa a ser una Audiencia, que abarca solo a cuatro provincias). Las sucesivas desamortizaciones no contribuyeron a mejorar la situación, impulsando, por el contrario, un proceso de destrucción del patrimonio histórico de proporciones hasta entonces desconocidas. A partir del reinado de Isabel II el objetivo de las instituciones fue la modernización de la ciudad, la mejora de sus condiciones de salubridad y la renovación del caserío. El inesperado auge económico que en las últimas décadas del siglo XIX supuso la industria azucarera en Granada gracias al empleo de remolacha azucarera, primera de las cuales se instaló en 1868, junto a la incorporación de Granada a la red de ferrocarriles, facilitaron esta labor impulsando el comercio y abriendo nuevas calles de formato moderno: embovedado del Darro, creando así la calle Reyes Católicos; apertura de la Gran Vía de Colón (demoliendo numerosos edificios de origen musulmán, incluyendo el palacio de Cetti Meriem); derribo del antiguo Zacatín, etc. Así, Granada adquirió una imagen burguesa y modernizada, aunque a costa de mermar su patrimonio. El profesor Gaya Nuño, dijo que «Granada era una de las dos ciudades de España que más pérdidas había sufrido en su patrimonio histórico, junto a Zaragoza».
Siglo XX

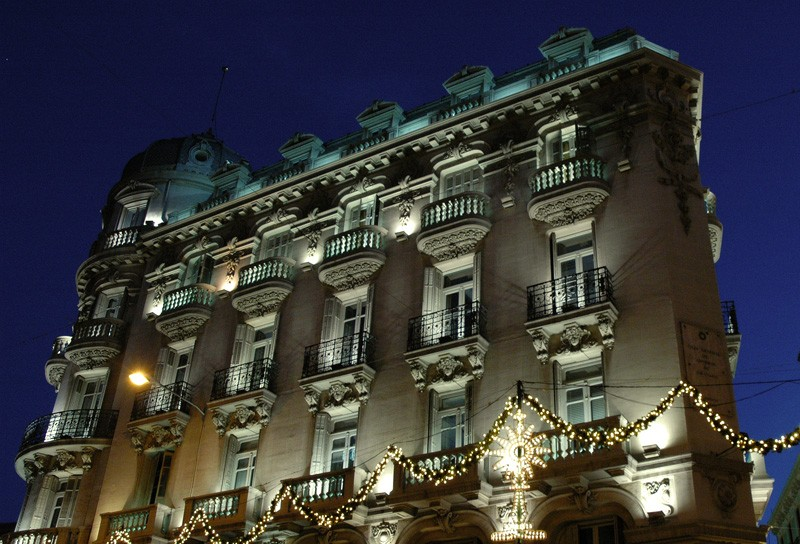
Edificio en la Gran Vía

Al comienzo del siglo XX, Granada estaba situada en una buena posición social y económica dentro de España, con una economía en crecimiento basada sobre todo en la remolacha y con perspectivas de industrialización importantes. Este proceso se mantuvo, al menos, durante el primer tercio de siglo. El crecimiento demográfico se aceleró a partir de 1900 (75 900 habitantes, en ese censo, 103 368 en el censo de 1920, 155 405, en 1940); doblándose la población en pocos años, tanto de la ciudad, como de los pueblos de su cinturón. Este proceso fue paralelo al desarrollo de corrientes regeneracionistas, aunque sobre una estructura política encorsetada, fuertemente caciquil e incapaz de aprovechar todos estos factores, controlada por un grupo poco permeable de representantes en Cortes compuesto básicamente por terratenientes y algunos profesionales, sobre todo catedráticos de universidad y abogados. La ciudad fue conocida durante el periodo de la Restauración por la insalubridad de las aguas municipales.
En este período, partidos como el PSOE y el Partido Republicano Autónomo de Granada (PRAG) consiguieron aglutinar a una parte importante de la población que será decisiva en las elecciones municipales del 12 de abril de 1931, consiguiendo conjuntamente 30 de los 45 puestos en disputa. En el primer periodo de la II República la ciudad fue gobernada por socialistas y republicanos autónomos, aunque estos se disgregaron como partido en 1932. Parte de ellos se integraron en el Partido Radical que creció en votos hasta igualar a los socialistas en 1933. Este período (1931-1933) fue socialmente conflictivo en la ciudad, con numerosos disturbios y choques callejeros protagonizados especialmente por trabajadores del sector azucarero que fue muy activo. Se reforzaron también, de cara a las elecciones de 1933, las posiciones conservadoras de Acción Popular y la Unión de Derechas que, después de ganar las elecciones generales junto con los radicales, gobernaron el ayuntamiento a través de una comisión gestora tras destituir en pleno a la anterior corporación. En el periodo 1933-1936 el Partido Radical quedó prácticamente desaparecido en Granada y la conflictividad social creció; sin embargo, las elecciones de ese año, inicialmente, las volvieron a ganar las derechas, aunque con un cúmulo tan grande de irregularidades que las protestas socialistas modificaron los resultados.
El 20 de julio de 1936 elementos comprometidos en la conspiración militar contra la República se sublevaron y se hicieron con el control de la ciudad. El barrio del Albaicín logró resistir varios días a los militares rebeldes, pero la resistencia cesó el 23 de julio. El estallido de la guerra civil dejó a Granada como zona sublevada aislada entre zonas controladas por el gobierno republicano, lo que dio lugar, sobre todo en los primeros meses, a un gran número de detenciones y ajusticiamientos políticos (García Lorca entre ellos): 3969 personas fueron fusiladas entre 1936 y 1956 en las tapias del cementerio granadino. Durante la guerra, el ayuntamiento acometió un ambicioso Plan de Reforma y Ensanche de la ciudad, activado especialmente a partir de 1938, con la llegada a la alcaldía de Antonio Gallego Burín que supuso un adecentamiento de gran número de edificios y zonas de la ciudad, pero también la desaparición de barrios enteros, como La Manigua, donde se abrió la actual calle Ángel Ganivet.

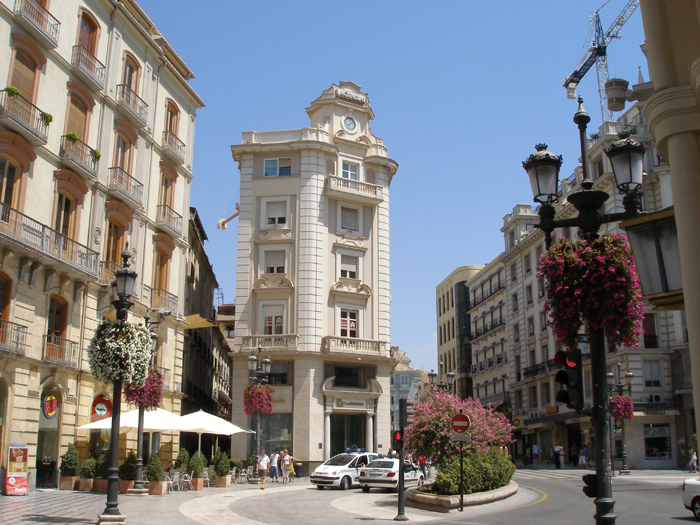
Puerta Real, en el centro

Buena parte de la conflictividad social del periodo republicano estuvo originada por la fuerte crisis económica que, en Granada, supuso la caída del sector azucarero que llegó a tener en la ciudad un carácter especialmente grave. En 1926 se desmontó la primera de las fábricas (la de Santa Juliana) siguiéndole las demás hasta que, hacia 1940, acabaron por cerrar las últimas aún en funcionamiento dando por terminado un ciclo expansivo que no tuvo ya alternativa económica. Así pues, el grave impacto de la guerra, sumado a la pérdida del tejido industrial y a la exclusión de Granada de las zonas apoyadas por la Ley de Protección de la Industria Nacional de 1939, dieron lugar a que la ciudad se estancara económicamente y retrocediera en su demografía, especialmente como consecuencia de la emigración, quedando descolgada del desarrollo que se dio en España a partir de finales de la década de 1950. En la posguerra Granada cayó en los índices de renta a los últimos lugares del país y se constituyó, básicamente, como una ciudad burocrática y universitaria. Solo en el último tercio del siglo se desarrolló un potente sector terciario gracias al turismo. En cualquier caso el desarrollismo de los años sesenta y setenta (milagro económico español (1959-1973)) modificará de forma importante la imagen de la ciudad, que avanzará sobre la vega y reformará su estructura interna continuando de alguna forma la política del último siglo, demoliendo caserío antiguo para ampliar las calles por la presión del tráfico urbano.
El 19 de abril de 1956 sucedió el segundo terremoto más importante en la historia de la capital, conocido con los años como el terremoto de Albolote.
Etapa democrática reciente

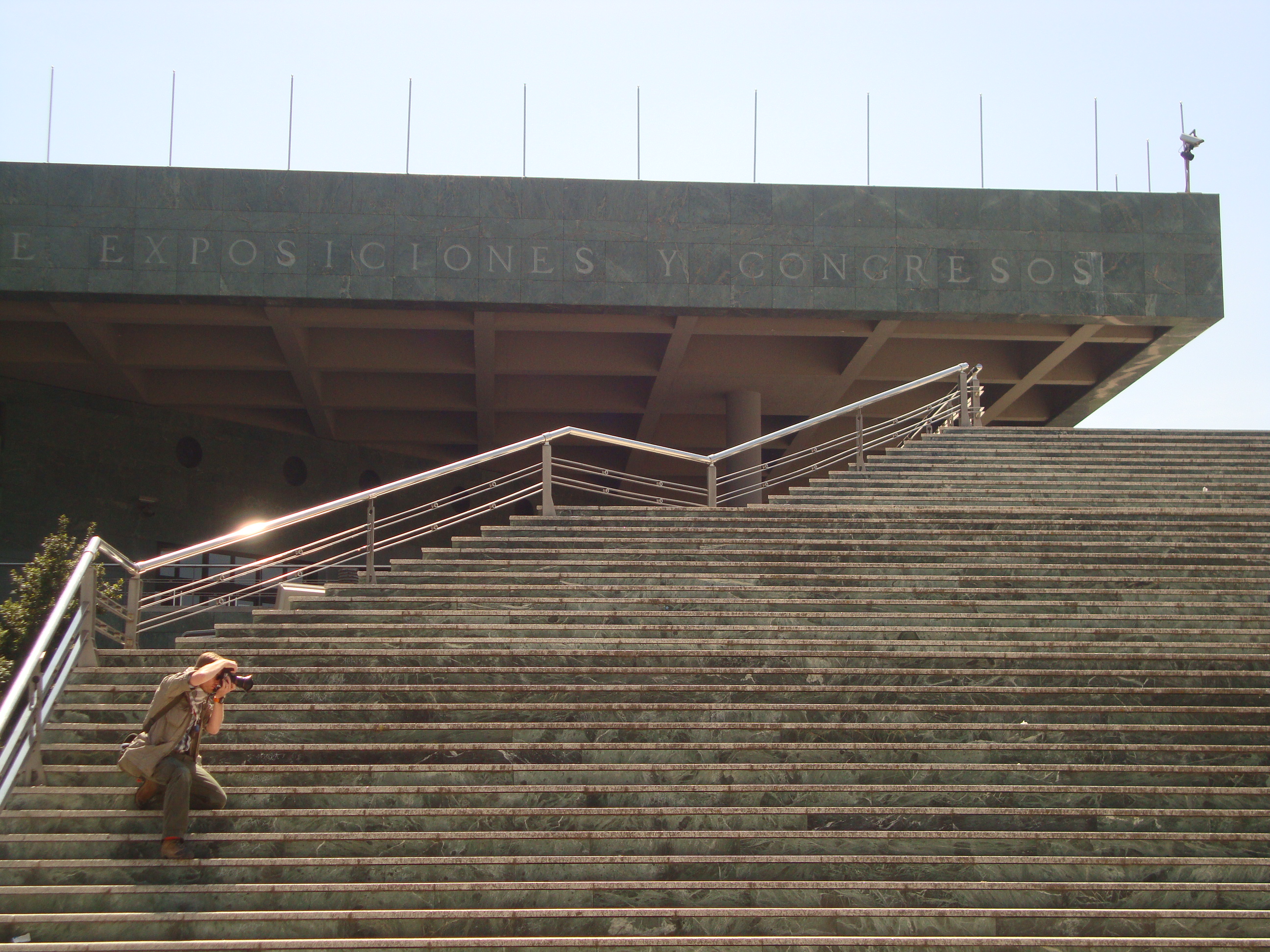
Escalinata del Palacio de Exposiciones y Congresos de Granada, en el barrio Fígares

El 3 de abril de 1979 se celebraron en toda España las primeras elecciones municipales democráticas y cuatro partidos políticos obtuvieron representación en Granada: UCD, PSOE, PCE y PSA; ninguno obtuvo votos suficientes para gobernar en solitario por lo que se aliaron PSOE, PCE y PSA, y el pleno municipal eligió como alcalde al concejal socialista Antonio Jara Andréu. La política urbanística de ésta y siguientes corporaciones municipales apenas varió de las anteriores con planeamientos dirigidos a modernizar la ciudad como cabeza de un área metropolitana, la primera en plantearse en la comunidad, que abarcaba 33 municipios.
Sin embargo, el principal objetivo era solucionar el grave problema de infraestructuras de comunicación, tanto por ferrocarril como por carretera, que habían aislado a Granada desde mediados del siglo XX. 

Este aislamiento, marcó de forma decisiva la estructura social y productiva, la propia cultura urbana de Granada que no solo se ha vista aislada, sino que se ha sentido relativamente agraviada y marginada frente al mayor desarrollo e inversiones concentradas en otros puntos de Andalucía.

Por ello ha sido básica la paulatina mejora de las infraestructuras y la residencia en la ciudad de instituciones de nivel autonómico. En 1989 se constituyó el Tribunal Superior de Justicia de Andalucía, con sede en la ciudad de Granada, aunque alguna de sus salas están ubicadas en Sevilla y Málaga. En los noventa se mejoraron las comunicaciones terrestres al construirse autovías con Almería, Jaén y Málaga y al facilitarse las salidas hacia Madrid y Valencia. La actuación se completó con la conversión en autovía de la carretera hasta la costa (actual GR-30) que da salida al puerto de Motril. También se desarrolló el carácter de ciudad cultural que siempre ha intentado consolidar Granada. Así, en mayo de 1995, se inauguró el Parque de las Ciencias, el primer museo interactivo del sur de España. Este museo permite un acercamiento lúdico a la cultura científica y durante el periodo escolar es visitado por miles de escolares.

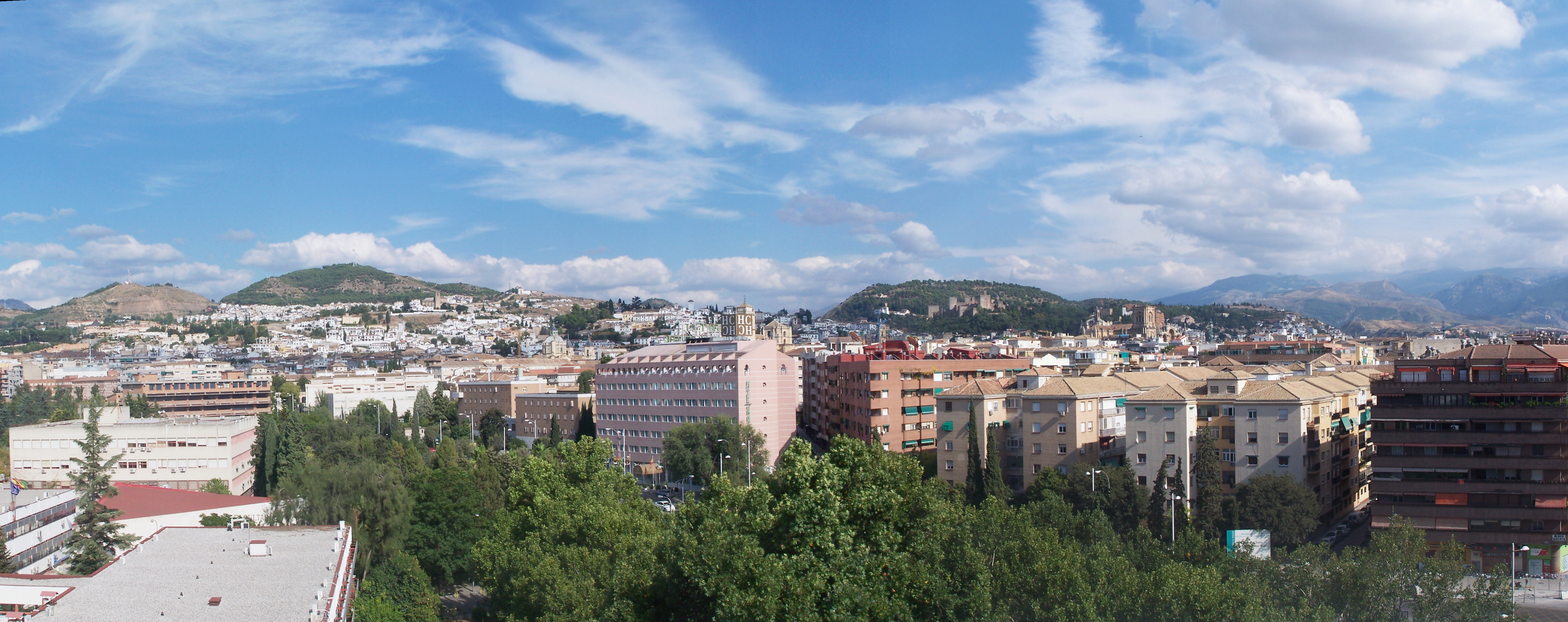
Panorámica de Granada en 2013

## Demografía
Granada cuenta con una población de 232 717 habitantes (INE 2024).
| Gráfica de evolución demográfica de Granada entre 1842 y 2021                                                       |
| |
| Población de derecho según los censos de población del INE Población de hecho según los censos de población del INE |

Según el padrón de población, en 2021 el municipio de Granada tenía 231 775 habitantes, de los cuales 106 987 eran varones (46,15 %), y 124 738 mujeres (53,85 %). Esta pequeña diferencia en el sex ratio a favor de las mujeres se produce en los intervalos de edad situados por encima de los 40 años, incrementándose de forma más evidente a partir de los 60 años, según la pirámide de población. Desde los años 1990 la población residente ha descendido sensiblemente, mientras que se ha producido un fuerte crecimiento demográfico de los pueblos del cinturón metropolitano.

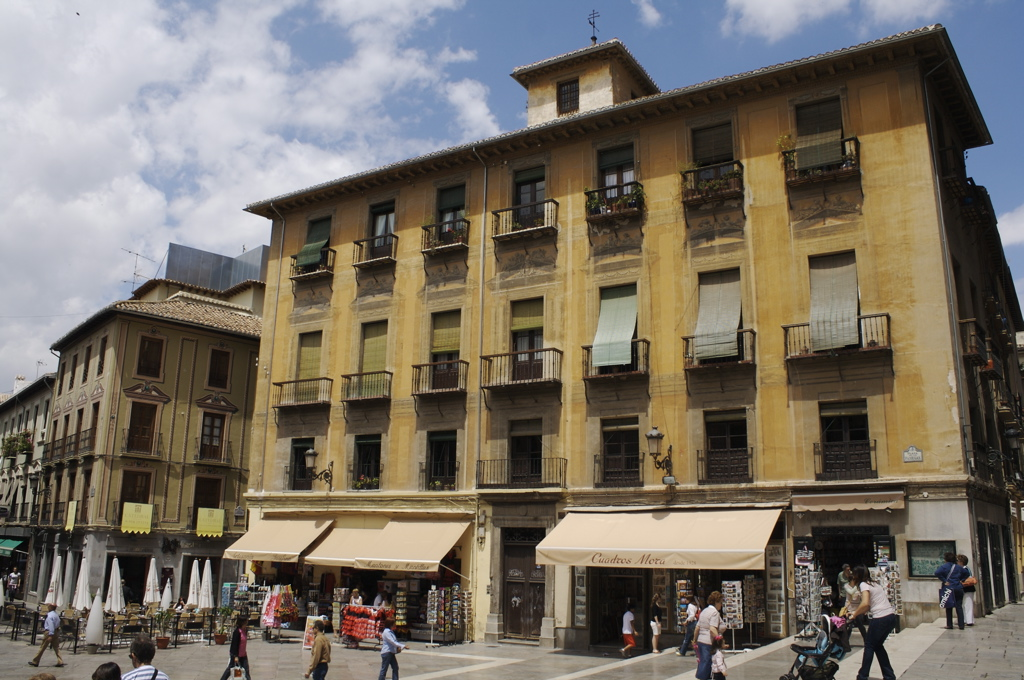
Plaza de las Pasiegas

Esta estructura de la población es típica en el régimen demográfico moderno, con una evolución hacia un envejecimiento de la población y una disminución de la natalidad anual.
Población extranjera
Del total del padrón de 2021, 18 455 son de nacionalidad extranjera, lo que supone un 7,96 %, tasa inferior a la media nacional. Los extranjeros residentes proceden de todos los continentes siendo los más numerosos los de las nacionalidades marroquí (4890), china (1047), senegalesa (947), colombiana (889), italiana (854) y boliviana (763).

### Núcleos de población
En el municipio existen cinco núcleos o unidades de población: Granada, Alquería del Fargue, Bobadilla, Cerrillo de Maracena y Lancha del Genil. Sin embargo, en las últimas décadas el crecimiento de la ciudad ha permitido que el Cerrillo de Maracena se integre en el núcleo de la ciudad de Granada.
| Núcleos de población | Habitantes | Coordenadas                               | Distancia a Granada |
| -------------------- | ---------- | ----------------------------------------- | ------------------- |
| Alquería del Fargue  | 505        | 37°12′21″N 3°35′45″O / 37.20583, -3.59583 | 8 km                |
| Bobadilla            | 385        | 37°11′29″N 3°38′37″O / 37.19139, -3.64361 | 5 km                |
| Cerrillo de Maracena | 1946       | 37°12′08″N 3°37′35″O / 37.20222, -3.62639 | 5 km                |
| Granada (ciudad)     | 227 383    | 37°10′34″N 3°35′52″O / 37.17611, -3.59778 | 0 km                |
| Lancha del Genil     | 1556       | 37°09′48″N 3°33′52″O / 37.16333, -3.56444 | 7 km                |

### Urbanismo
El desarrollo urbanístico de la ciudad ha sido muy intenso a lo largo del siglo XX debido al aumento continuo de la población que pasó de 75 570 habitantes en el año 1900 a 244 486 en el año 2000. Este aumento provino del crecimiento vegetativo y de la inmigración procedente, principalmente, de otras localidades de la provincia de Granada. Este crecimiento supuso la aparición de nuevos y extensos barrios fuera del perímetro histórico de la ciudad, especialmente a raíz del bienestar económico derivado de las fábricas de azúcar, entre las últimas décadas del siglo XIX y el primer tercio del siglo XX, aunque el centro de la misma mantuvo su carácter intrincado, con un dédalo de callejuelas y pequeños espacios urbanos, incluso a pesar de los grandes ensanches y modernizaciones de esta época (apertura de la Gran Vía, trazado de la calle Ganivet...), que eliminaron barrios históricos enteros. Este proceso ha supuesto que los actuales barrios de la ciudad sean muy diferentes entre sí en tamaño y población.
Planes de ordenación territorial
El Plan de ordenación del territorio de la aglomeración urbana de Granada (POTAUG) es el principal instrumento de planificación del área metropolitana y el documento en el que se establecen las bases y directrices de actuación urbanística de los municipios incluidos en la misma. En el documento se señalan los terrenos de la Vega que están protegidos, así como el grado de protección de los mismos. Se aprobó definitivamente a finales de 1999, con el apoyo de los 33 municipios afectados, de todos los signos políticos, aunque con posterioridad se han producido diversas modificaciones a su contenido, entre las que destaca la desprotección de terrenos en el municipio de Alhendín para dar cabida al Polígono de Marchalhendín.

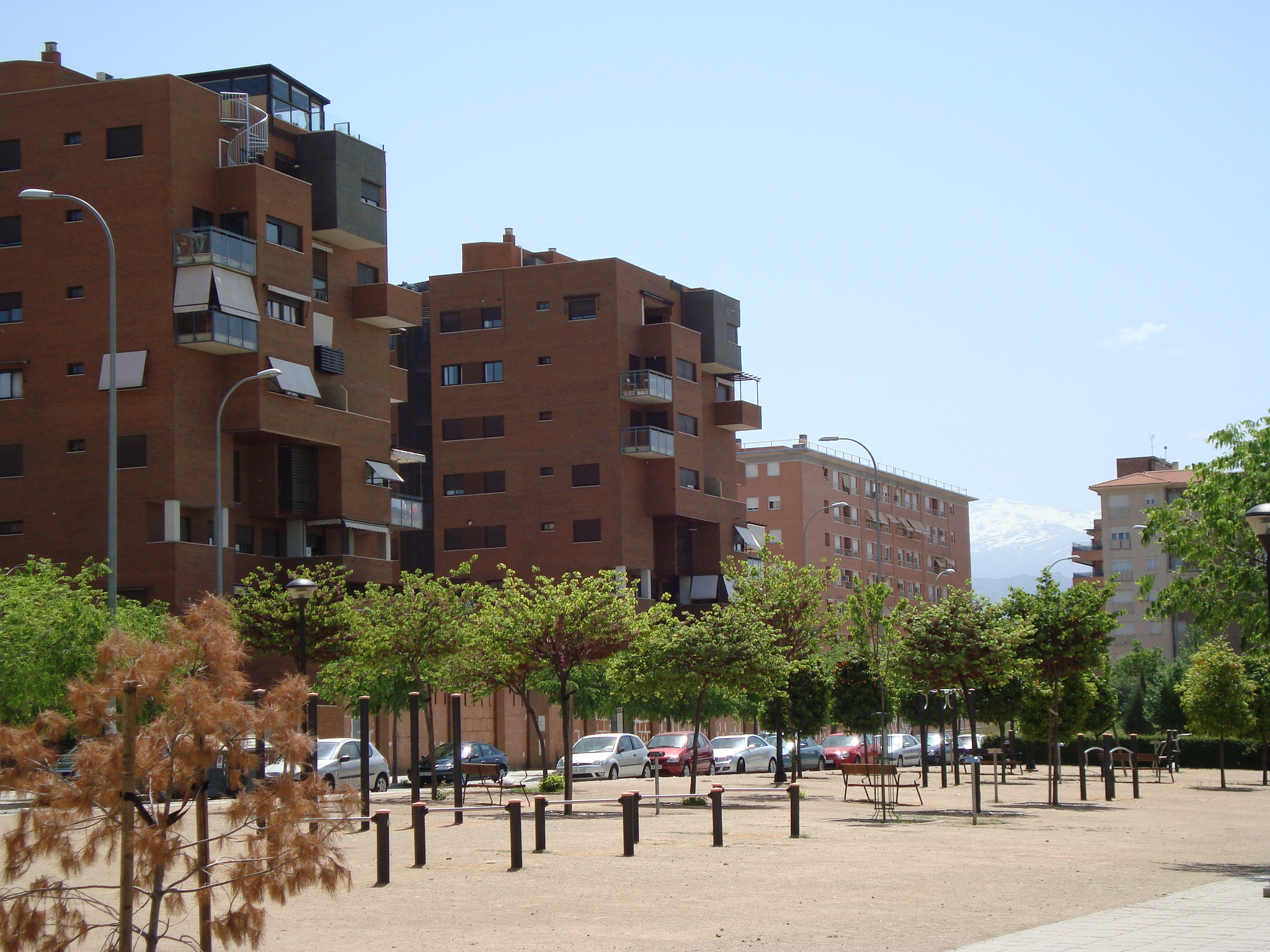
Avenida Federico García Lorca, ejemplo de expansión en el

El POTAUG asume una visión con perspectiva metropolitana y no local. Ejemplo de esto es el desarrollo del Parque Tecnológico de la Salud y la Universidad, que se convirtió en el primer diseño urbanístico metropolitano de Andalucía. El objetivo principal del plan era el de proteger la Vega granadina como terreno de importancia histórica y medioambiental frente a las políticas de desarrollo urbanístico de los distintos ayuntamientos, que habían facilitado la ocupación de terrenos rústicos, de interés agrícola, para la construcción de viviendas e infraestructuras, como por ejemplo el suelo donde se instaló el Parque de las Ciencias, o el cinturón de circunvalación.
El otro instrumento principal de desarrollo urbanístico, el Plan General de Ordenación Urbana de Granada (PGOU), ha sido modificado a partir de 2008, a iniciativa de la propia gerencia de urbanismo del ayuntamiento, con los siguientes objetivos:
- Adaptación a la Ley 7/2002 de 17 de diciembre de Ordenación Urbanística de Andalucía, según establece la Disposición Transitoria Segunda de dicha Ley.
- Recoger el desarrollo urbanístico reflejo del periodo de vigencia del PGOU 2000.
- Completar las posibles carencias detectadas con la aplicación del PGOU 2000.
- Acogerse a las determinaciones impuestas por el POTAUGR y por el POTA en cuanto a la ordenación estructural del territorio y vinculación de usos.
- Prever nuevos desarrollos urbanísticos generados en respuesta a las necesidades del municipio, con especial incidencia en suelo dotacional.
- Reflejar en el Planeamiento General las nuevas infraestructuras previstas.
- Previsiones establecidas en un plazo de seis años.

## Administración y política

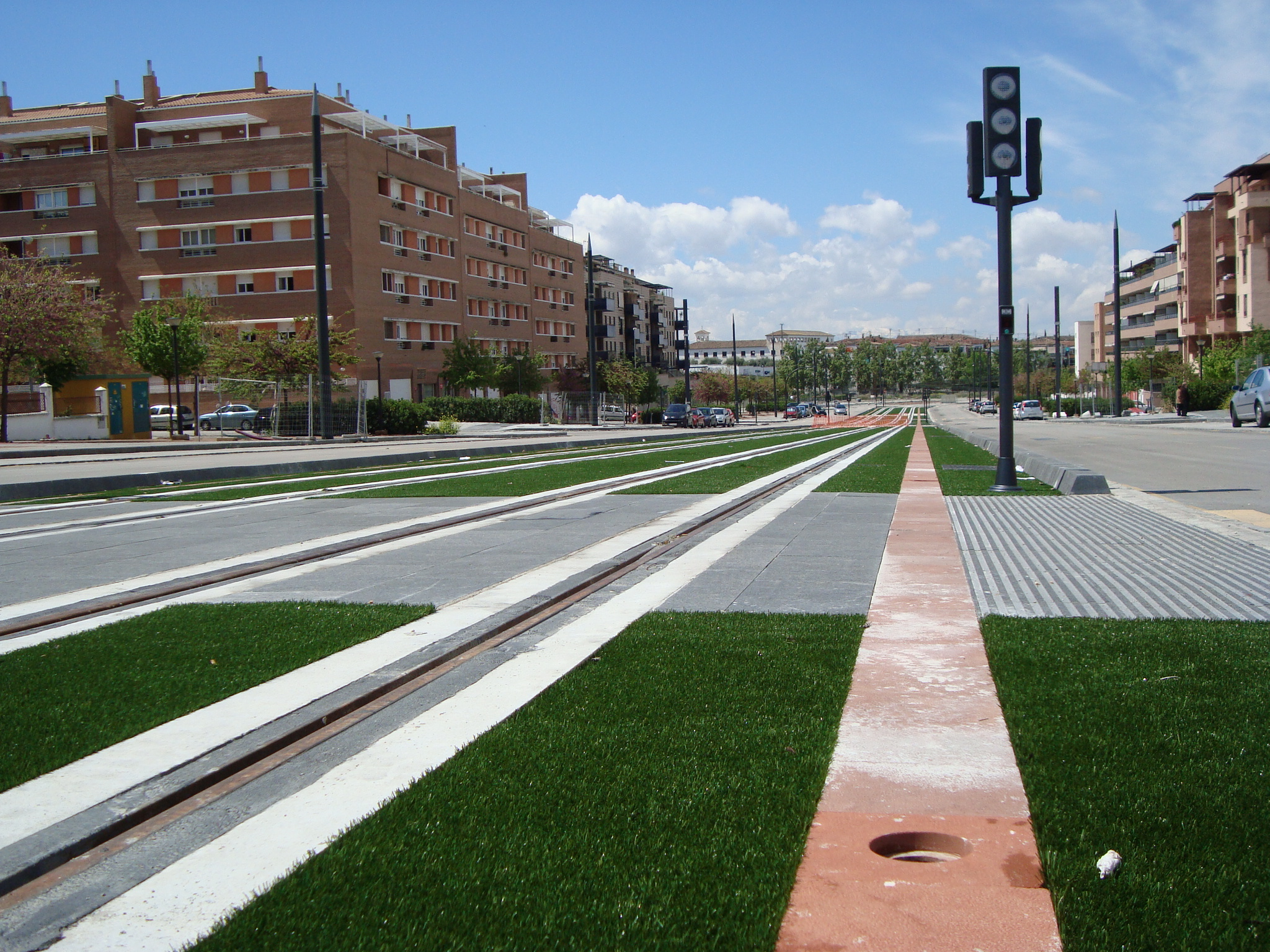
El Metro de Granada a su paso por la calle San Sebastián de la Gomera, en el barrio de La Cruz. Une los municipios metropolitanos de Albolote, Maracena, la propia ciudad de Granada y Armilla

### Área metropolitana
Su área metropolitana está compuesta por unos cincuenta municipios y la capital, aunque todavía no está constituida formalmente como organismo político y administrativo, aunque existen varios servicios públicos que están mancomunados. Al recibir a muchos habitantes de la capital y del resto de poblaciones de la provincia, está teniendo un gran crecimiento poblacional, a la vez que la capital pierde habitantes, que se trasladan a localidades vecinas. Las causas principales del éxodo hacia los pueblos del área metropolitana son, principalmente, la dificultad de acceder a una vivienda en la capital por los precios tan elevados que tiene y motivos laborales, ya que, en las localidades de la periferia se están ubicando la mayoría de polígonos industriales.

### Capitalidad
La ciudad de Granada es la capital de la provincia del mismo nombre y por tanto están ubicados en la misma todos los entes administrativos de ámbito provincial, tanto dependientes del gobierno autonómico como del Estado. Por parte de la Junta de Andalucía hay una delegación provincial de cada una de las consejerías de Gobierno, coordinadas por un delegado de Gobierno dependiente de la Consejería de Gobernación, El Gobierno de España dispone de la Subdelegación del Gobierno en Granada,dependiente del Delegado del Gobierno en la comunidad autónoma. Asimismo se ubica en la ciudad la sede de la Diputación Provincial de Granada, la Jefatura Superior de Policía de Andalucía Oriental, la Dirección de Zona de Correos de Andalucía Oriental y Melilla, etc.
La ciudad también es sede de la Fiscalía de Andalucía, del Consejo Consultivo de Andalucía y del Colegio Notarial de Andalucía. Alberga otras instituciones autonómicas de índole cultural o científica como el Centro de Documentación Musical de Andalucía, la Biblioteca de Andalucía, el Instituto de Astrofísica de Andalucía, el Instituto Andaluz de Geofísica y Prevención de Desastres Sísmicos, el Instituto de Academias de Andalucía, el Centro de Estudios Escénicos de Andalucía, la Escuela Andaluza de Salud Pública, o el Consejo Escolar de Andalucía. 

### Justicia

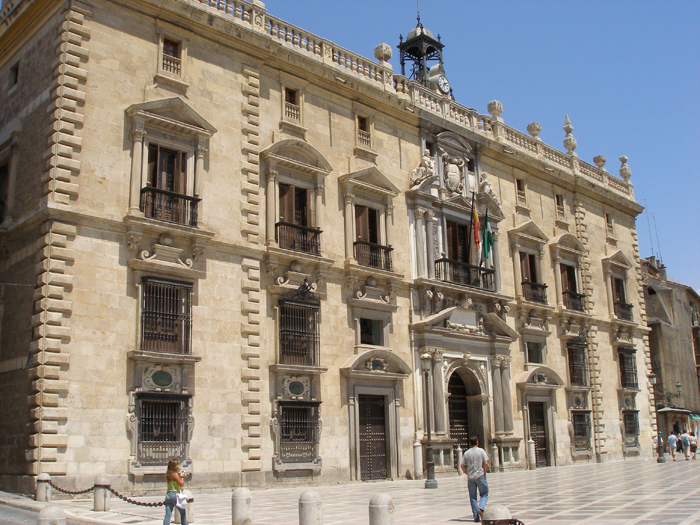
Real Chancillería, sede del Tribunal Superior de Justicia de Andalucía, Ceuta y Melilla

En Granada se encuentra la sede del Tribunal Superior de Justicia de Andalucía, Ceuta y Melilla (TSJA), ubicado en la plaza Nueva, en el edificio de la Real Chancillería histórica, así como de la Fiscalía Superior de Andalucía, ubicada en el edificio del Banco de España. Dispone de Audiencia Provincial, situada en la calle Corteza del Carmen, y además es cabeza del partido judicial n.º 3 de la provincia, cuya demarcación comprende la ciudad y 49 poblaciones, algunas de ellas muy pobladas, de la comarca del área metropolitana. La mayoría de los juzgados están ubicados en sendos edificios administrativos, en la plaza Nueva y avenida del Sur.

### Gobierno municipal
Su administración política se realiza a través de un ayuntamiento, de gestión democrática, cuyos componentes se eligen cada cuatro años por sufragio universal. El censo electoral está compuesto por todos los residentes empadronados en Granada mayores de 18 años, de nacionalidad española y de los otros países miembros de la Unión Europea. Según lo dispuesto en la Ley del Régimen Electoral General, que establece el número de concejales elegibles en función de la población del municipio, la corporación municipal de Granada está formada por 27 concejales. En las elecciones municipales celebradas en 2023 la constitución del ayuntamiento fue de quince concejales pertenecientes al Partido Popular (PP), diez al Partido Socialista (PSOE) y dos pertenecientes a Vox. Tras estos resultados fue nombrada alcadesa la popular Marifrán Carazo, primera mujer en la historia de la ciudad en ocupar el cargo.

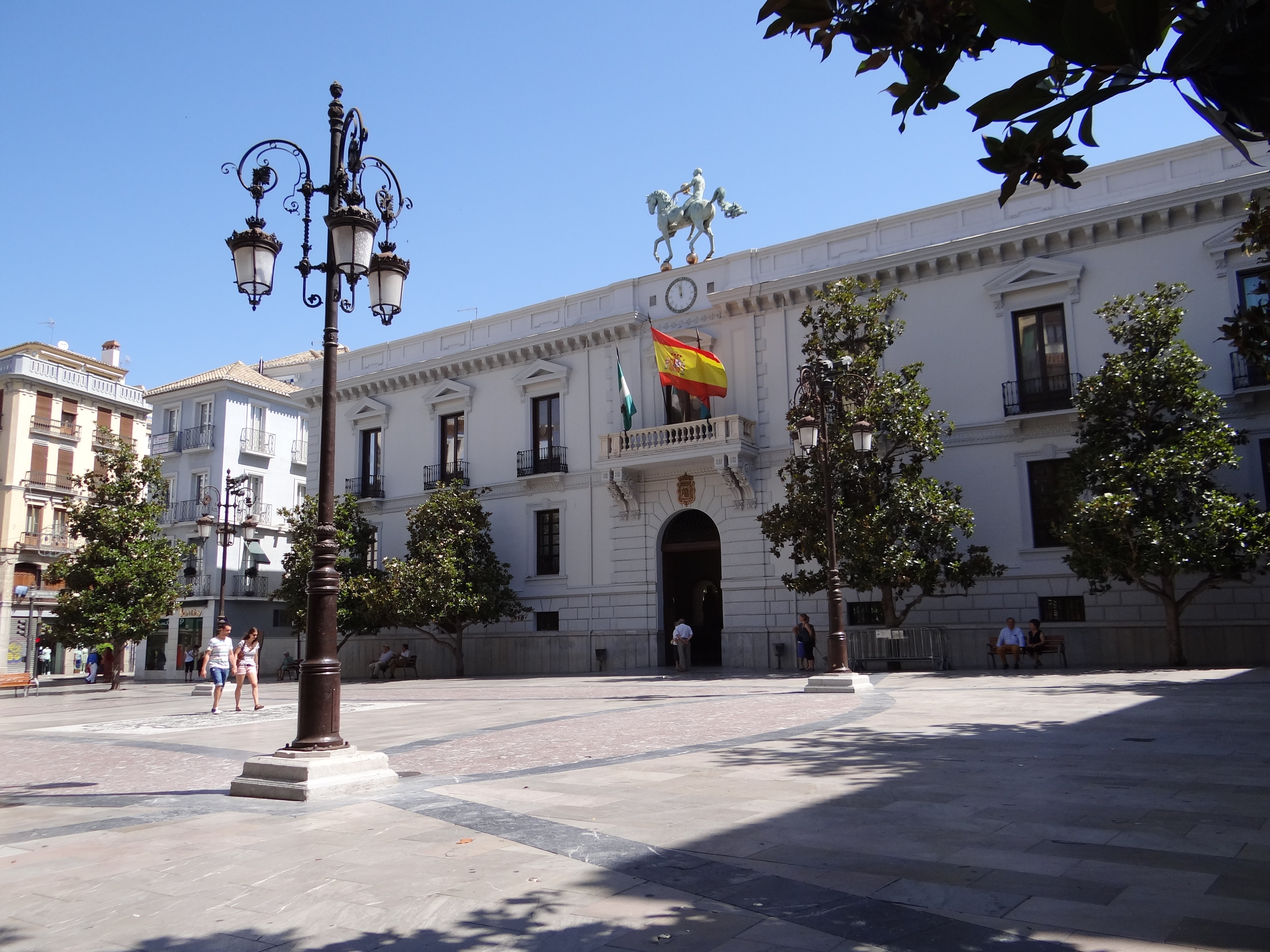
El Ayuntamiento de Granada, en la plaza del Carmen

| Periodo   | Nombre                            | Partido | Partido                                  |
| --------- | --------------------------------- | ------- | ---------------------------------------- |
| 1979-1991 | Antonio Jara Andréu               |         | Partido Socialista Obrero Español (PSOE) |
| 1991-1995 | Jesús Quero Molina                |         | Partido Socialista Obrero Español (PSOE) |
| 1995-1999 | Gabriel Díaz Berbel               |         | Partido Popular (PP)                     |
| 1999-2003 | José Enrique Moratalla Molina     |         | Partido Socialista Obrero Español (PSOE) |
| 2003-2016 | José Torres Hurtado               |         | Partido Popular (PP)                     |
| 2016-2019 | Francisco Cuenca Rodríguez        |         | Partido Socialista Obrero Español (PSOE) |
| 2019-2021 | Luis Miguel Salvador García       |         | Ciudadanos (CS)                          |
| 2021-2023 | Francisco Cuenca Rodríguez        |         | Partido Socialista Obrero Español (PSOE) |
| 2023-act. | María Francisca Carazo Villalonga |         | Partido Popular (PP)                     |

| Partido político                                          | 2023   | 2023  | 2023       | 2019   | 2019  | 2019       | 2015   | 2015  | 2015       | 2011   | 2011  | 2011       | 2007   | 2007  | 2007       |
| Partido político                                          | Votos  | %     | Concejales | Votos  | %     | Concejales | Votos  | %     | Concejales | Votos  | %     | Concejales | Votos  | %     | Concejales |
| Partido Popular (PP)                                      | 48 742 | 45,30 | 15         | 25 288 | 23,52 | 7          | 39 063 | 35,37 | 11         | 60 519 | 51,87 | 16         | 60 310 | 53,33 | 16         |
| Partido Socialista Obrero Español (PSOE)                  | 35 650 | 33,13 | 10         | 35 346 | 32,87 | 10         | 28 565 | 25,86 | 8          | 31 736 | 27,20 | 8          | 37 200 | 32,90 | 9          |
| Vox                                                       | 9082   | 8,44  | 2          | 10 203 | 9,49  | 3          | 989    | 0,90  | 0          | —      | —     | —          | —      | —     | —          |
| Ciudadanos (CS)                                           | 1092   | 1,01  | 0          | 16 183 | 15,05 | 4          | 15 465 | 14,00 | 4          | —      | —     | —          | —      | —     | —          |
| Adelante Granada-Vamos-Izquierda Unida-Los Verdes (IU-LV) | 813    | 0,75  | 0          | 10 759 | 10,01 | 3          | 14 032 | 12,71 | 3          | 9106   | 7,80  | 2          | 9067   | 8,02  | 2          |
| Unión Progreso y Democracia (UPyD)                        | —      | —     | —          | —      | —     | —          | 2353   | 2,13  | 0          | 6242   | 5,35  | 1          | —      | —     | —          |
| Para la Gente (PG)                                        | —      | —     | —          | —      | —     | —          | 6406   | 5,80  | 1          | —      | —     | —          | —      | —     | —          |

### Organización territorial

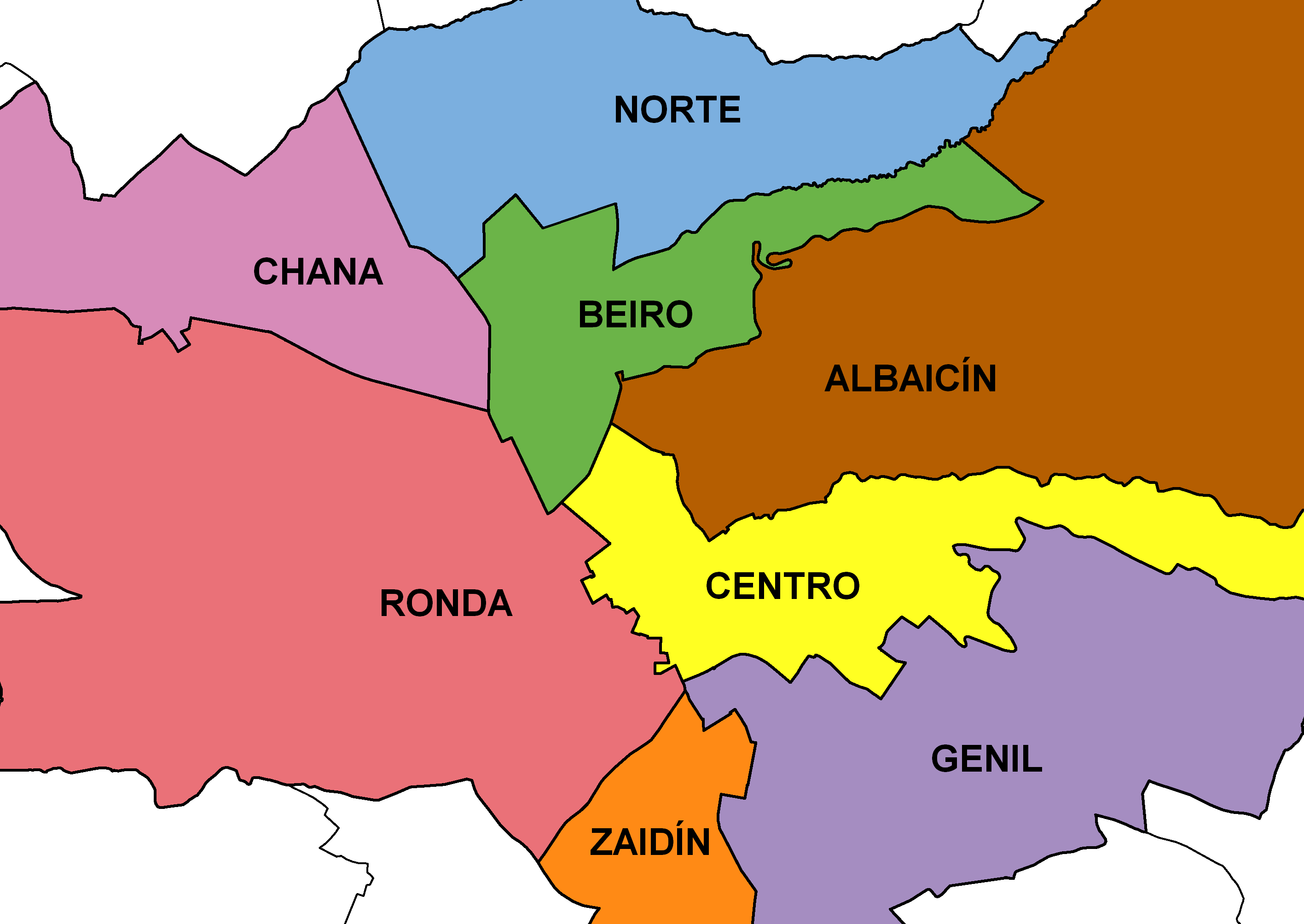
Mapa de los distritos de Granada (antes de 2013)

El municipio de Granada consta de ocho distritos cuya población se reparte en el gráfico adjunto según padrón de 2009 del Ayuntamiento de Granada. Estos distritos formaban a su vez un conjunto de 36 barrios. Todos los límites de los distritos y barrios fueron modificados en febrero de 2013.
|  |

Áreas de servicio municipales
El equipo de gobierno municipal tiene organizado el reparto de responsabilidades de gestión, estructurándose en las siguientes áreas de servicio: bodas y palacios, igualdad de oportunidades, economía, educación, gabinete de comunicación, gestión unificada de licencias, juventud, medio ambiente, oficina municipal de información al consumidor (OMIC), Participación ciudadana, agrupación de voluntarios de protección civil, policía local.

## Economía
Granada produce productos agrícolas como cebada, trigo, caña de azúcar y tabaco. Además de estos cultivos, también se cultivan olivos, naranjas, limones, higos, almendras y granadas. Para la industria, la ciudad también refina azúcar.  Los viñedos y el vino también contribuyen significativamente a la ciudad y la región.  En 2020, Granada exportó un total de 1.300 millones de dólares. 
Los datos que se adjuntan en las tablas de actividad y ocupaciones pueden estar desfasados debido a que, con la crisis económica que se vive en la actualidad (2011), la actividad laboral está cambiando de forma negativa con un incremento del paro y la desaparición de muchas empresas.

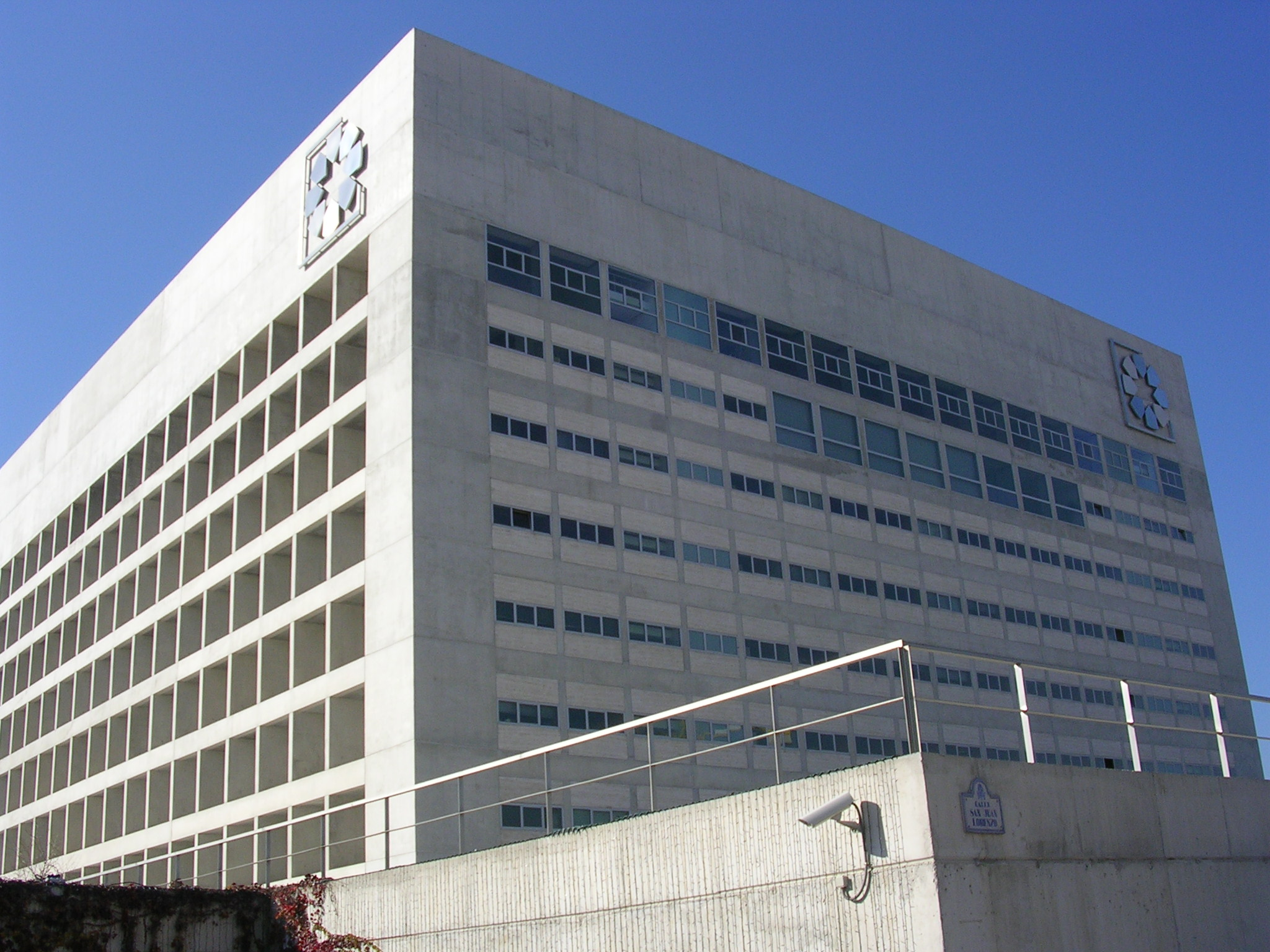
Caja Granada-BMN-Bankia

En 2011, un informe del Balance económico regional, publicado por la Fundación de Cajas de Ahorro, la consolidaba como la provincia española más alejada del estándar de riqueza de la Unión Europea, con un índice de convergencia de 28,7 puntos por debajo de la media.
Actividad empresarial
En el año 2008, existían en el municipio, un total de 24 966 empresas, en general de reducido tamaño, puesto que 22 665 de ellas tenían una plantilla de menos de cinco trabajadores, 1672 empresas tenían una plantilla entre 6 y 19 trabajadores y solamente se registraron 62 con una plantilla superior a 20 trabajadores (había dos empresas de las cuales se carecían de datos sobre su plantilla).
Empleo
En el periodo comprendido entre 1996 y 2007, la tasa de paro registrada siempre ha sido inferior a un 6 %, por lo que puede considerarse como paro técnico. Sin embargo, a raíz de la crisis económica de ámbito mundial desatada en 2008, el número de parados no ha dejado de incrementarse, ya que, según el Observatorio Argos del Servicio Andaluz de Empleo, el paro registrado en diciembre de 2009, ascendía a 24 828 personas de las cuales 12 435 eran varones y 12 393 eran mujeres.
| Cultivos herbáceos    | Superficie                            | 1197 ha                    |
| --------------------- | ------------------------------------- | -------------------------- |
| Cultivos herbáceos    | Principal cultivo herbáceo de regadío | Maíz                       |
| Cultivos herbáceos    | Superficie cultivada de maíz          | 499 ha                     |
| Cultivos leñosos      | Superficie                            | 1042 ha                    |
| Cultivos leñosos      | Principal cultivo leñoso de regadío   | Olivar de aceituna de mesa |
| Cultivos leñosos      | Superficie de olivar de regadío       | 130 ha                     |
| Cultivos leñosos      | Principal cultivo leñoso de secano    | Olivar de aceituna de mesa |
| Cultivos leñosos      | Superficie de olivar de secano        | 789 ha                     |
| Tractores registrados | Tractores registrados                 | 401                        |

Renta disponible
Según la base de datos que ofrece el Instituto de Estadística de Andalucía (IEA), la renta disponible por habitante residente osciló en el año 2003 entre 9300 € y 10 200 €.
Agricultura
Los datos estadísticos de 2007 indican que el municipio dispone de una superficie cultivable total relativamente reducida. Concretamente, se registró una superficie de 1042 hectáreas de cultivos leñosos, principalmente olivares (919 ha), de los que 789 ha eran de secano y 130 ha de regadío. Por otra parte había un total de 1197 ha dedicadas a cultivos herbáceos, siendo el maíz el principal cultivo de regadío de entre ellos, con un total de 499 ha.
Industria

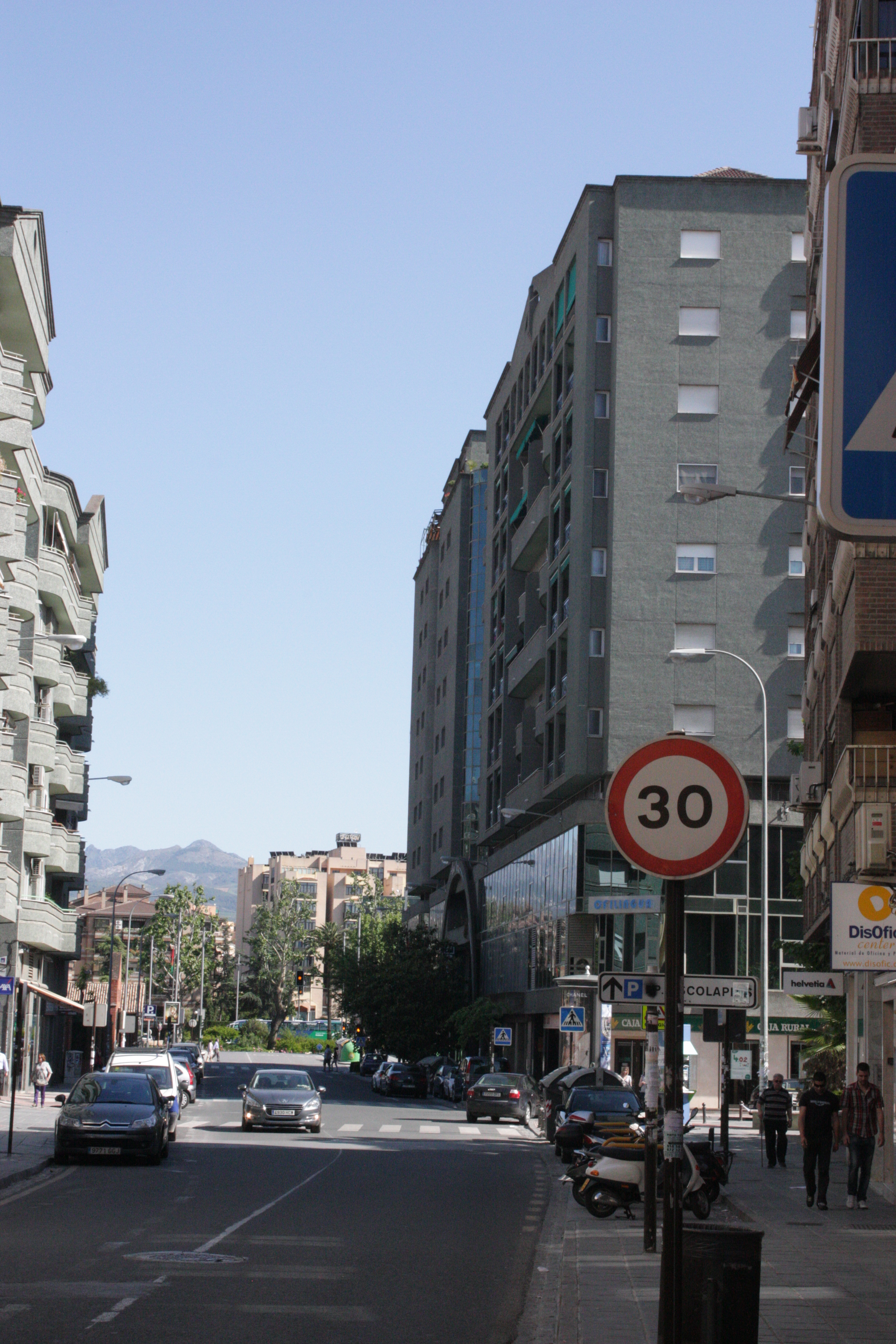
Calle San Antón, importante vía comercial de la ciudad

Su estructura económica presenta una acusada debilidad en actividad industrial y en el sector agrario, con una gran dependencia del sector servicios y de la construcción.
La actividad industrial se concentra en muy pocas empresas de baja intensidad tecnológica ligadas a las actividades tradicionalmente agrícolas de la zona destacando la industria agroalimentaria (lácteos), con empresas tales como Puleva, Dhul y Cervezas Alhambra o empresas manufactureras de productos metálicos o de madera. Los suelos industriales dentro de su término municipal son escasos debido a la importancia de los polígonos presentes en los municipios limítrofes y de su área metropolitana que provocan una fuerte deslocalización industrial.
| Sector industrial       | Empresas |
| ----------------------- | -------- |
| Energía y agua          | 10       |
| Industria química       | 36       |
| Industria metalúrgica   | 174      |
| Industria manufacturera | 629      |
| Total                   | 849      |

Construcción
El sector de la construcción de viviendas ha tenido gran impacto en la economía local, habiendo registradas en 2008 un total de 1430 empresas, algunas de las cuales figuran entre las inmobiliarias y constructoras más importantes de Andalucía (Inmobiliaria Osuna y Construcciones Ávila Rojas). Desde 2008 el sector está atravesando una profunda crisis a consecuencia del estallido de la burbuja inmobiliaria en España, por lo que muchas empresas han cesado su actividad comercial o se encuentran en situación comprometida.
Comercio
La actividad comercial ocupa un lugar destacado, tanto para la ciudad como para toda la provincia.
Turismo

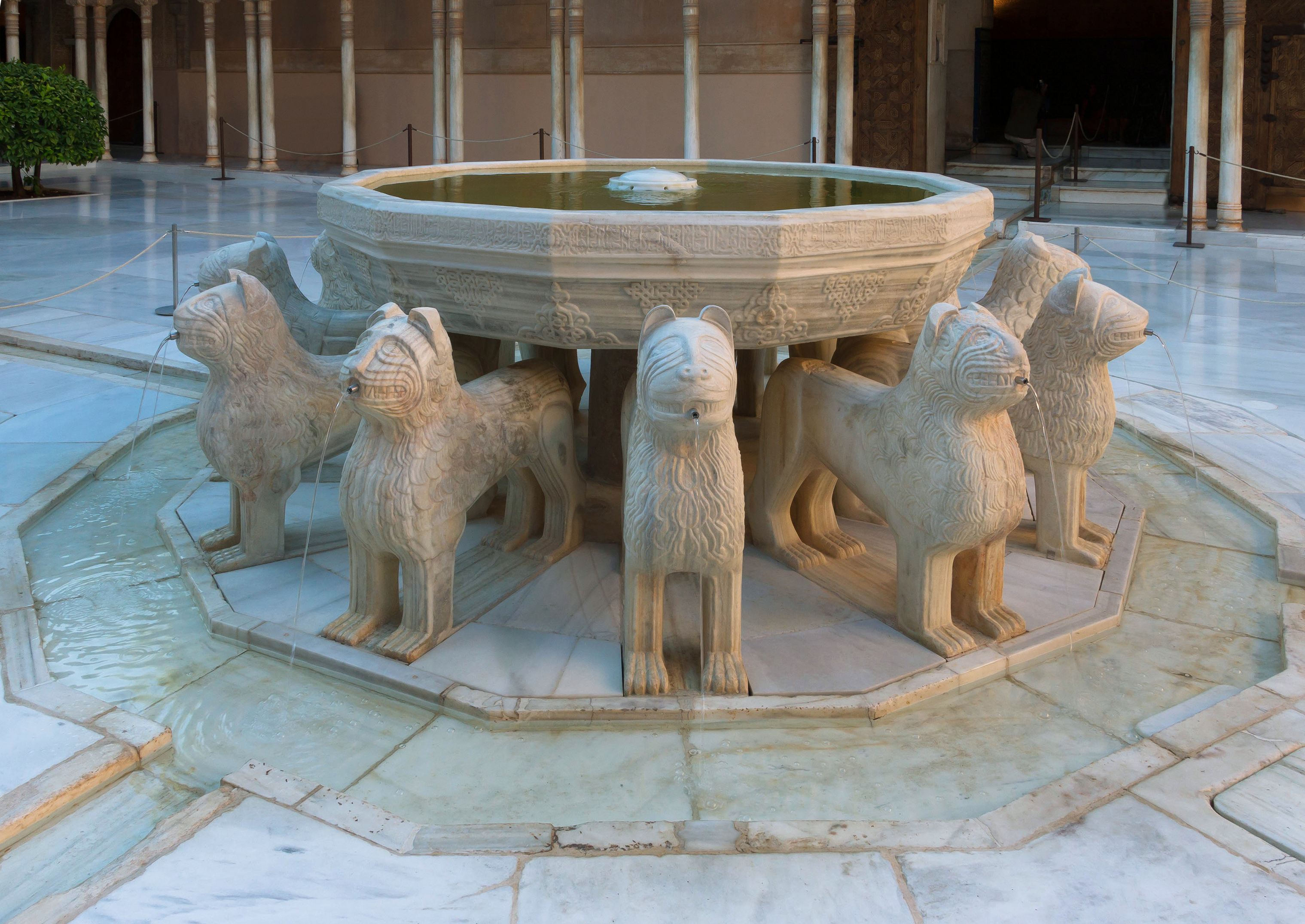
Fuente de los Leones, La Alhambra

Granada es una ciudad receptora de gran número de visitantes, tanto nacionales como internacionales, gracias a su extenso patrimonio artístico-monumental, cultural y etnológico, incluidas sus fiestas de primavera (Semana Santa y Corpus Christi).
| Sector comercial                                                                            | Empresas |
| ------------------------------------------------------------------------------------------- | -------- |
| Oficinas bancarias (2009): Bancos (93), Cajas de ahorros (151) Cooperativas de crédito (47) | 291      |
| Empresas comerciales mayoristas                                                             | 732      |
| Empresas comerciales minoristas                                                             | 6727     |
| Grandes almacenes                                                                           | 4        |
| Hipermercados                                                                               | 4        |
| Supermercados                                                                               | 137      |
| Bares y restaurantes                                                                        | 2427     |

También existe un importante turismo deportivo como consecuencia de la existencia de una importante estación de esquí en Pradollano (Sierra Nevada). El lugar patrimonial más visitado, y a su vez el más visitado de España, es la Alhambra y su entorno, destacando igualmente los barrios del Albaicín y del Sacromonte. Hay un importante flujo de viajeros, especialmente escolares procedentes de todos los rincones de Andalucía, que acuden a visitar el Parque de las Ciencias de Granada por ser el único en su estilo existente en la comunidad autónoma.
Palacio de Exposiciones y Congresos de Granada
Granada dispone de un palacio de exposiciones y congresos ubicado en una zona céntrica de la ciudad; dista 15 kilómetros del aeropuerto y posee buenos accesos desde la GR-30 o autovía de circunvalación. Tiene una superficie útil de más de 45 000 m², construidos en siete niveles organizados para permitir el desarrollo de actividades diferentes y simultáneas. Sus instalaciones están dotadas de las tecnologías avanzadas, propias de este tipo de edificios.

## Servicios

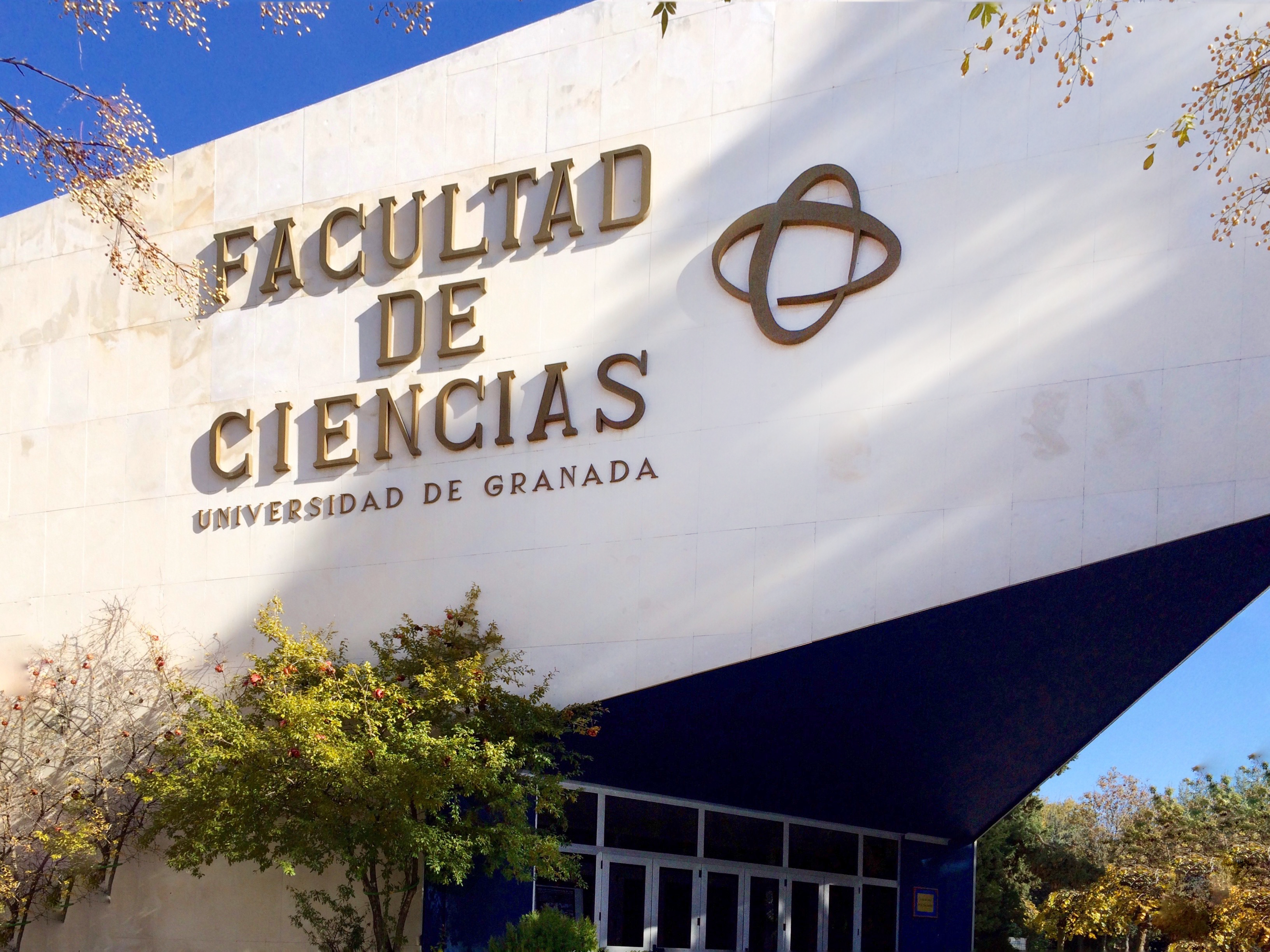
Facultad de Ciencias

### Educación
Universidad
La Universidad de Granada (UGR), fundada en 1531 por Carlos I, supuso la continuación de los estudios superiores de La Madraza, cuando la ciudad era capital del último reino nazarí. La Universidad de Granada ha llegado a ser internacionalmente reconocida en todos los ámbitos universitarios: docente, investigador, cultural y de servicios a sus miembros y a su entorno.Es uno de los destinos que recibe más alumnos de intercambio del Programa Erasmus y la tercera universidad española de educación presencial en número de alumnos, tras la Universidad Complutense de Madrid y la Universidad de Sevilla. En el curso 2023/2024 tenía matriculados 64 557 estudiantes y tiene además campus en las ciudades de Ceuta y Melilla.
Educación obligatoria

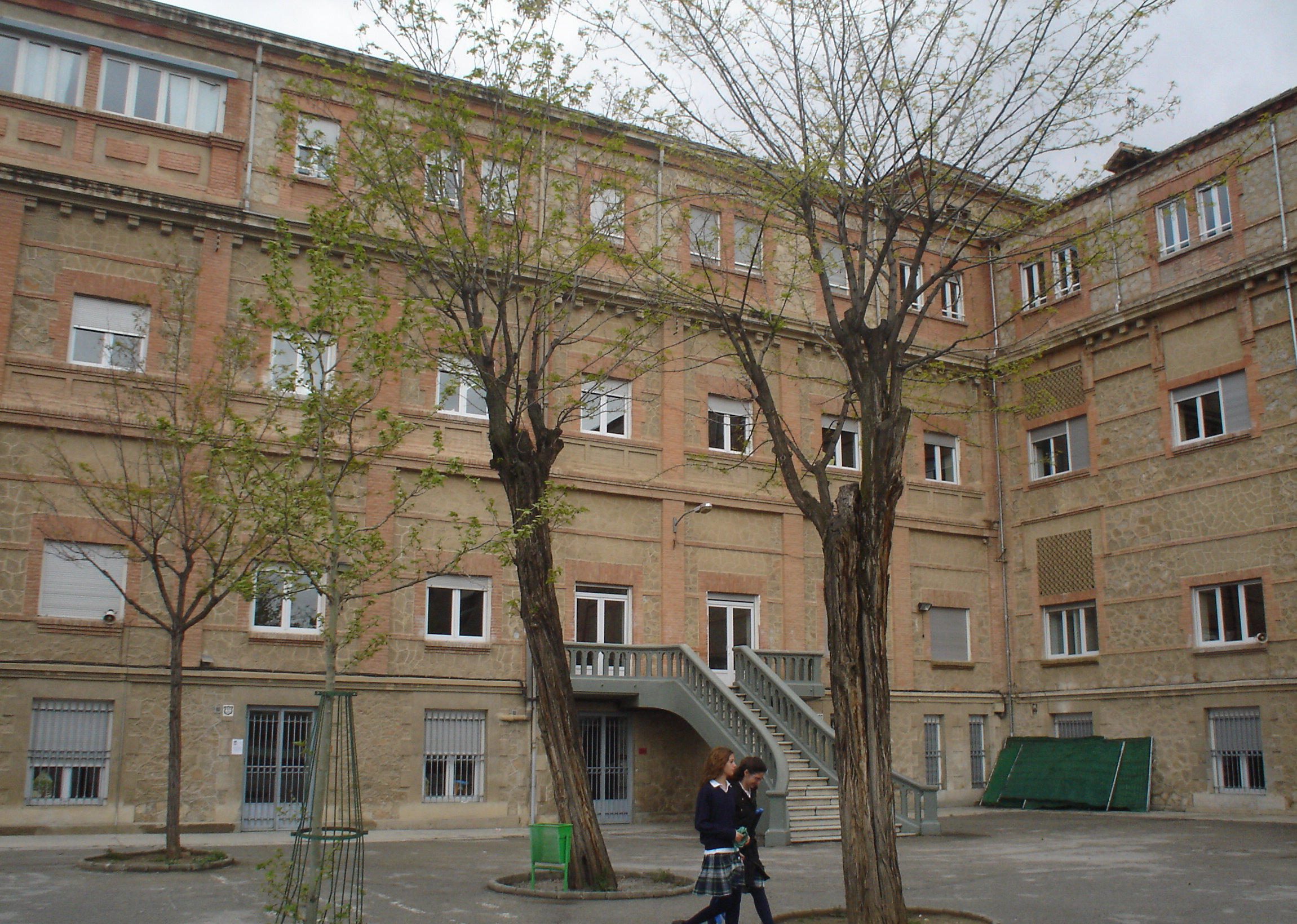
Colegio Corazón de Jesús, en el barrio de Cervantes

En la ciudad hay un total de 69 centros de Educación Secundaria Obligatoria, de los cuales muchos son centros privados concertados. La educación infantil y primaria se imparte en 104 centros, repartidos entre privados, concertados y centros públicos. Asimismo, existen cinco centros de educación de adultos. En el Complejo Hospitalario Universitario de Granada se encuentra funcionando una y cuatro aulas hospitalarias respectivamente.

### Sanidad
Su sistema sanitario público es competencia exclusiva de la comunidad autónoma, que presta dos tipos de atención: la primaria, que constituye el primer nivel de acceso al sistema; y la especializada. Los centros de salud y los consultorios constituyen la oferta de atención primaria, diferenciándose unos de otros en el nivel de atención que prestan.
Red hospitalaria
Su red hospitalaria está compuesta básicamente de hospitales públicos gestionados por el Servicio Andaluz de Salud (SAS) y otros centros menores de gestión privada. Esta red cubre las necesidades de la ciudad y su área metropolitana. En total hay 2047 camas, de las cuales 1694 pertenecen al SAS, 190 están concertadas con la Orden de San Juan de Dios, y 163 pertenecen a clínicas de gestión privada.

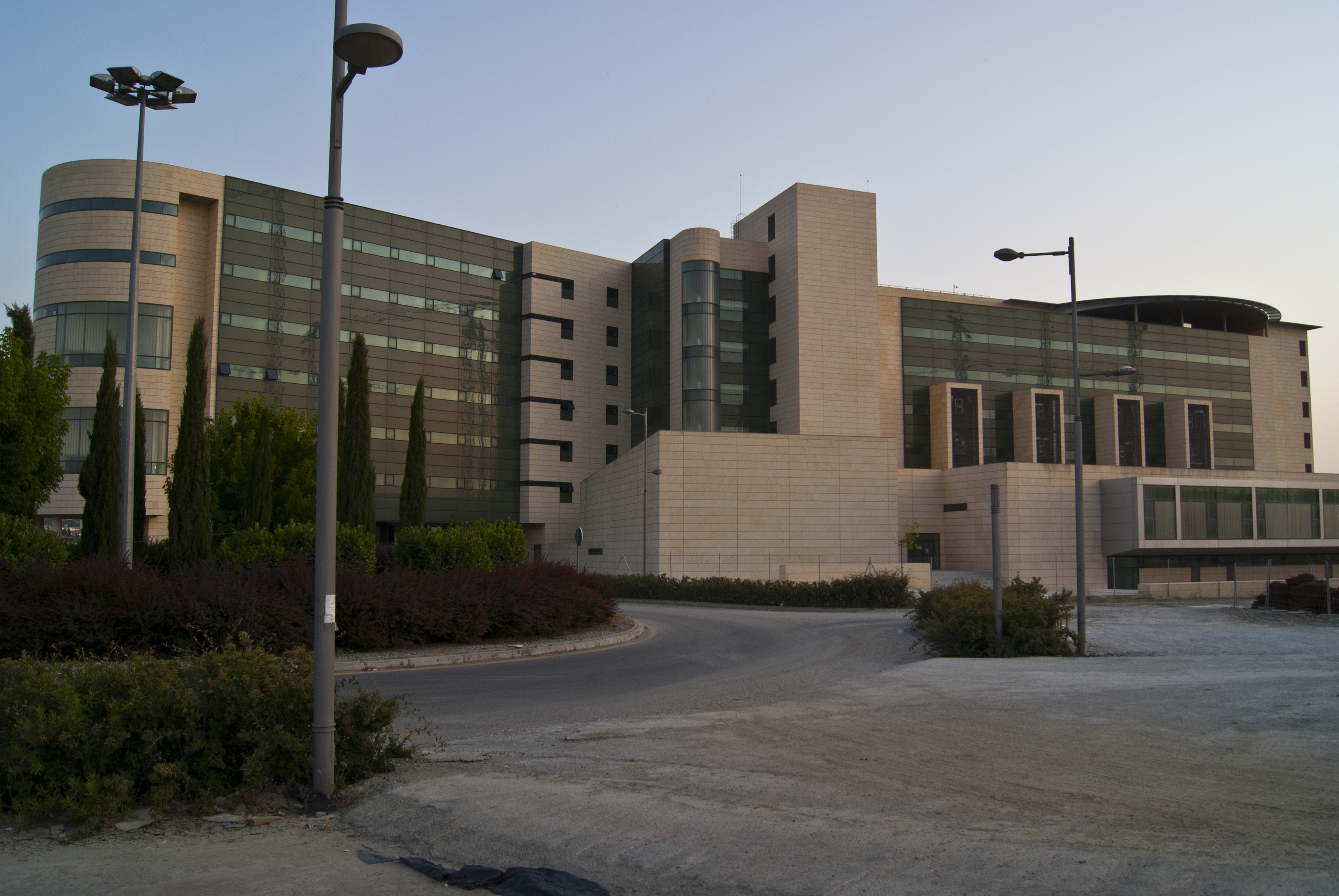
Nuevo hospital del PTS, inaugurado en julio de 2016

- El Hospital Universitario Clínico San Cecilio (u Hospital del PTS), fue inaugurado completamente en julio de 2016 y es el segundo más grande de España tras el Hospital La Paz. Es el centro de referencia en la ciudad para las áreas de Alergología, Anatomía Patológica, Hematología, Medicina Interna, Salud Mental, Neumología, Radioterapia o Urología, entre otras; Cirugía Ortopédica y Traumatológica; Rehabilitación y Medicina Física; Neurología, Neurocirugía, Neurofisiología, Cirugía Maxilofacial, Cirugía Plástica, Dermatología, Oftalmología, Otorrino, Reumatología, Endocrinología y Cirugía Vascular.[131]
- El Complejo Hospitalario Regional Virgen de las Nieves (popularmente conocido como Hospital Ruiz de Alda), está formado por un hospital general, un hospital materno-infantil, todos ubicados en el mismo recinto, y se mantiene como centro neurálgico de Digestivo, Respiratorio, Oncología, Hematología y Trasplantes. Incluye el Hospital San Juan de Dios, un centro periférico de especialidades y una unidad terapéutica para enfermos mentales.[132]

- El Hospital de San Rafael, tiene una capacidad de hospitalización de 190 camas y como hospital de día cuenta con 45 plazas de geriatría y 15 de Alzheimer. Es propiedad de la Orden Hospitalaria de San Juan de Dios. Se dedica especialmente a la atención integral de ancianos poseyendo para ello gran cantidad de servicios de análisis y rehabilitación. La actividad hospitalaria está concertada con la Consejería de Salud de la Junta de Andalucía.[133]

- El hospital HLA Universitario Inmaculada, es un hospital privado perteneciente a la compañía médica aseguradora ASISA nacida como hospital concertado del Sistema español de salud en 1975. Mediante un convenio con la Universidad de Granada el centro participa también en la formación de los alumnos de la Facultad de Medicina.[134]

- La Clínica Nuestra Señora de la Salud, es un hospital privado que tiene 71 habitaciones y pertenece a la compañía médica aseguradora Adeslas. Atiende a los asegurados de compañías médicas privadas. Actualmente tiene una nueva ubicación con un emplazamiento recién construido. Se encuentra muy próximo a la Alhambra, cerca de los Túneles del Serrallo, siendo su anterior emplazamiento en la avenida de las Fuerzas Armadas.[135]

Centros de salud
La red local de atención primaria está compuesta actualmente por ocho centros de salud distribuidos por los diferentes distritos de la ciudad y son los siguientes: Zaidín Sur, Zaidín Centro-Este, Realejo, Las Flores, La Caleta, Góngora, Doctores, Cartuja y Albaicín.
Competencias municipales

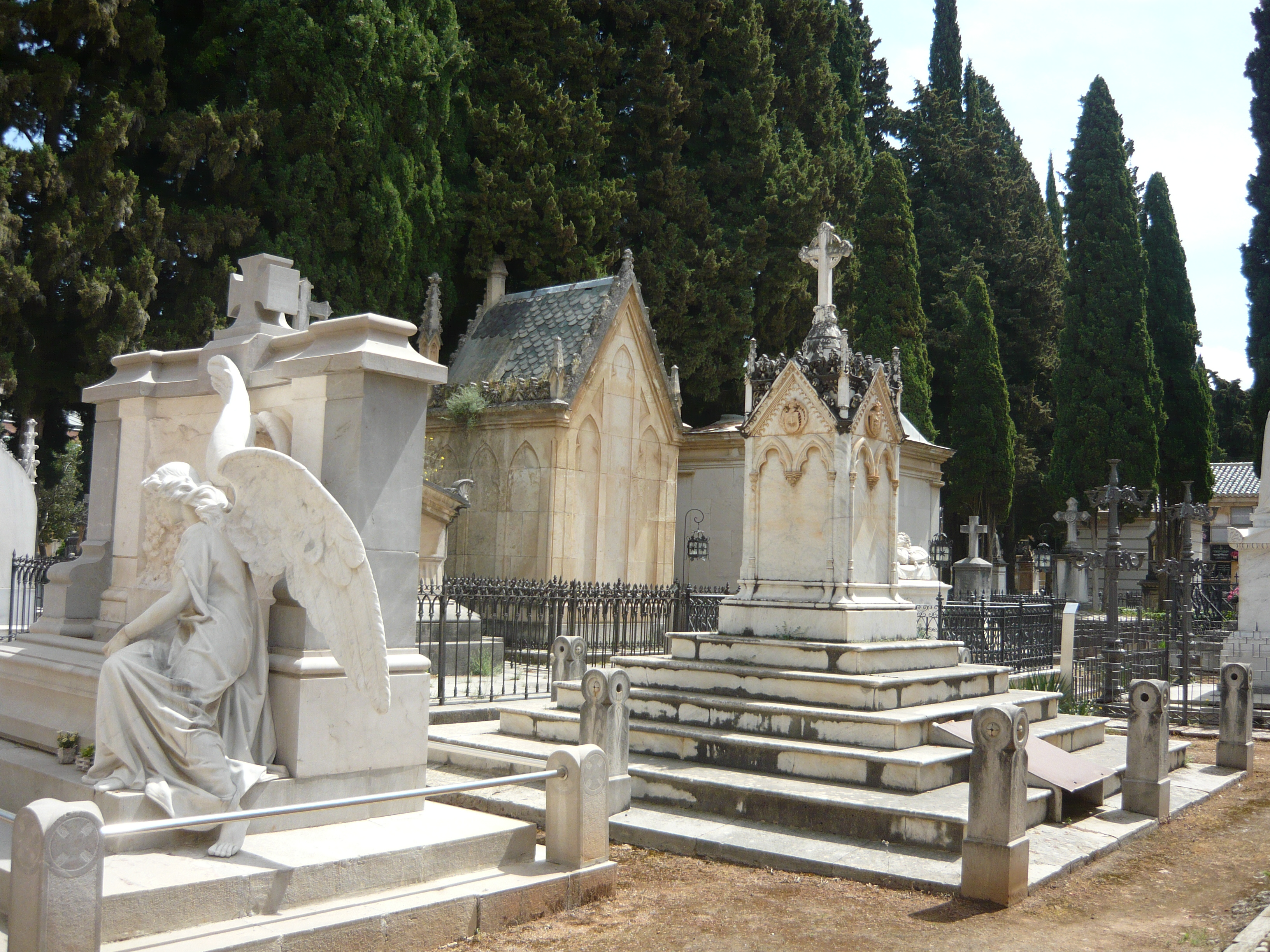
Cementerio de San José, en el barrio de la Carretera de la Sierra

El artículo 42 de la Ley General de Sanidad dispone que los ayuntamientos, sin perjuicio de las competencias de las demás administraciones públicas, tendrán las siguientes responsabilidades mínimas en asuntos relacionados con la sanidad.
- Control sanitario del medio ambiente: contaminación atmosférica, abastecimiento de aguas, saneamiento de aguas residuales y residuos urbanos e industriales.
- Control sanitario de industrias, actividades y servicios, transportes, ruidos y vibraciones.
- Control sanitario de edificios y lugares de vivienda y convivencia humana, especialmente de los centros de alimentación, peluquerías, saunas y centros de higiene personal, hoteles y centros residenciales, escuelas, campamentos turísticos y áreas de actividad físico deportivas y de recreo.
- Control sanitario de la distribución y suministro de alimentos perecederos, bebidas y demás productos, directa o indirectamente relacionados con el uso o consumo humanos, así como los medios de su transporte.
- Control sanitario de los cementerios y policía sanitaria mortuoria.

### Seguridad ciudadana

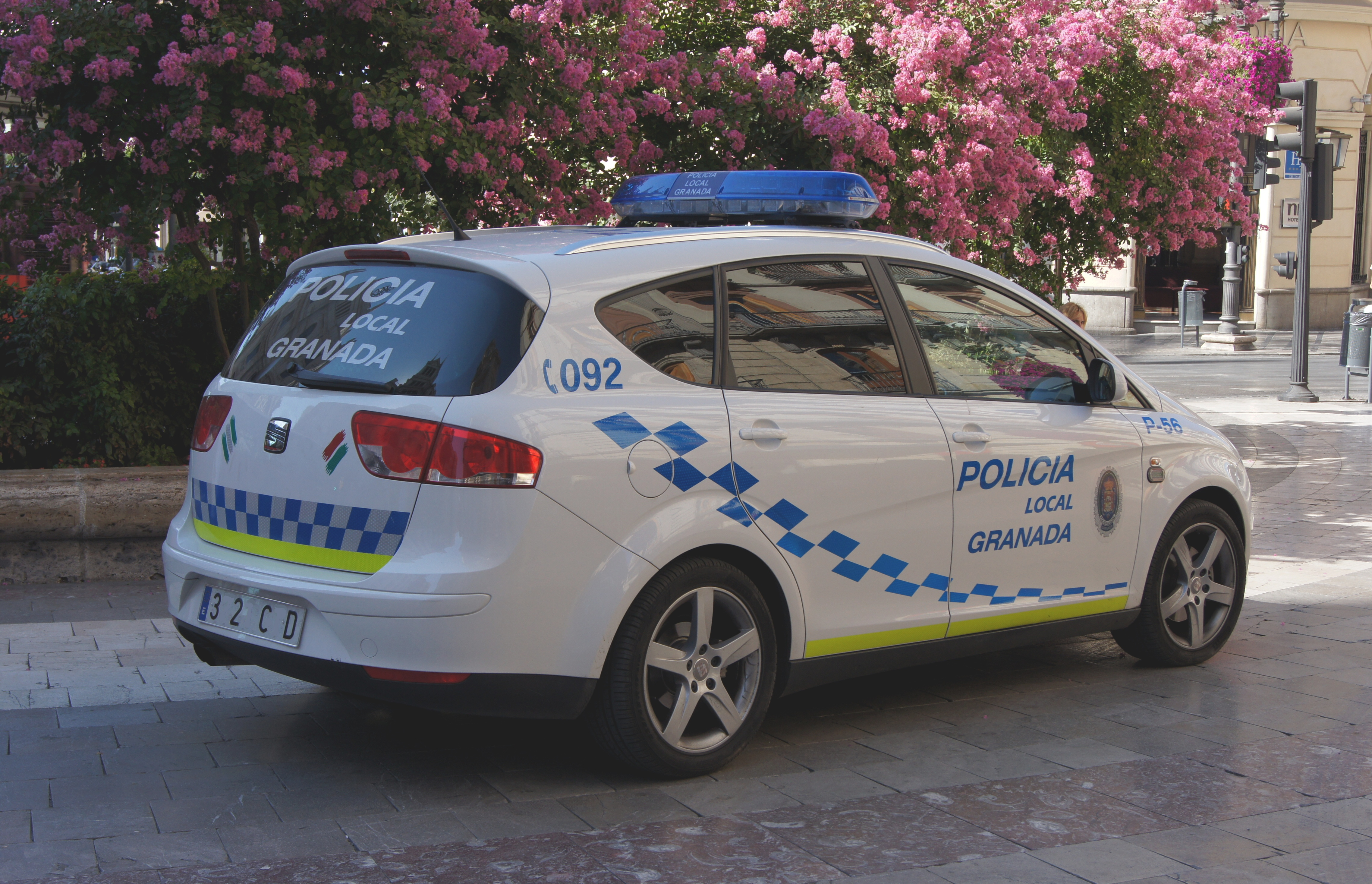
Vehículo de la policía local

La coordinación entre los cuerpos de seguridad del Estado (Policía Nacional, Guardia Civil, policía local y policía autonómica) y el Ayuntamiento de Granada es llevado a cabo por la Junta Local de Seguridad Ciudadana. Este organismo permite la correcta comunicación de las fuerzas de seguridad en materia de seguridad, entrando dentro de sus competencias la prevención de la criminalidad, la seguridad vial y el correcto desarrollo de eventos.
La seguridad ciudadana cotidiana corre a cargo de las Fuerzas y Cuerpos de Seguridad (España) estatales y locales en función de las competencias que cada estamento tiene, procurando actuar de forma coordinada y en colaboración en la persecución y resolución de todo tipo de delitos que produzcan los ciudadanos.

### Servicios sociales
El Ayuntamiento de Granada dispone del área de Servicios Sociales para prestar ayuda y asesoramiento a los colectivos y personas más desfavorecidas y necesitadas. Para ello la Delegación de Bienestar Social del Ayuntamiento de Granada dispone de varios centros municipales de servicios sociales comunitarios, uno por cada distrito local, coordinados por el complejo administrativo municipal Los Mondragones situado en la avenida Fuerzas Armadas. En su organización interna los servicios prestados se organizan alrededor de cada centro municipal y por lo tanto de cada distrito municipal, pero también en torno a colectivos.

### Infraestructura energética
Electricidad
En el 2009 consumió un total de 960 802 MWh de energía eléctrica, de los que 410 860 MWh correspondieron al consumo residencial de los hogares granadinos.
Combustibles
El abastecimiento de los combustibles derivados del petróleo, a Granada y su zona de influencia, procede de los depósitos que la Compañía Logística de Hidrocarburos (CLH) tiene ubicados en el puerto de Motril. El transporte del combustible desde Motril a sus gasolineras y las de su provincia, se realiza mediante camiones cisterna, porque la empresa CLH tiene concertados contratos de servicios logísticos para la utilización de sus instalaciones con la mayor parte de los operadores (gasolineras) que hay en la provincia.
Gas butano y propano

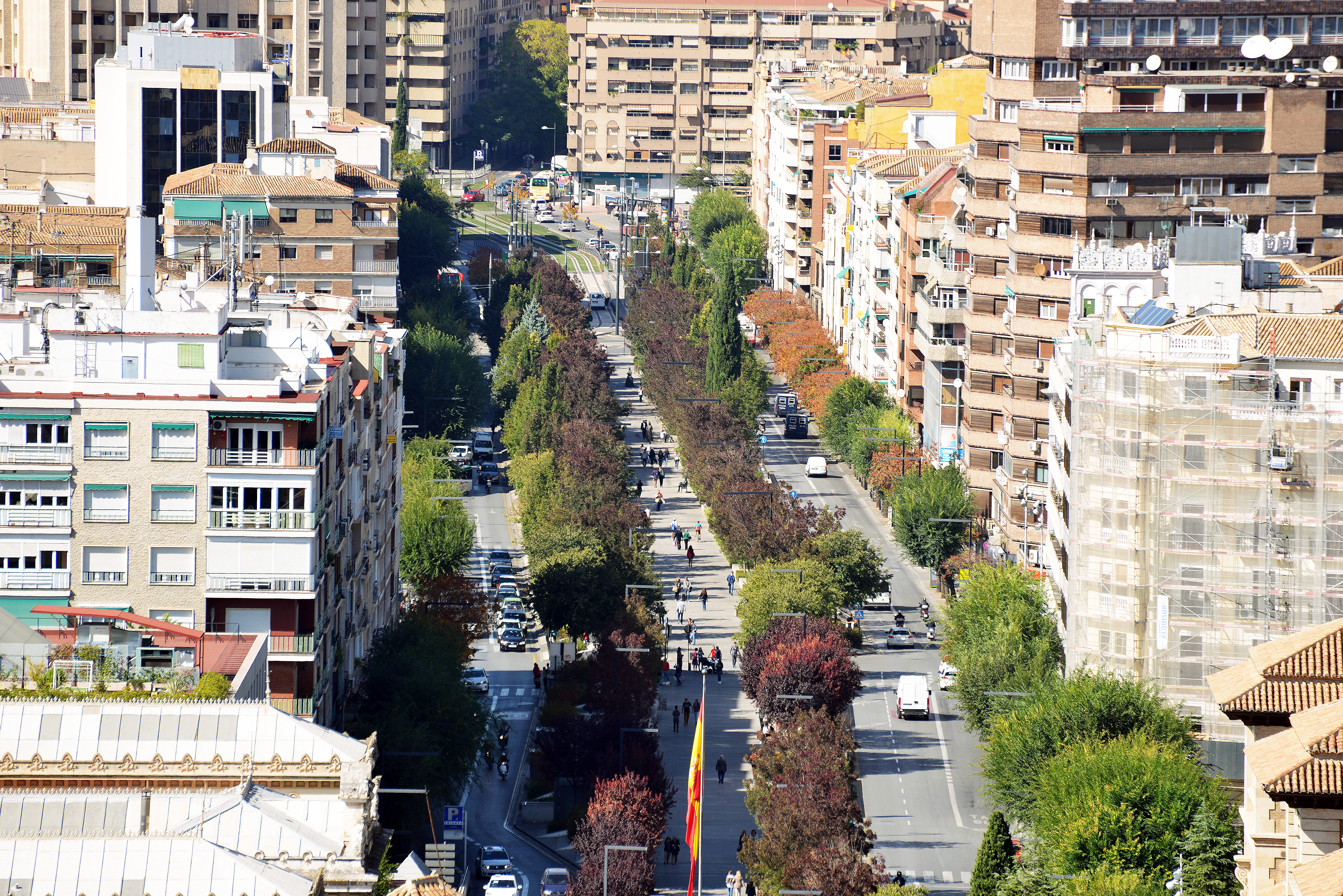
La avenida de la Constitución vista desde el mirador del Carril de la Lona

La empresa Repsol-Butano tiene en el municipio granadino de Peligros unas instalaciones logísticas de gas butano y propano para cubrir la demanda que este tipo de combustible genera en toda la provincia de Granada. El gas llega a las instalaciones de Peligros en vagones de ferrocarril procedente de las refinerías de petróleo y en esa planta se hace el rellenado de las bombonas vacías. También la empresa CEPSA reparte butano en la ciudad con un tipo de bombonas más ligeras.
Gas natural
El gas natural que se consume en Granada y su área metropolitana proviene principalmente de Argelia. El consumo de gas natural se ha ido incrementando a medida que se van construyendo las redes de distribución a las viviendas.

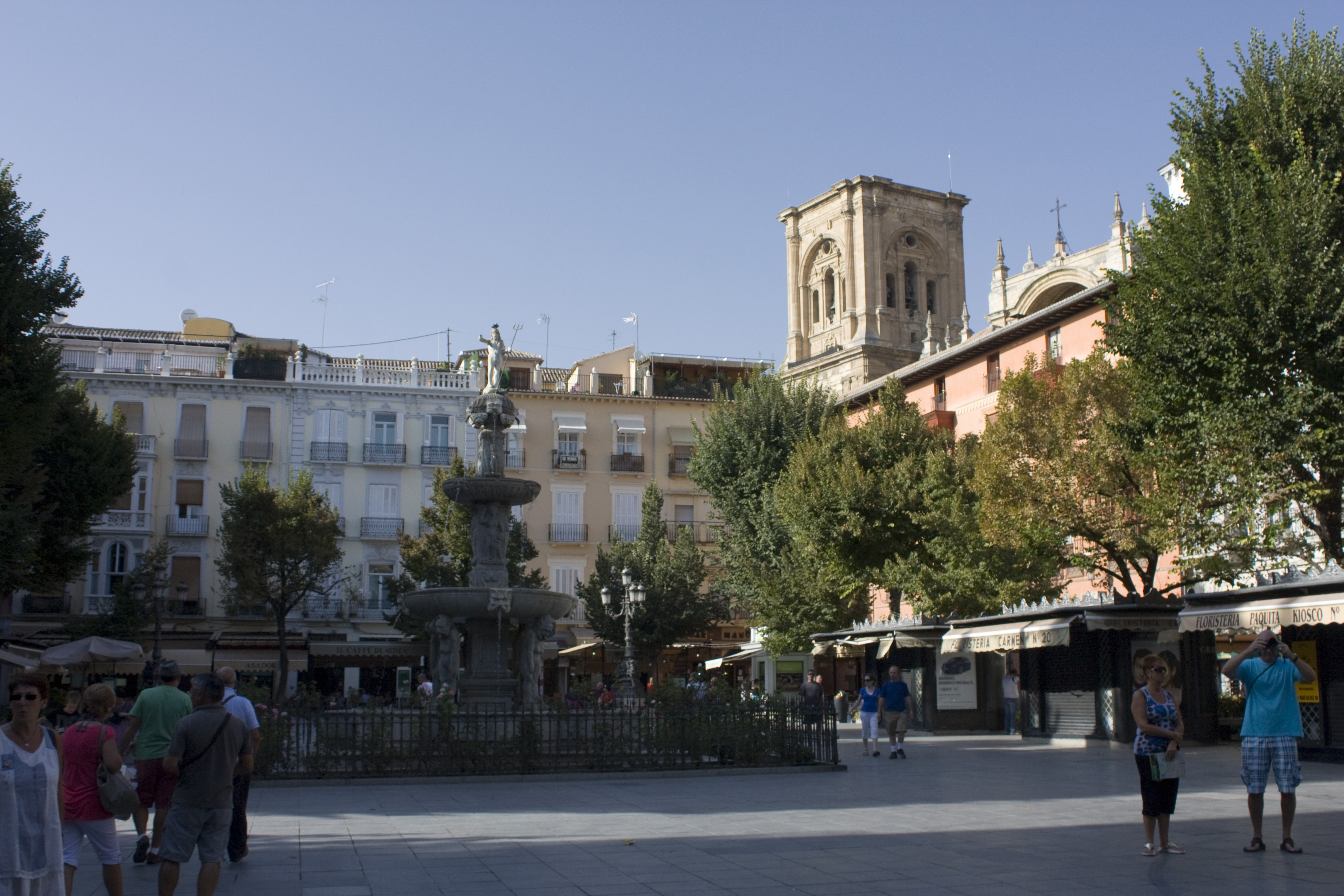
La popular plaza de Bib-Rambla, con la fuente de Neptuno en el centro

### Agua potable

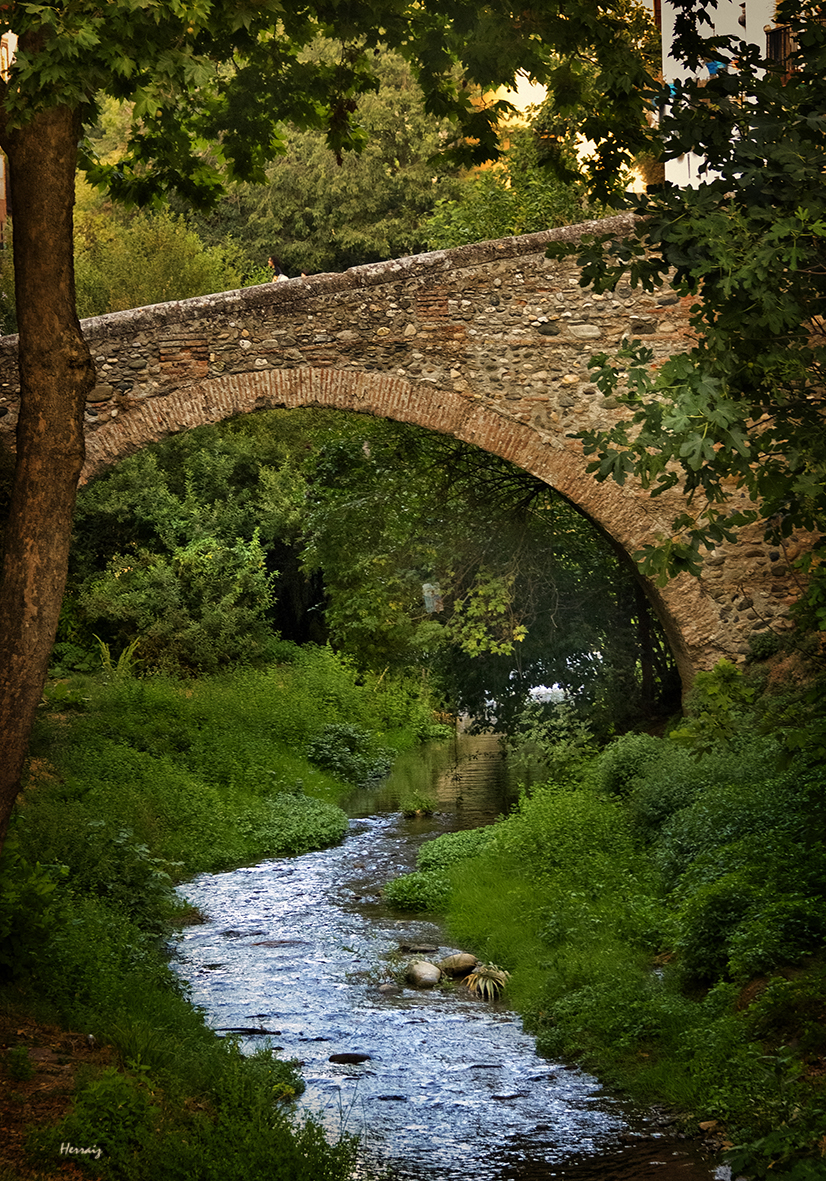
La carrera del Darro

La red de abastecimiento de agua potable y la depuración de las aguas residuales de Granada es llevada a cabo por el ayuntamiento de la ciudad a través de la sociedad anónima Emasagra. Tras su creación en 1982 como sociedad anónima municipal la empresa sufrió dos ampliaciones en su accionariado, la primera de ellas en 1997 y la segunda en 2005 pasando a convertirse en sociedad anónima mixta con la participación de empresas privadas.
El agua potable de Granada tiene su origen principalmente en los embalses de Canales y Quéntar y en menor medida de las acequias del río Genil. Son también muy importantes las aguas subterráneas del acuífero la Vega de Granada, de las que la ciudad podría disponer únicamente en caso de necesidad, para los diferentes cultivos situados en ella. La distribución del agua en la ciudad desde las estaciones de tratamiento de aguas potables (ETAP) tiene lugar mediante una red compuesta por 22 sectores independientes en los que la ciudad se divide y que tienen como objetivo optimizar el reparto y la localización de fugas. La misma empresa Emasagra es la encargada del mantenimiento de la red de distribución y de evacuado de aguas donde se incluye la limpieza del alcantarillado, la reparación de tuberías o el análisis de la aguas.
El tratamiento de las aguas residuales provenientes de las redes doméstica y de alcantarillado se lleva a cabo en las dos estaciones depuradores (EDAR) presentes en la ciudad y que también dan servicios a otros municipios del área metropolitana, la estación depuradora de Los Vados y la estación Sur-Churriana.

### Infraestructuras de saneamiento
La ordenanza municipal de limpieza, ornato público y gestión de residuos urbanos de la ciudad de Granada fue aprobada en la sesión ordinaria del pleno del ayuntamiento celebrada en junio de 2006 y en ella se regulan las condiciones en las que el ayuntamiento presta el servicio, las tasas que aplica, las infracciones que contempla y sanciones que podría aplicar.
El ayuntamiento de Granada realiza a través de la empresa INAGRA la recogida de los residuos sólidos urbanos, la limpieza de las vías y el mantenimiento de la infraestructura necesaria para ello. Con este objetivo la ciudad se halla dividida en varios sectores y la empresa cuenta con una plantilla superior a 500 empleados. La recogida de los residuos es selectiva existiendo contenedores para vidrio, papel, plástico y residuos orgánicos. Los residuos de la ciudad son tratados en la Planta de reciclaje y compostaje de Alhendín. Estas instalaciones especializadas en el tratamiento de residuos no peligrosos son gestionadas por la Diputación de Granada a través de la empresa RESUR donde participan todos los municipios de la provincia.

### Abastecimiento
El funcionamiento de los mercados mayoristas de Granada se encuentra regulado por el ayuntamiento de la ciudad mediante un reglamento específico para ello aprobado en 2009.La empresa gestora de los mercados centrales de la ciudad es Mercados Centrales de Abastecimiento de Granada (Mercagranada), fundada en 1967 y con sede en el km 436 de la carretera Badajoz-Granada. Su ámbito de incidencia lo constituye toda la provincia de Granada, con especial incidencia en la capital y su área metropolitana, así como algunas poblaciones de las provincias colindantes: Almería, Jaén y Málaga.
Según el Anuario Económico de La Caixa 2008 en la ciudad había 1321 pequeños comercios tradicionales de alimentación, 137 supermercados de las diferentes cadenas de alimentación y cuatro centros comerciales de las empresas Carrefour, Alcampo e Hipercor.

### Parques y jardines

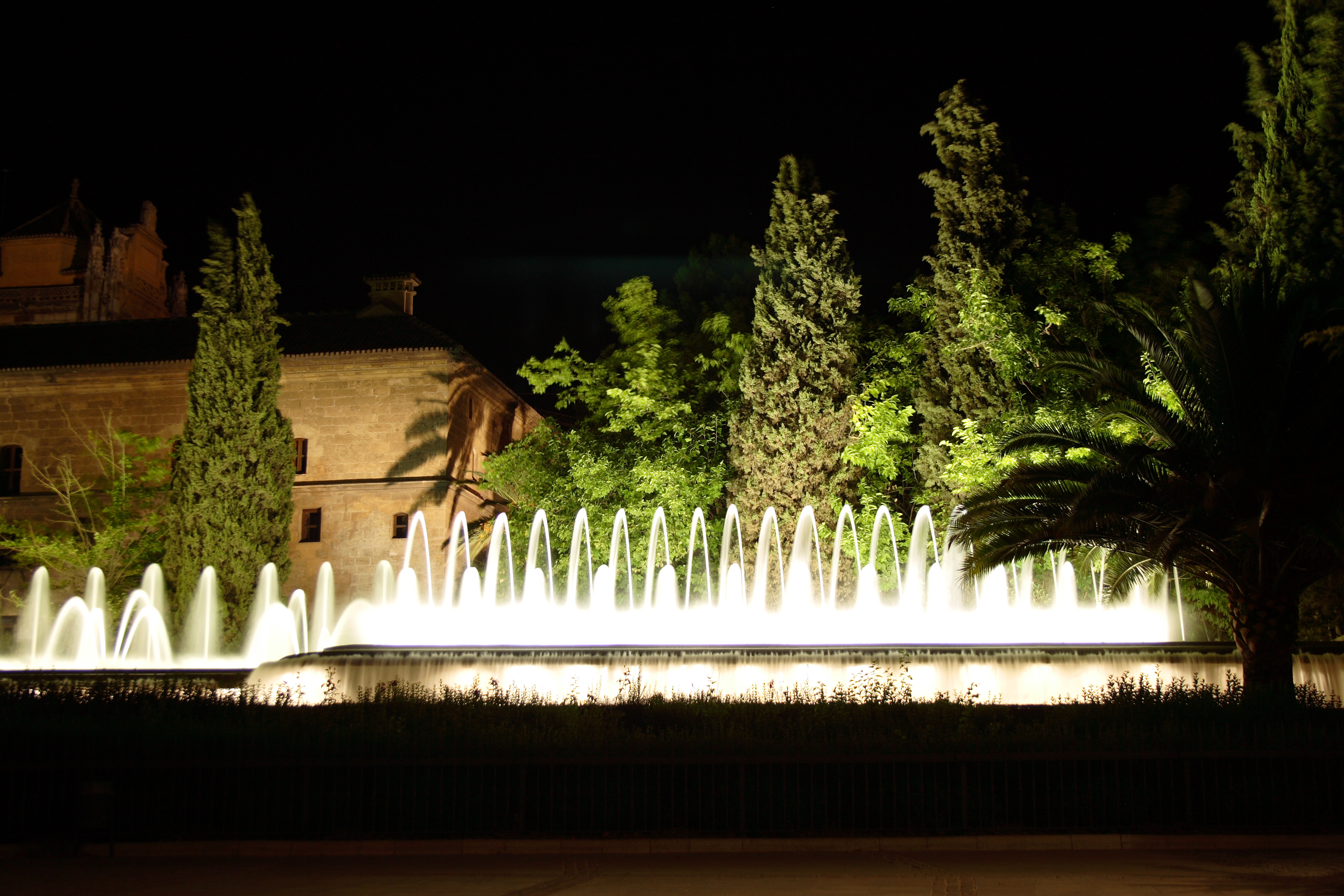
Fuente del Triunfo

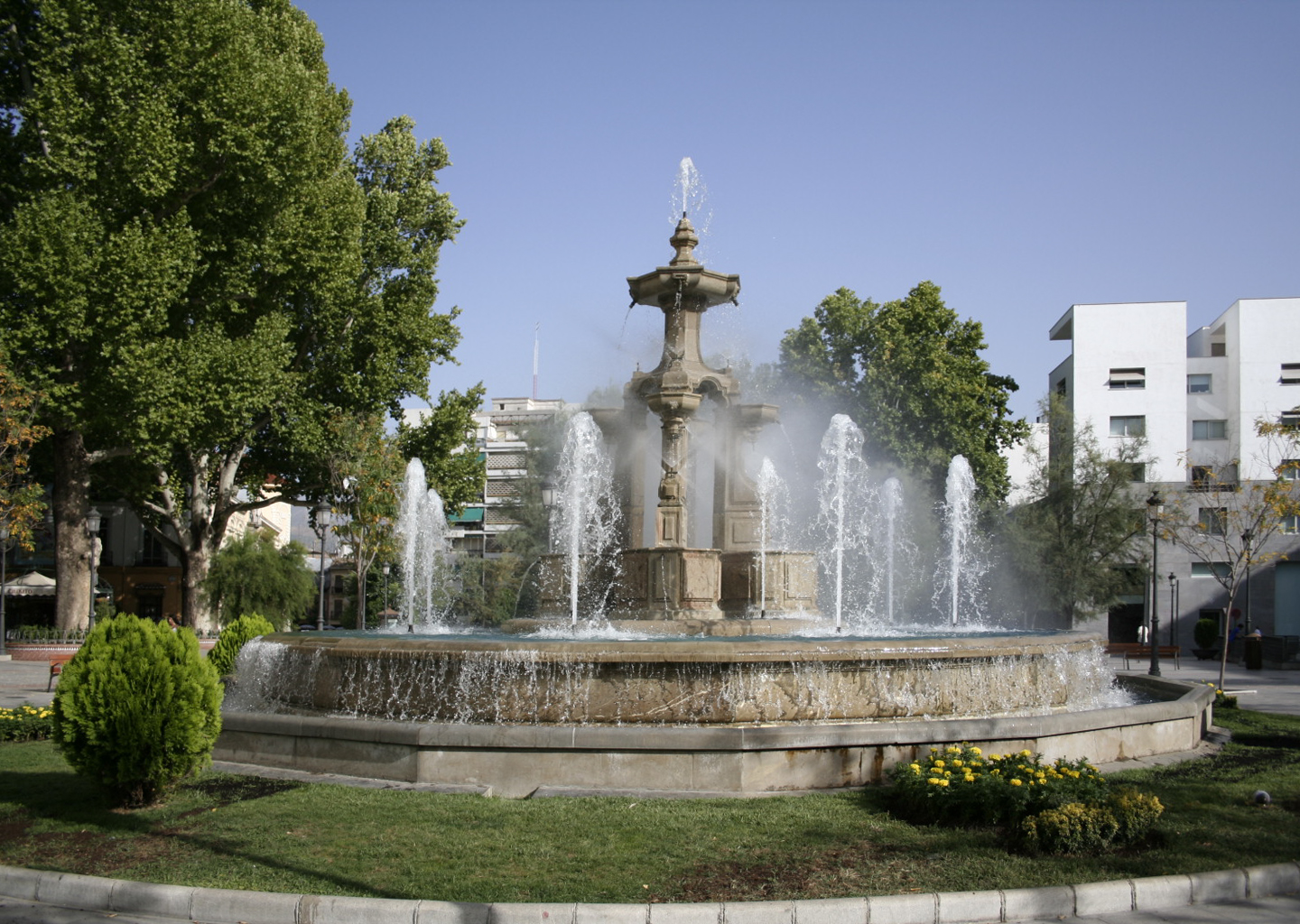
Fuente de las Batallas

La ciudad de Granada cuenta con un número significativo de parques y jardines con muchas vinculaciones históricas y populares. Entre estos espacios naturales destacan los siguientes:
| - Jardines Campo del Príncipe - Jardines del Hospital Real - Jardines del paseo del Salón y de la Bomba (BIC) - Jardines del Triunfo - Jardines del Violón - Jardines Palacio de los Córdoba - Jardín botánico de la Universidad de Granada | - Parque Periodista Tico Medina - Parque de Las Alquerías - Parque Federico García Lorca - Parque Almunia de Aynadamar - Parque Universitario de Fuente Nueva - Parque del Zaidín - Parque municipal del Agua, situado en el callejón de Lebrija |

### Comunicaciones

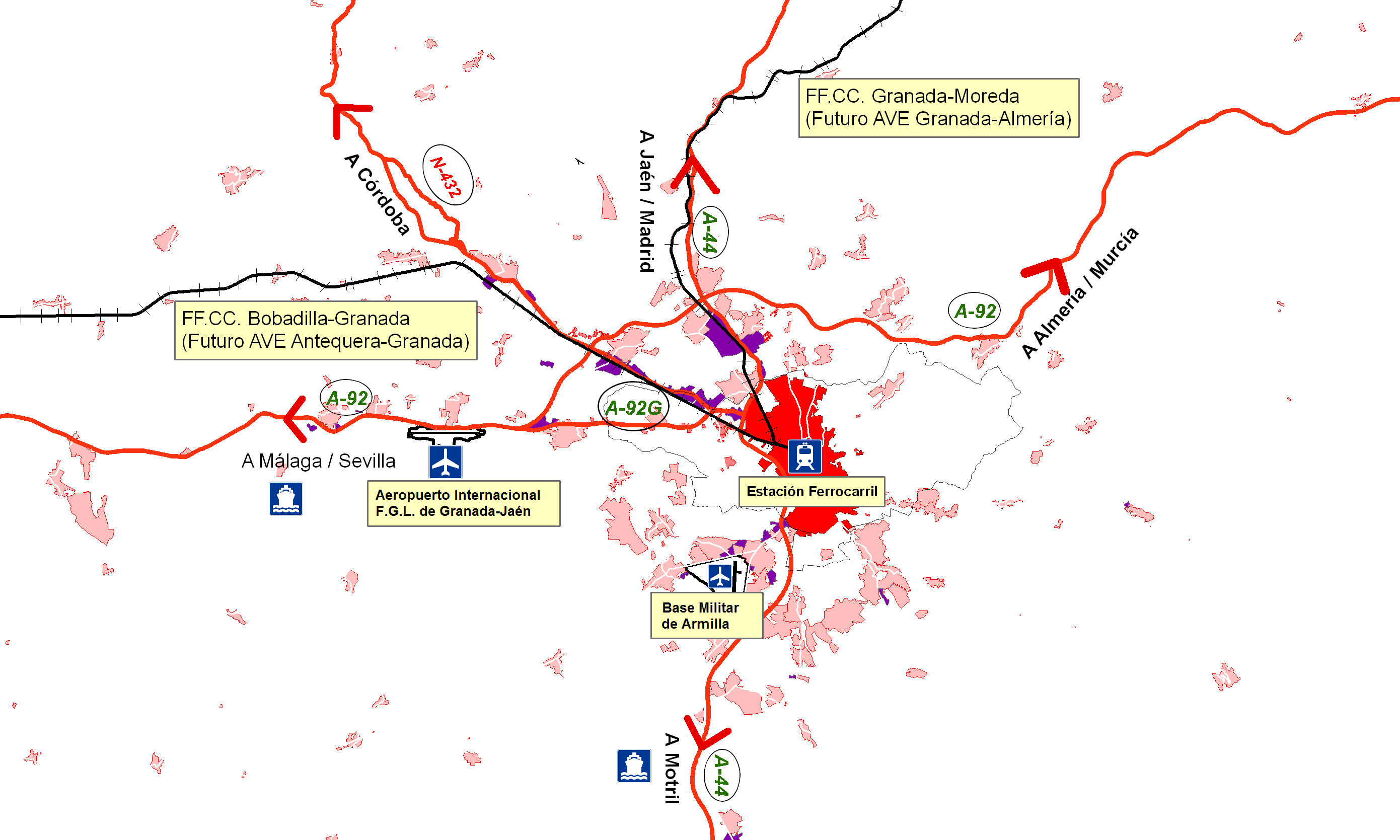
Infraestructura de transportes

#### Regulación del tráfico urbano
El artículo 7 de la Ley sobre Tráfico, Circulación y Seguridad Vial aprobado por RDL 339/1990 atribuye a los municipios unas competencias suficientes para permitir, entre otras, la inmovilización de los vehículos, la ordenación y el control del tráfico y la regulación de sus usos. Esta regulación tiene lugar a través de la Ordenanza general de circulación y ocupación de espacios públicos de la ciudad de Granada aprobada en sesión de pleno el 31 de octubre de 1997 y en ella se definen los usos que se pueden dar a las vías, las velocidades que pueden alcanzar los vehículos así como los horarios y zonas establecidas para la carga y descarga de mercancías en la ciudad.
Parque de vehículos de motor
Granada cuenta con un parque automovilístico a razón de 516 automóviles por cada 1000 habitantes, siendo superior a la razón provincial que dispone solo de 458 automóviles por cada 1000 habitantes, de acuerdo con los datos existentes en la base de datos del Anuario Económico de España 2009, publicado por La Caixa. En estos mismos datos se observa un elevado parque de camiones y furgonetas lo que indica un gran número de transportistas de mercancías autónomos o en pequeñas empresas o cooperativas y un importante trasiego de estos vehículos por la ciudad.
| Tipo de vehículo      | Cantidad |
| --------------------- | -------- |
| Automóviles           | 122 365  |
| Camiones y furgonetas | 19 847   |
| Otros vehículos       | 49 245   |
| Total                 | 191 457  |

#### Conexiones
Autovías
- GR-30, la Circunvalación de Granada, conecta la autovía A-44 hacia el norte con Jaén y Madrid y al sur con Motril (capital de la Costa Granadina).[161]
- A-395, Granada-Sierra Nevada, convertida en autovía en su trazado al sur de la ciudad, llamada Ronda Sur.
- A-92G, conecta la ciudad con el aeropuerto de Granada, y con la A-92 dirección Málaga y Sevilla.

Otras carreteras
- N-432, (Granada-Badajoz por Córdoba).

Además hay varias carreteras locales que entrelazan Granada con el resto del área metropolitana.

#### Transporte público

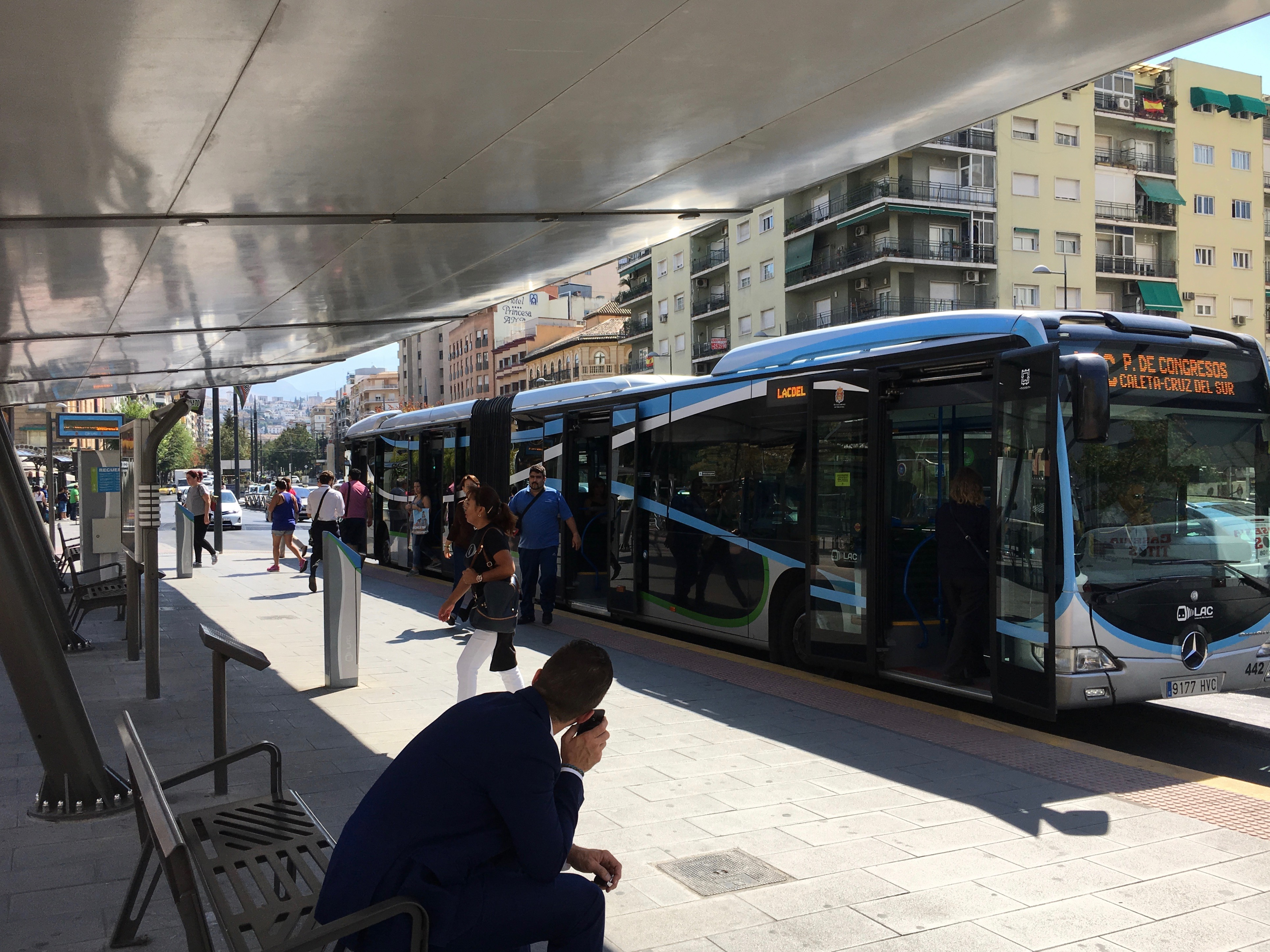
Un bus de la antigua línea LAC, en el intercambiador de Caleta

El Consorcio de Transporte Metropolitano del Área de Granada es una entidad de derecho público de carácter asociativo constituida para potenciar la cooperación técnica y administrativa de sus miembros. Tiene patrimonio propio, administración autónoma y amplia capacidad jurídica. Sus competencias se concretan en la creación y gestión de infraestructuras y servicios de transporte de los municipios del consorcio. El Ayuntamiento de Granada pertenece a este consorcio desde su creación.
Las demás administraciones del consorcio son la Junta de Andalucía, la Diputación Provincial de Granada y los ayuntamientos de 32 localidades más del área metropolitana de Granada. Entre los objetivos y funciones del Consorcio figuran:
- Regular el Plan Intermodal de Transportes del Área de Granada.
- Planificar y ordenar las infraestructuras y los servicios de transporte que se declaren de interés metropolitano.
- Fomentar la cooperación en materia de prestación de servicios de transporte público de viajeros, así como la construcción y explotación de infraestructuras necesarias.
- Establecer el marco tarifario para la prestación de los servicios.

Según informe de julio de 2017, el promedio de tiempo que las personas pasan en transporte público en Granada en un día de la semana es de 42 minutos, mientras que el 9 % de las personas pasan más de 2 horas todos los días. El promedio de tiempo que las personas esperan en una parada o estación es de 10 minutos, mientras que el 8 % de las personas esperan más de 20 minutos cada día. La distancia promedio que la gente suele recorrer en un solo viaje es de 2,7 km.

##### Autobús urbano

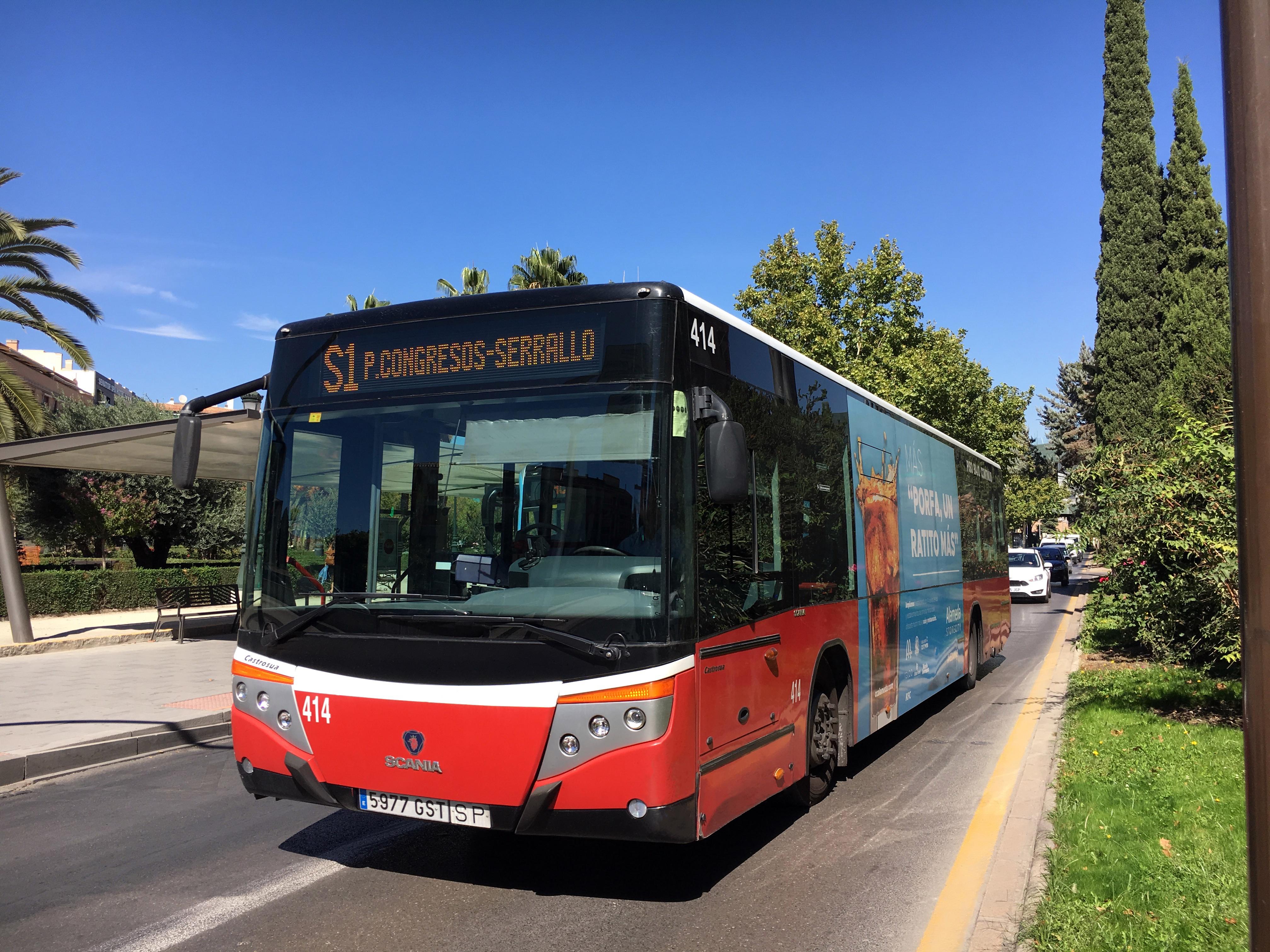
Autobús urbano de la línea S1, operado por Transportes Rober

El Ayuntamiento de Granada tiene concedida la explotación del transporte urbano en autobús a la empresa Alsa, heredera de la concesión con Transportes Rober que el ayuntamiento designó en el año 1962. Desde entonces el crecimiento del servicio ha ido evolucionando a la par que lo iba haciendo el desarrollo urbanístico de la ciudad. En 2008 para prestar sus servicios la empresa contaba con una flota de 150 autobuses siendo alguno de ellos articulados de largo especial. El servicio se presta en 29 líneas de recorridos diferentes, existiendo cuatro turísticas y dos nocturnas. Las cifras de explotación de 2007 indican que transporta a unos 35 millones de pasajeros al año.
En 2014 se produjo una importante reorganización de las líneas de bus urbano de la ciudad, dando lugar a un sistema de líneas zonificadas que dan servicios de corto recorrido a los diferentes barrios de la ciudad (norte, sur y centro) y cinco líneas transversales sur-norte. La principal novedad era la implantación de una línea de alta capacidad (LAC) que hacía su recorrido por el centro, de forma que los viajeros normalmente tenían que hacer al menos un transbordo. El objetivo era reducir la contaminación y el tráfico en la zona centro, pero la polémica generada debido a su poca funcionalidad llevó en 2018 al nuevo gobierno a deshacer los cambios del anterior, eliminando la línea LAC y las cinco líneas sur-norte, recuperando algunas líneas antiguas y combinándolas con otras existentes, de cara a reducir los transbordos y a compatibilizar la red de autobuses urbanos con la línea de metro.
Autobuses de Luarca SA, compra la empresa Transportes Rober. Transportes Rober fue creada en 1957 e inició su actividad en Madrid. En el año 1962 se le adjudicó el concurso del servicio de transporte urbano de autobuses y empezó a prestar sus servicios en la ciudad de Granada, donde ha sido el operador de autobús urbano desde entonces.
ALSA compró Transportes Rober, la empresa de autobuses urbanos de Granada, el 22 de junio de 2021. La operación se llevó a cabo por un valor de trece millones de euros.

##### Metro de Granada

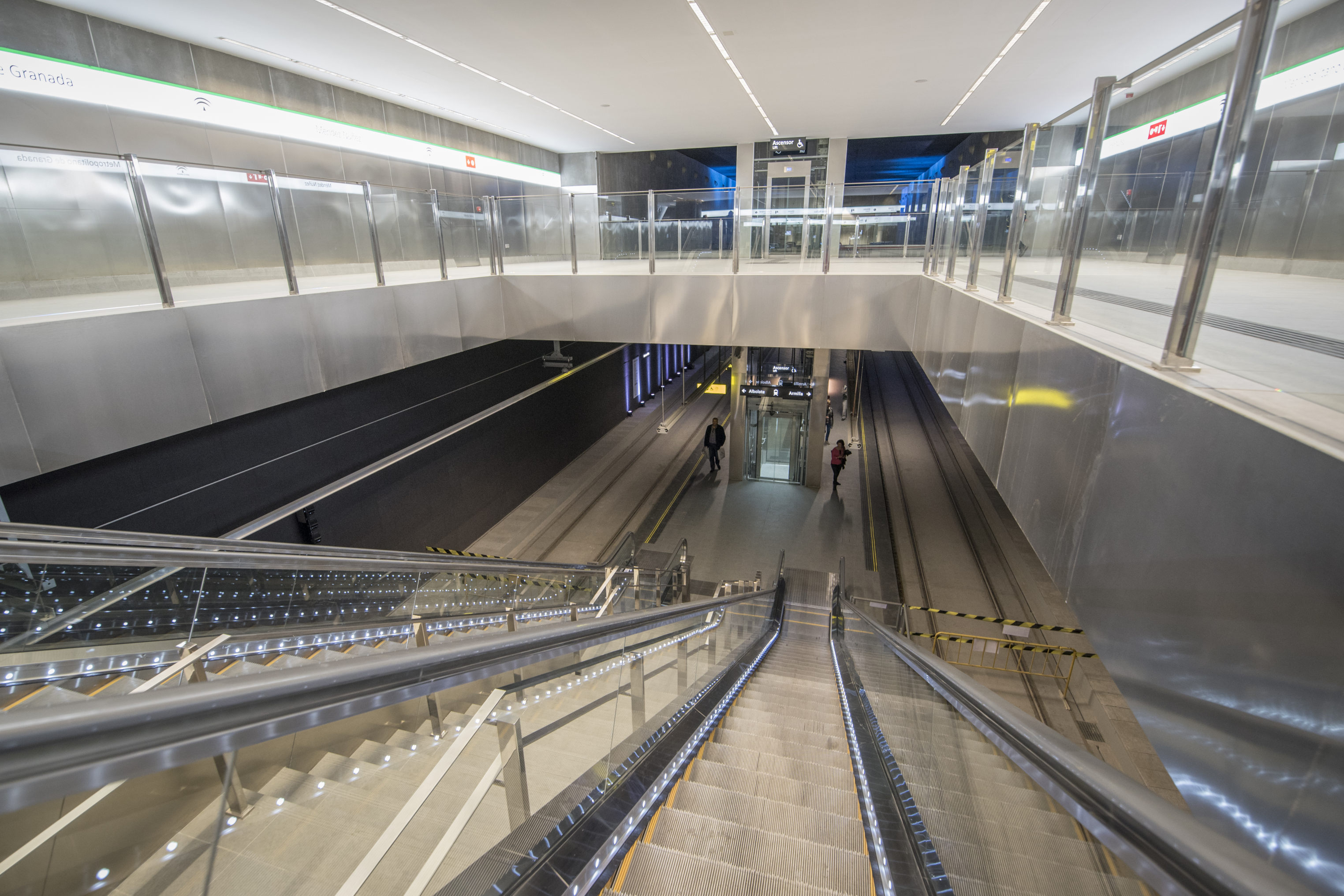
Vestíbulo y andenes de la línea 1 en la estación de Méndez Núñez

El Metro de Granada es un sistema de metro ligero que atraviesa la ciudad de Granada y la conecta con su área metropolitana. Su recorrido tiene tramos en los que discurre en superficie y otros en los que circula en vías soterradas. Su construcción se inició en 2007 con un presupuesto de 460 millones de euros, pero los sobrecostes elevaron la cifra hasta los 558 millones. Se inauguró el 21 de septiembre de 2017, y desde el comienzo tuvo una gran acogida en la ciudadanía: en su primer año tuvo 9,5 millones de usuarios y en su segundo año se están mejorando esas cifras.
El trazado, de 17 km de longitud y un total de 26 paradas, atraviesa la ciudad por completo a través del Camino de Ronda y la enlaza con los municipios de Albolote, Maracena y Armilla. Al sistema prestan servicio un total de 15 unidades de ferrocarril del modelo CAF Urbos III.
El diseño de la línea trata de cubrir los principales servicios y centros de atracción de la ciudad como son el Parque Tecnológico de Ciencias de la Salud, el Campus Universitario de Fuentenueva, el complejo hospitalario universitario, la estación de ferrocarril y la de autobuses, así como el estadio deportivo Nuevo Los Cármenes o el principal centro comercial. En varias ocasiones se ha propuesto una segunda línea que cubriría el centro de la ciudad.
La implantación del sistema de transporte metropolitano previsiblemente retirará de la circulación de 8000 vehículos diarios, lo que disminuirá considerablemente las emisiones de gases contaminantes en el área metropolitana, reduciendo así la polución, que es uno de los principales problemas que afronta la ciudad en la actualidad.

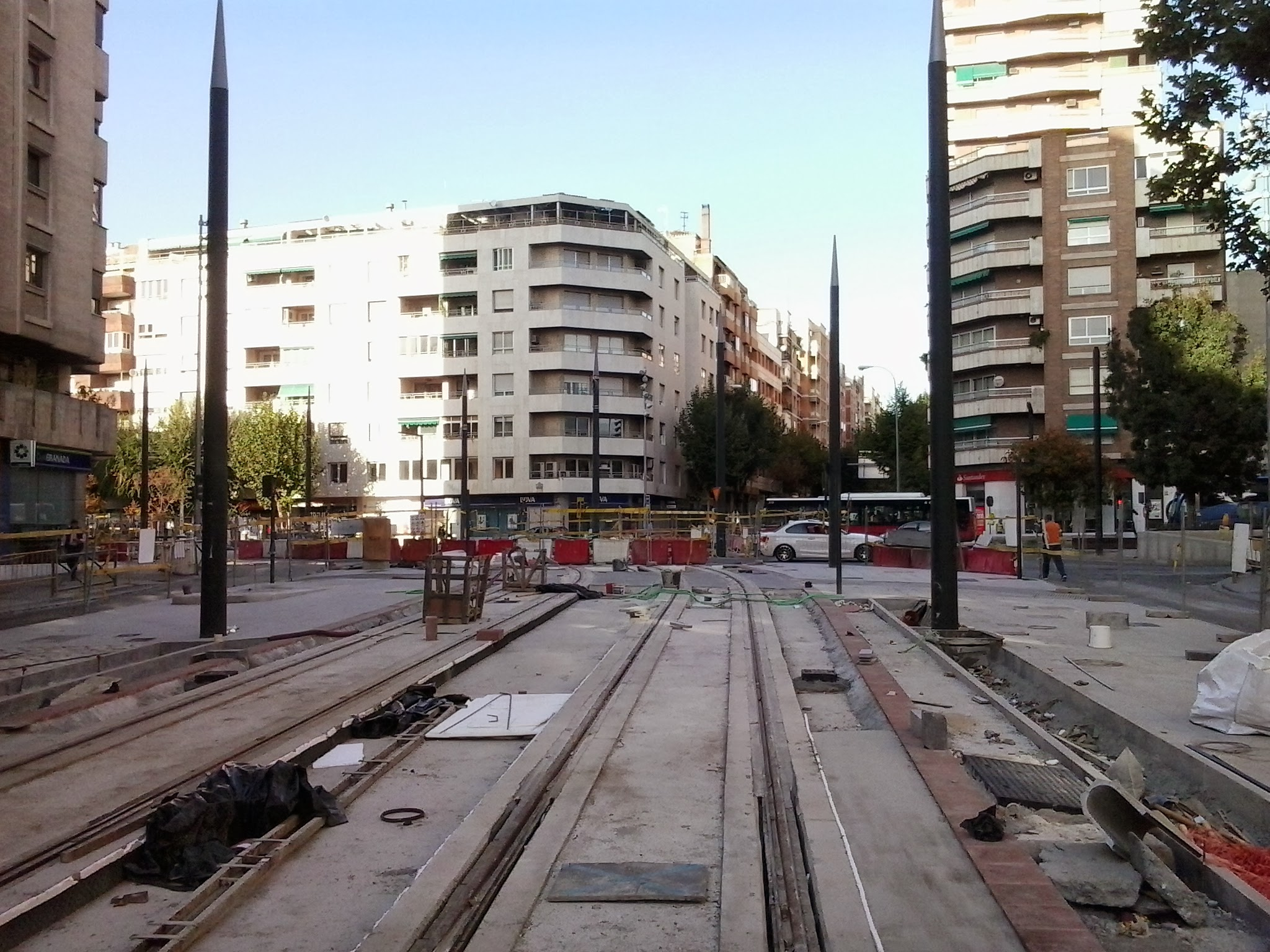
Construcción del metro

##### Autobús metropolitano
Granada dispone de una extensa red de líneas más de 65 regulares de bus interurbano que conectan la ciudad con su área metropolitana, incluyendo rutas nocturna. El sistema tarifario del área metropolitana está dividido en cuatro zonas (A, B, C y D) según la lejanía de cada municipio con respecto a la capital.
La red metropolitana de autobuses está gestionada por el Consorcio de Transporte Metropolitano del Área de Granada, un ente compuesto por la Junta de Andalucía, la Diputación de Granada y todos los ayuntamientos implicados.

##### Ferrocarril

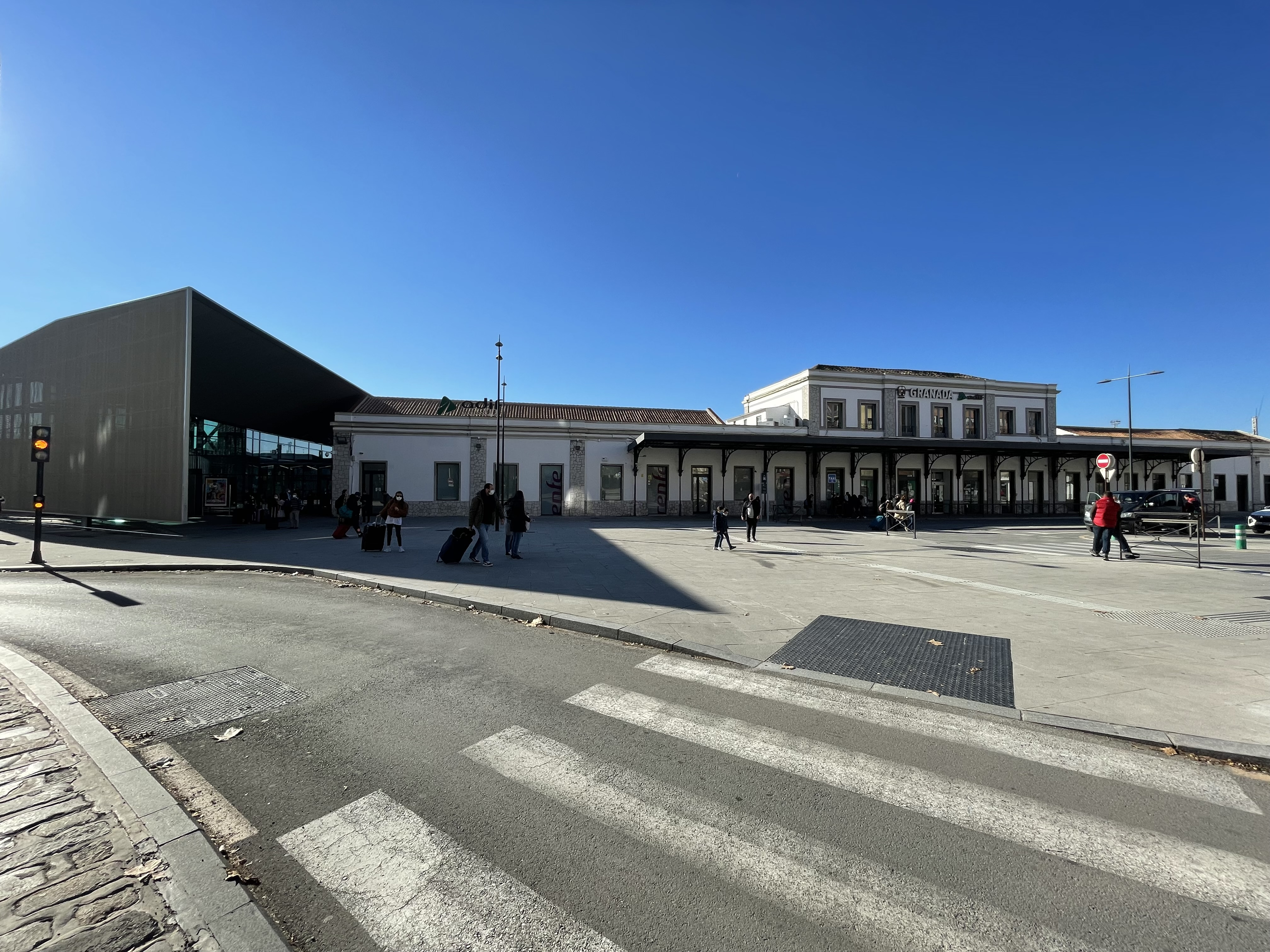
La Estación de Granada, en el barrio de Los Pajaritos

La estación de Granada está situada en el centro de la ciudad. A ella llegan dos líneas de ferrocarril: Moreda-Granada y Bobadilla-Granada. Sobre la base de esta última, se ha construido la línea de alta velocidad Antequera-Granada, que une Granada con el NAFA en Antequera-Santa Ana.
Posee diariamente conexiones nacionales directas a través de Renfe Operadora-Larga distancia: el Trenhotel Gibralfaro y el tren Arco García Lorca a Albacete, Valencia-Estación del Norte, Castellón, Tarragona y Barcelona Sants; y los dos trenes Talgo Altaria a Antequera-Santa Ana, Córdoba, Ciudad Real y Madrid-Atocha.
Asimismo dispone de conexiones regionales directas mediante Renfe Operadora-Media Distancia a Sevilla (línea 68), Almería (línea 68), Algeciras (línea 70), Antequera (líneas 68 y 70), Ronda (línea 70), Loja (líneas 68 y 70), Guadix (línea 68), y Linares-Baeza (línea 71).
Hay cierta sensibilidad social en la provincia hacia la reapertura del tramo ferroviario Guadix-Baza-Almendricos cuyo cierre en 1985 interrumpió la línea Granada-Murcia, el llamado ferrocarril del Almanzora, que conectaba el sureste peninsular con el arco mediterráneo.
El 25 de junio de 2019 se inauguró la conexión de Granada con la Alta Velocidad Española a través de la línea Antequera-Granada, conectando la ciudad con Madrid y Barcelona, entre otras importantes ciudades del país, e incluyendo una nueva línea de 122 kilómetros de longitud entre Antequera (Málaga) y Sevilla. Las obras duraron 10 años y supusieron una inversión de 1675 millones de euros.

##### Transporte aéreo

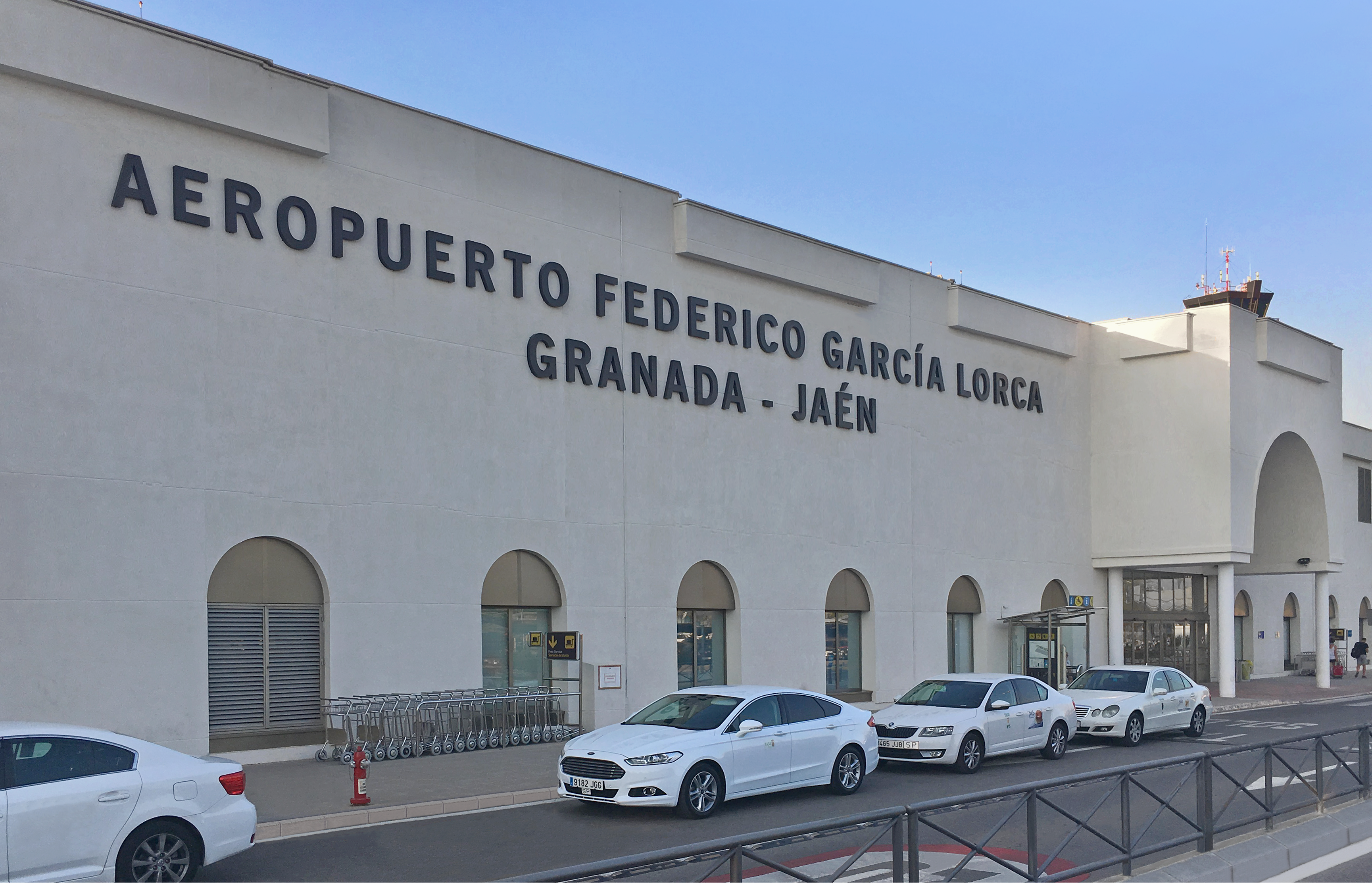
Terminal del aeropuerto Federico García Lorca Granada-Jaén

El aeropuerto Federico García Lorca Granada-Jaén (GRX), situado junto a 17 km al oeste de la ciudad, en la localidad de Chauchina, se trata del cuarto aeropuerto de mayor tamaño de Andalucía en número de pasajeros y carga, con un total de 753 142 pasajeros en el año 2016.
Su oferta de vuelos comerciales incluye un total de catorce destinos. Entre ellos, hay vuelos internacionales a diversas ciudades de Europa, como Londres-London City, Londres-Gatwick, Mánchester, París-Charles de Gaulle, Nantes-Atlantique, Berlín-Tegel o Milán-Malpensa. En cuanto a España se refiere, las conexiones de Granada son Madrid-Barajas, Barcelona-El Prat, Palma de Mallorca, Bilbao, Melilla, Gran Canaria y Tenerife Norte y Valencia.

## Patrimonio

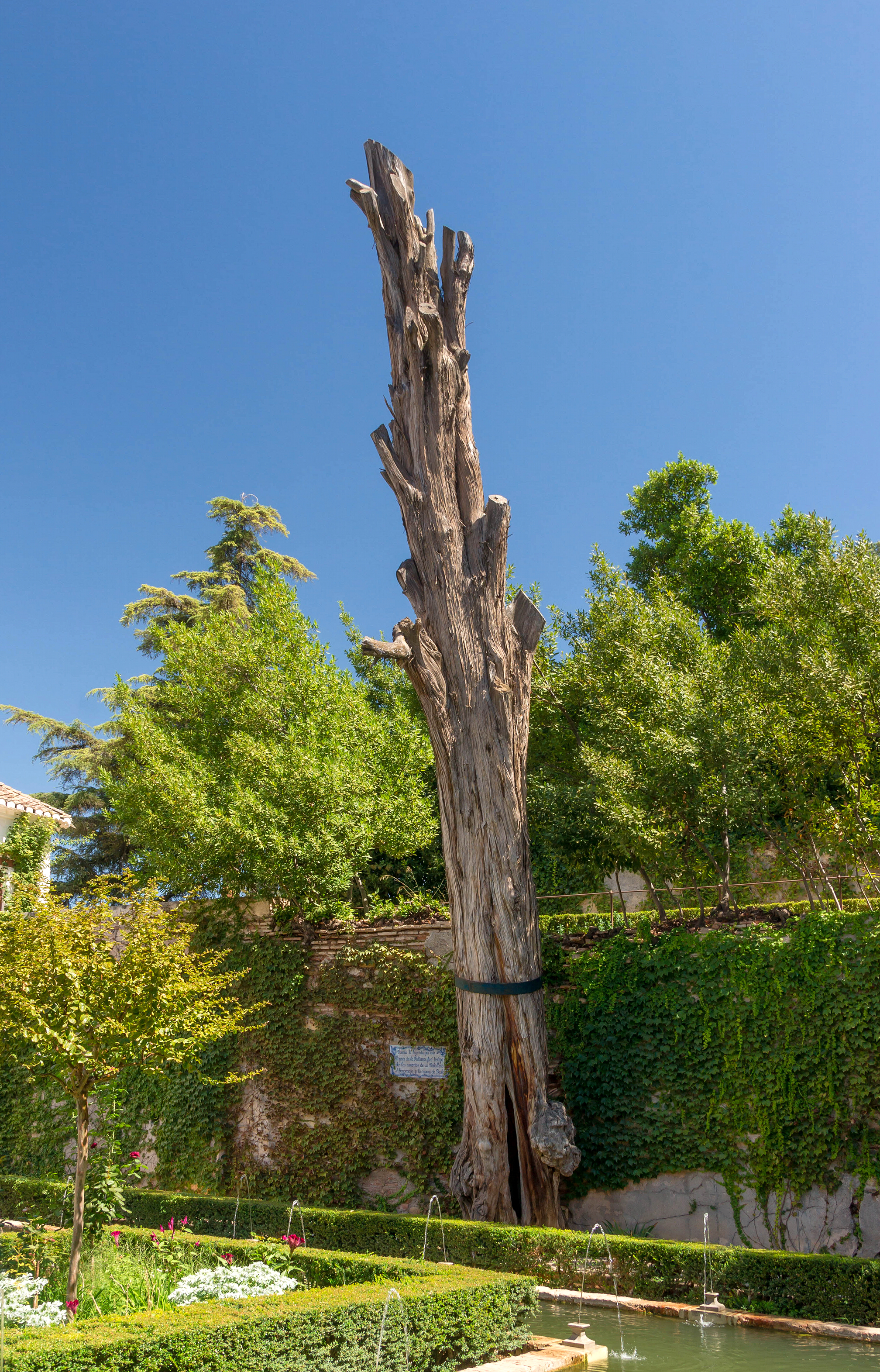
Famoso tronco del Ciprés de la Sultana, en los jardines del Generalife

La mayor riqueza artística de Granada es el arte hispanomusulmán y, en especial, la ciudad palatina de la Alhambra y el Generalife, este último un palacio de recreo con un jardín de planta actualmente romántica, destacable tanto por su emplazamiento y disposición como por la diversidad de flores, plantas y juegos de agua. La Alhambra es la culminación del arte nazarí, obra que se realizó en los siglos XIII y XIV, correspondiendo la mayor parte de lo edificado a la época de Yusuf I y Mohamed V, entre 1333 y 1354.
En la actualidad, la fisonomía de la ciudad de Granada es típicamente burguesa, con mucho peso de la arquitectura del siglo XIX y numerosos edificios renacentistas y barrocos.
La Alhambra

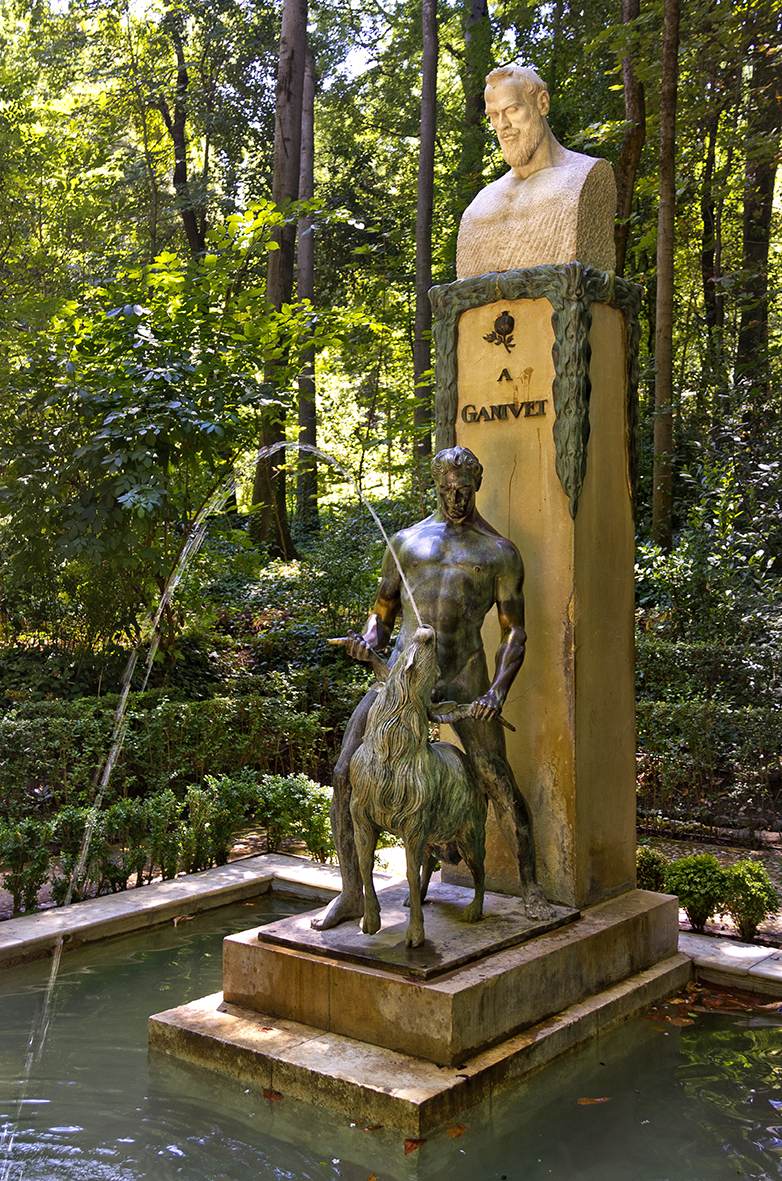
Monumento a Ángel Ganivet

La Alhambra, la ciudad palatina nazarí declarada Patrimonio de la Humanidad por la Unesco en 1984 es, sin duda, el monumento más emblemático de Granada. Consta de una zona defensiva, la Alcazaba; otra de carácter residencial y representativo, los palacios Nazaríes; y una última de ocio, el Generalife, que consta de palacio, jardines y huertas.
El actual conjunto arquitectónico de la Alhambra es obra de muchos siglos de ampliaciones y destrucciones. Las primeras obras de construcción de un palacio-alcazaba se deben al fundador de la dinastía nazarí Muhammad I, en el siglo XIII, si bien ya existía una fortificación anterior desde al menos el siglo IX.
Sucesivamente todos los gobernantes del Reino de Granada añadirán elementos a la edificación siendo especialmente importantes las obras realizadas durante los mandatos de Yusuf I y Muhammad V. Tras la conquista castellana de la ciudad es durante el reinado de Carlos I cuando se realizan las mayores modificaciones destruyéndose parte del palacio nazarí para construir el llamado palacio de Carlos V. Las obras de este palacio, una de las obras más importantes del Renacimiento español, comenzarían en 1533 y se prolongarían hasta 1957.

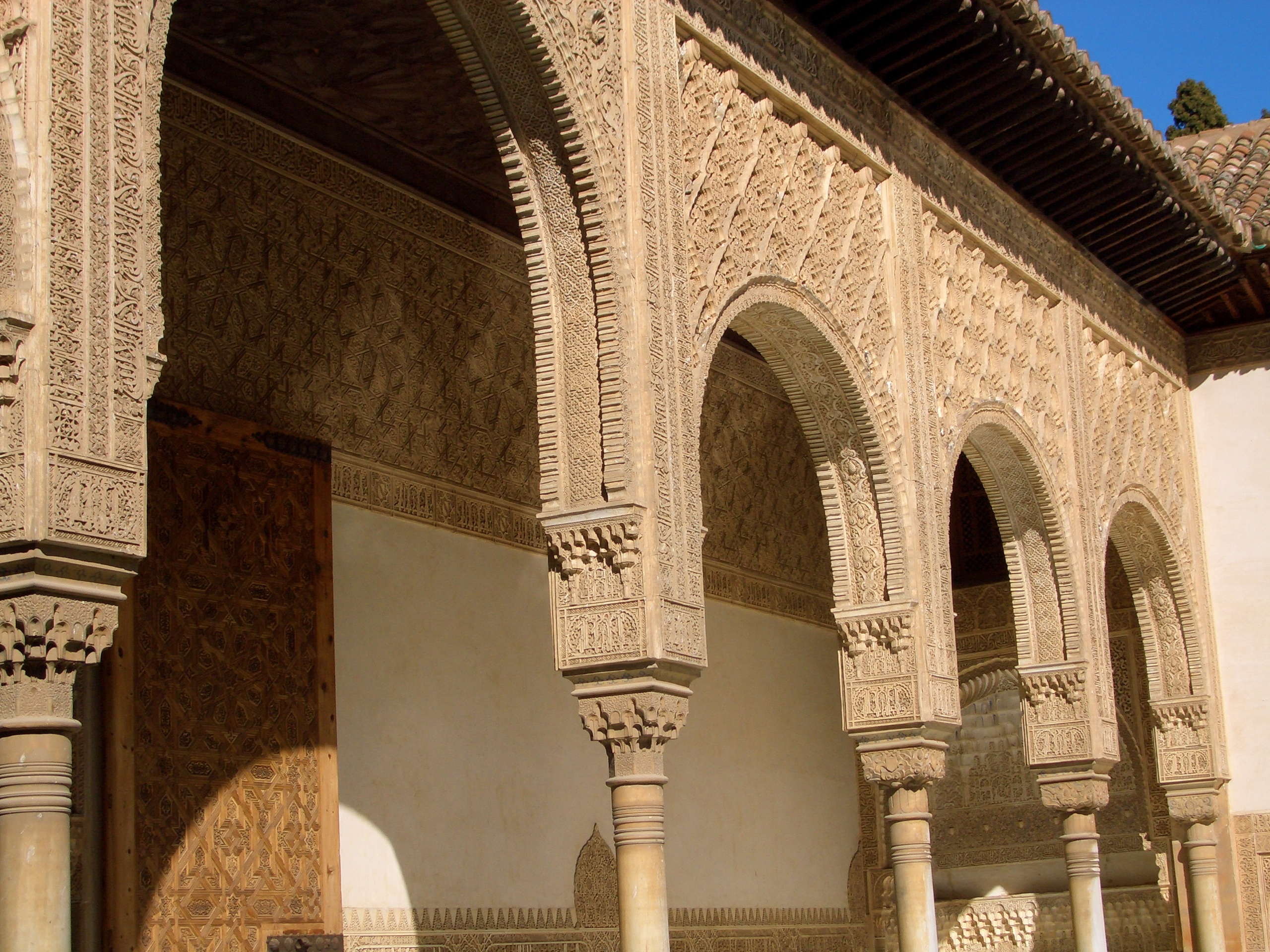
Detalle del pórtico del patio de los Arrayanes en el palacio de Comares

Durante los siglos XVII y XVIII el monumento fue perdiendo poco a poco su importancia llegándose a construir viviendas en su interior utilizando elementos de los palacios originales. Esto, unido a las voladuras realizadas por los ejércitos napoleónicos en su retirada de la ciudad en 1812, fue causa de gran deterioro en las defensas y edificios de la Alhambra. En 1870 es declarada Monumento Nacional y comienzan las obras de restauración con expropiaciones de terrenos particulares y edificios construidos en su interior bajo la supervisión del recién creado Patronato de la Alhambra.
En la actualidad el conjunto de la Alhambra y el Generalife es uno de los monumentos más visitados de España. El visitante accede a él a través de la puerta de la Justicia para llegar a la plaza de los Aljibes. Desde aquí es posible visitar la alcazaba, fortificación militar edificada en el siglo XIV, armada con la gran torre de la Vela y utilizada como control de acceso a los palacios y como defensa ante ataques a la edificación.
La plaza de los Aljibes también comunica el acceso principal con la zona residencial a través de la Puerta del Vino.
En esta zona se diferencian los alcázares reales de la llamada Alhambra Alta. Esta última era la zona de residencia de altos cargos granadinos. En este lugar es posible observar, entre otros edificios, el antiguo Convento de San Francisco (actualmente Parador Nacional) que albergó los cuerpos de los Reyes Católicos hasta la construcción de la capilla Real. Los palacios reales de la Alhambra, lugar de residencia y administración de los reyes de Granada y su familia, constan de una serie de edificios y patios construidos durante todo el periodo nazarí de la ciudad. Pero no es de origen andalusí el primer edificio que ocupa su recinto, el palacio de Carlos V se encuentra desde el siglo XV en el lugar en el que anteriormente se localizaba la galería sur del palacio de Comares. Entre los palacios nazaríes destacan especialmente el palacio de Comares, edificado por Yusuf I y que contiene en su interior el patio de los Arrayanes y el Cuarto Dorado y el palacio de los Leones, obra de Muhammad V y en cuyo recinto es posible visitar la sala de Mocárabes, la sala de los Reyes o el patio de los Leones. Entre los valores artísticos de estas construcciones destaca la decoración a base de yeserías con motivos epigráficos o geométricos que representan los máximos exponentes de esta técnica en la península.
El Generalife

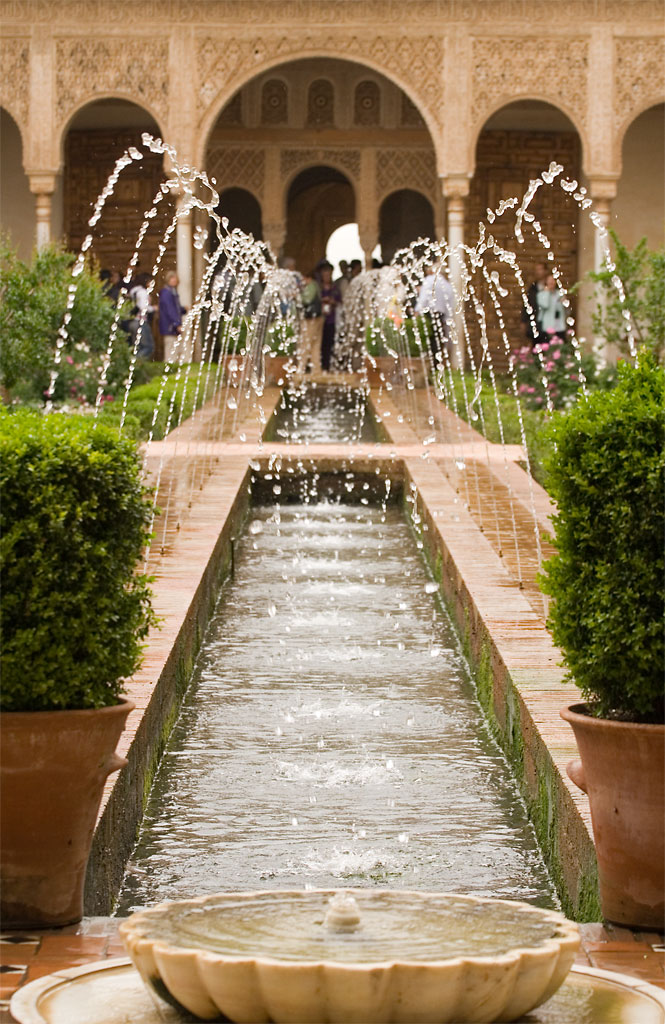
Generalife

El Generalife es una zona de jardines anexos a la Alhambra que se convirtió en lugar de recreo y descanso de los reyes musulmanes granadinos cuando éstos querían huir de la vida oficial del palacio.
Consta de un palacio y varios jardines, paseos y miradores resultado de las diferentes ampliaciones y modificaciones realizadas en el lugar, muchas de ellas del siglo XX. El lugar fue urbanizado como huerta en el siglo XII por iniciativa de Muhammad II, en un principio sin pretender ser el lugar de ocio y descanso que tuvo más tarde. La ampliación de 1319, obra de Ismail I, supuso la llegada de las canalizaciones de agua procedentes del cercano río Darro y con ella la construcción de fuentes y sistemas de riego.
El espacio ocupado por los jardines se articula en torno a terrazas y está delimitado por altos muros en el más estricto modelo de jardín privado muy presente en la cultura medieval. De hecho parte de estos jardines se encuentran dentro del palacio del Generalife o limitados por sus estancias como el patio de la Acequia o la escalera del Agua donde además es posible advertir la importancia de las fuentes y canales en el concepto de jardín de la época.
Parte de la imagen actual de los jardines se debe a modificaciones posteriores a la época nazarí. Las remodelaciones efectuadas después del siglo XV son habituales y muy patentes en algunas partes del conjunto. En el jardín del Ciprés de la Sultana, por ejemplo, el edificio y el estanque construidos se corresponden con el reinado de Felipe II. También existen zonas, los miradores y jardines románticos, reurbanizados durante el siglo XIX según la mentalidad de la época.
Catedral
La catedral de Granada se asienta sobre la Gran Mezquita nazarí de Granada, en el centro de la ciudad. Se inició su construcción durante el renacimiento español, a comienzos del siglo XVI, poco después de la conquista de Granada por parte de los Reyes Católicos, encargando las obras a Juan Gil de Hontañón y Enrique Egas. En el reinado de Carlos I de España se realizaron numerosas construcciones en la ciudad de Granada, por lo que la catedral es coetánea al palacio cristiano de la Alhambra, la Universidad y la chancillería (tribunal supremo).

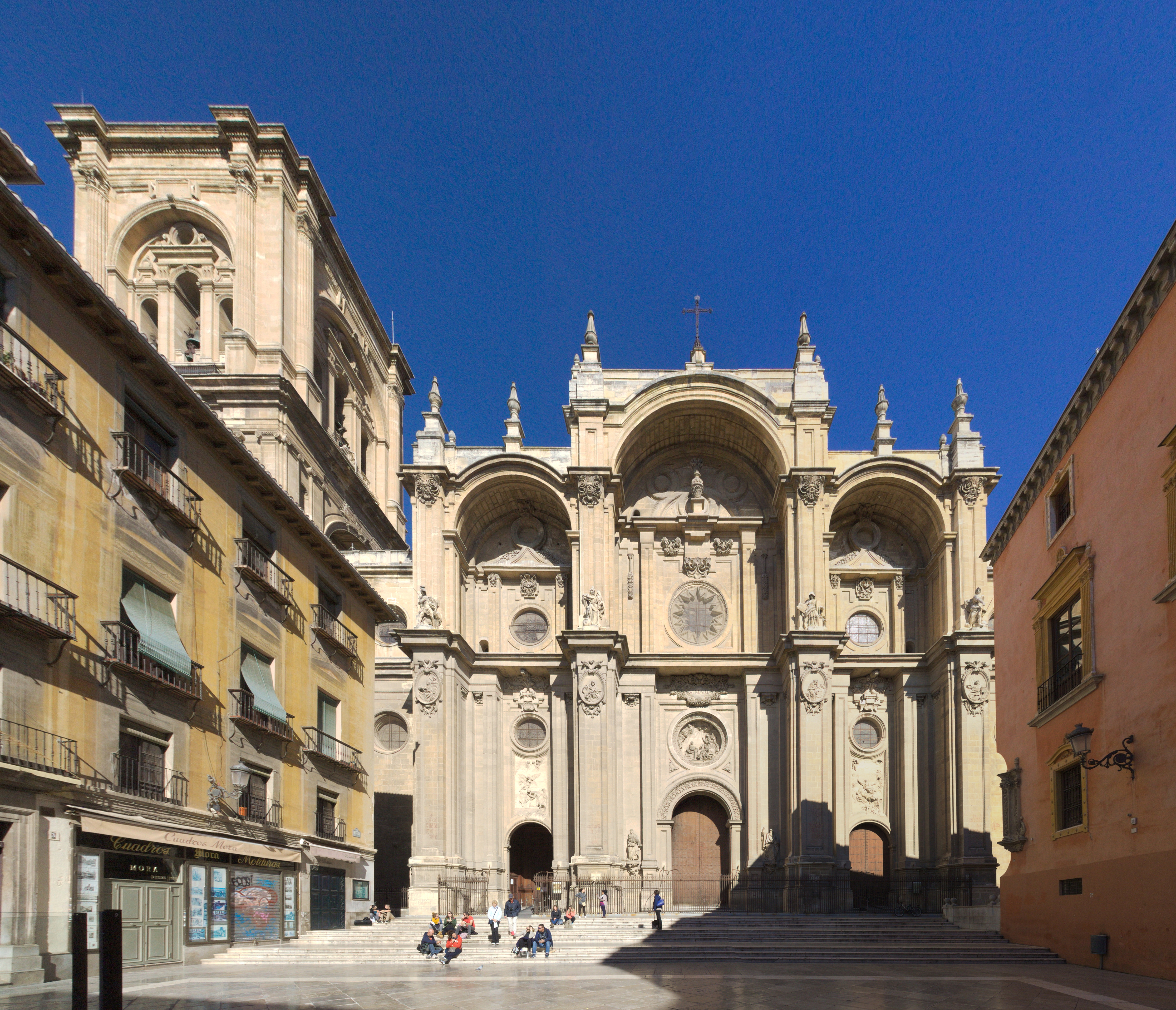
Catedral de Granada

El templo se concibió tomando como modelo la catedral de Toledo, por lo que inicialmente fue un proyecto gótico, tal y como era habitual en la España de las primeras décadas del siglo XVI. Sin embargo, cuando se relevó a Egas y se encargó la continuación de la obra a Diego de Siloé en 1529, este retomó el proyecto aprovechando lo ya construido y modificó el planteamiento hacia una estética plenamente renacentista.
El autor trazó las líneas renacentistas de todo el edificio sobre los cimientos góticos, con girola y cinco naves en lugar de las tres habituales. A lo largo del tiempo, se continuaron desarrollando proyectos artísticos de importancia. Es el caso de la reforma de la fachada principal, emprendida en 1664 por Alonso Cano (1601-1667), en la que se introducen elementos barrocos. En 1706 Francisco de Hurtado Izquierdo y posteriormente su colaborador José Bada construyen el actual sagrario de la catedral.
De los componentes del templo destaca la capilla Mayor, donde se encuentran las estatuas orantes de los Reyes Católicos, que está compuesta por una serie de columnas corintias sobre cuyo capitel se encuentra el entablamento y sobre este la bóveda, que se encuentra, al igual que los espacios inferiores sobre las columnas, horadada, albergando una serie de ventanales. El sagrario, de 1706, mantiene las proporciones clásicas del templo, manteniendo las columnas múltiples del crucero las formas del orden compuesto de Siloé.
Capilla Real
La capilla Real de Granada, obra Enrique Egas, es el edificio gótico más importante de la ciudad. Sus obras se iniciaron en 1505 después de que los Reyes Católicos decidieran construir en la ciudad un mausoleo para ellos mismos y sus descendientes. En su interior se encuentran los sepulcros de Isabel I de Castilla, Fernando II de Aragón, Juana la Loca y Felipe el Hermoso si bien el resto de los monarcas españoles fueron desde 1574 enterrados en el monasterio de El Escorial por expreso deseo del rey Felipe II.
El edificio se encuentra construido en el solar que hasta la conquista de la ciudad había ocupado la mezquita mayor de la ciudad. Se encuentra adosado a la catedral granadina y a la lonja y en sus alrededores se encuentra el edificio de La Madraza y la alcaicería siendo el conjunto uno de los lugares más frecuentados de la ciudad.
En su interior destaca el retablo mayor, obra de Felipe Bigarny, y en cuya decoración intervino Diego de Siloé que también había intervenido unos años antes en las obras de la catedral. La capilla conserva también obras pictóricas procedentes de la colección de Isabel la Católica, entre ellas dos tablas recientemente atribuidas a Juan de Flandes, copias del Tríptico de Miraflores de Rogier van der Weyden, y una Oración del huerto de Sandro Botticelli, además de obras de Pedro Berruguete o Alonso Cano. Es muy importante desde un punto de vista histórico la presencia, junto a otros motivos iconográficos cristianos, de un relieve en el sotabanco del retablo mayor representando la entrega de las llaves de la ciudad por parte del rey nazarí Boabdil a los reyes de Castilla y Aragón.
Otro de sus principales valores artísticos es la Reja Mayor que delimita el espacio de la capilla de los reyes y que representa una de las más importantes obras de la rejería de la época.
La capilla fue declarada Monumento Histórico Artístico en 1884, actualmente Bien de Interés Cultural (BIC), y es el segundo monumento más visitado de la ciudad después de la Alhambra.

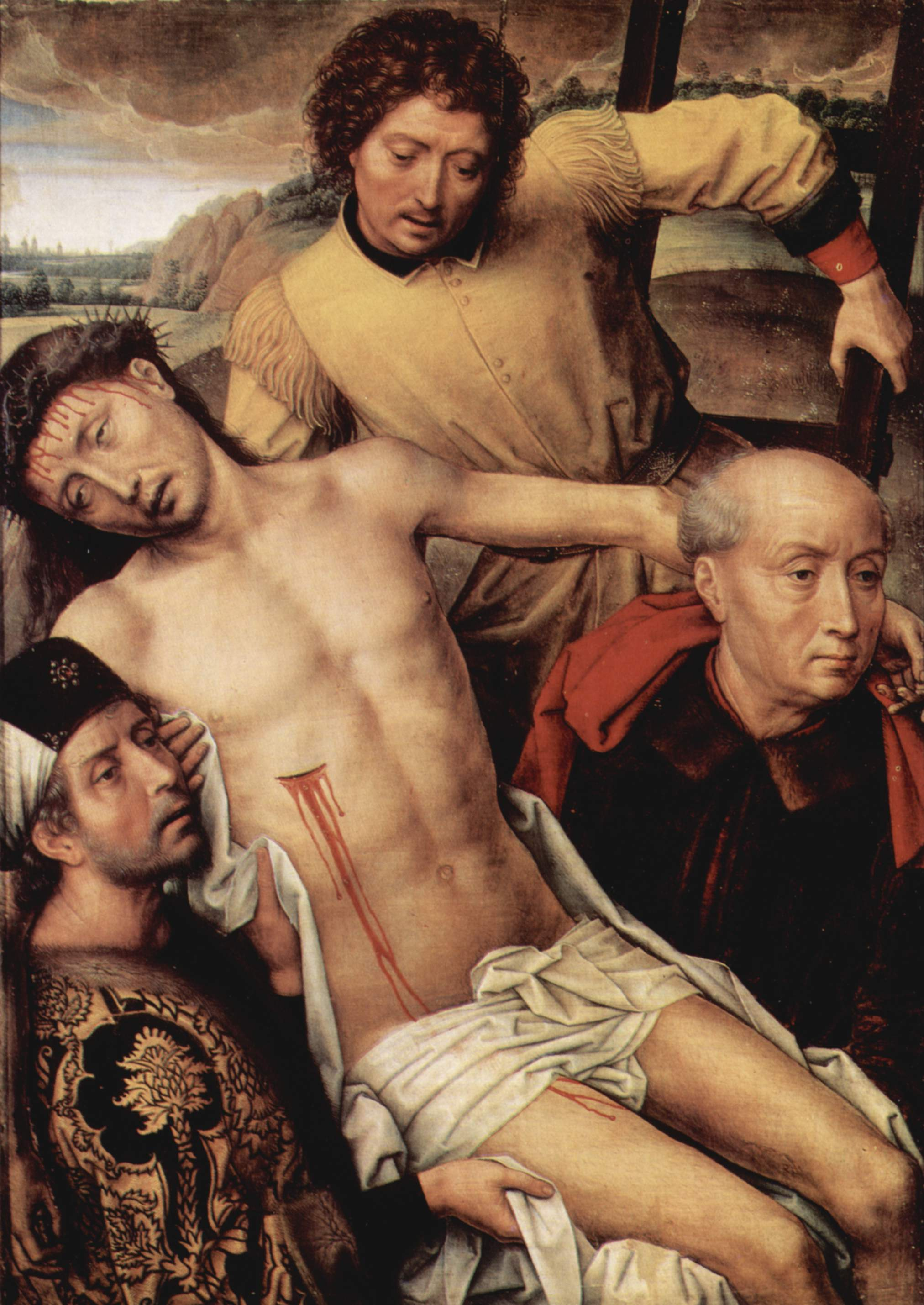
Hans Memling - Díptico de Granada, ala izquierda: Aceptación de la Cruz, h. 1475
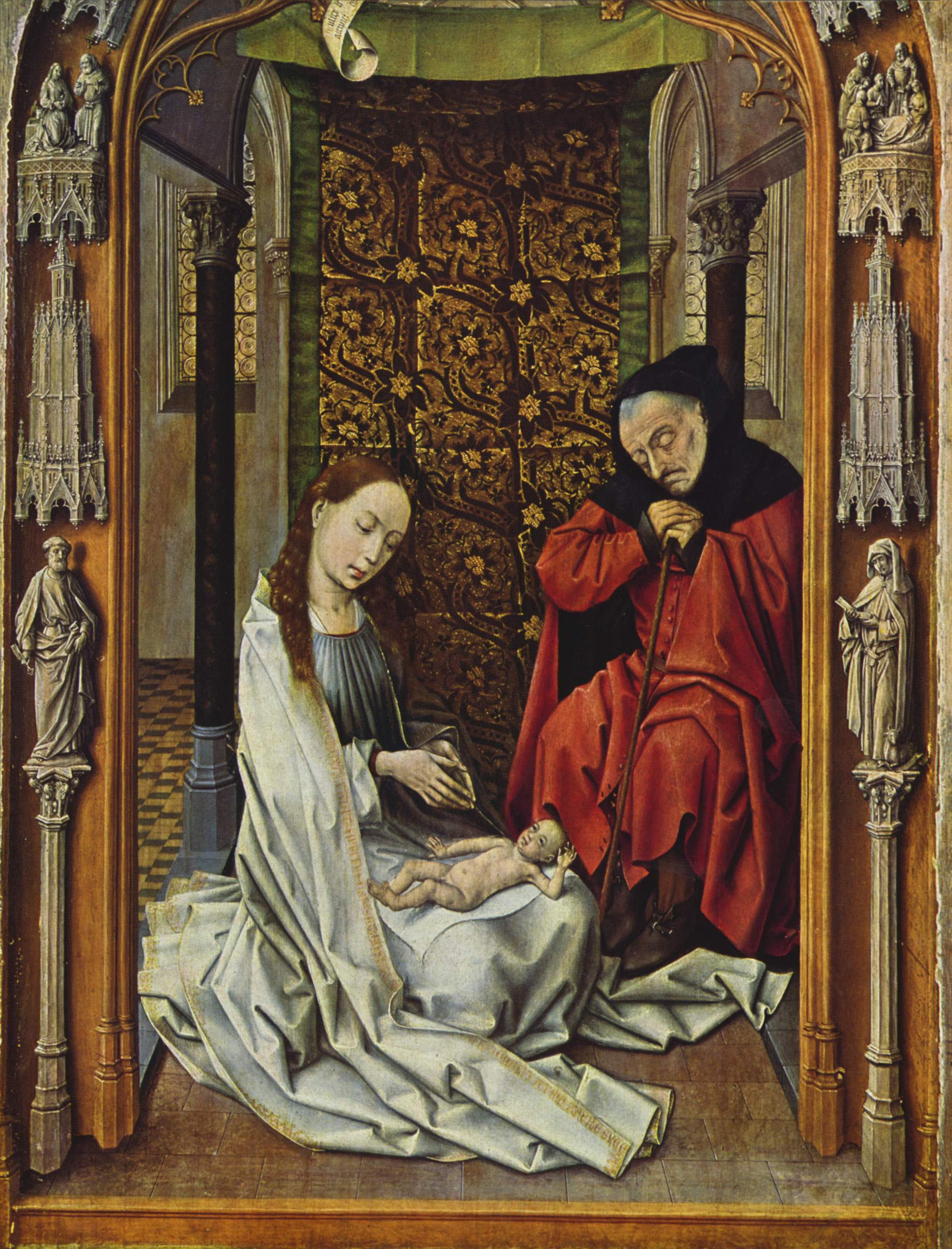
Atribuido a Juan de Flandes - Nacimiento de Cristo, 1435-1438
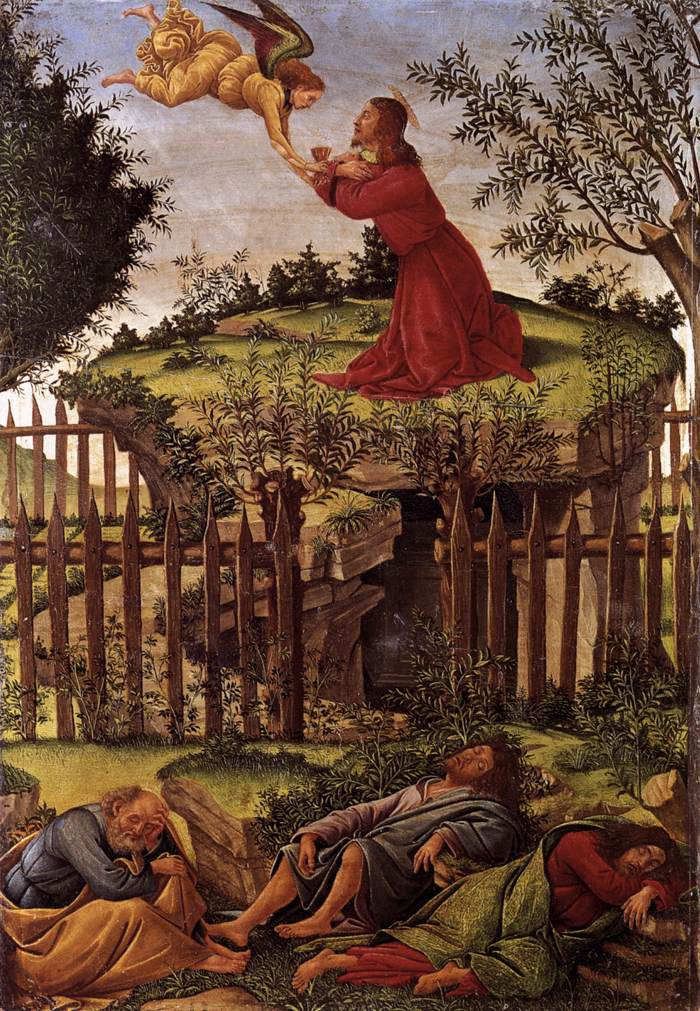
Sandro Botticelli - Oración del Huerto

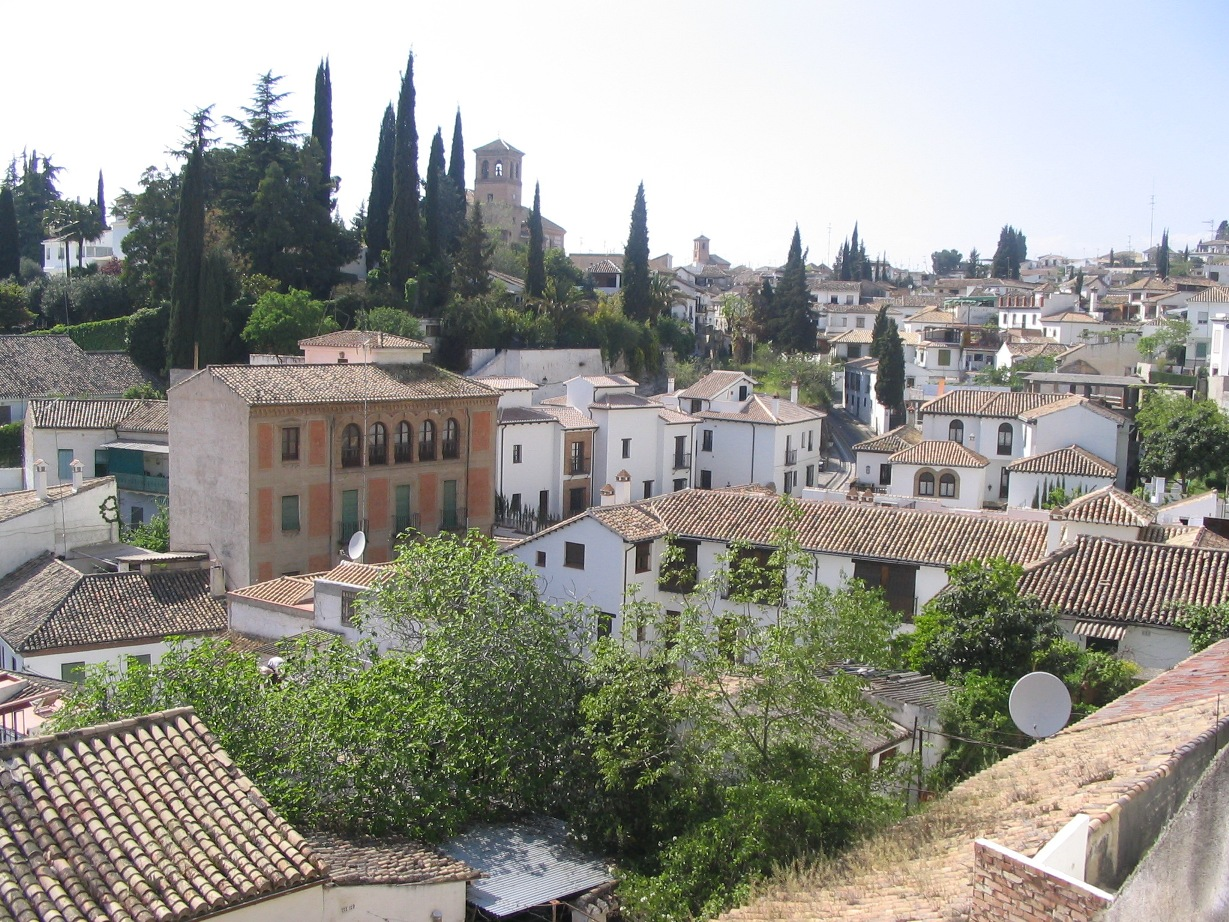
Albaicín

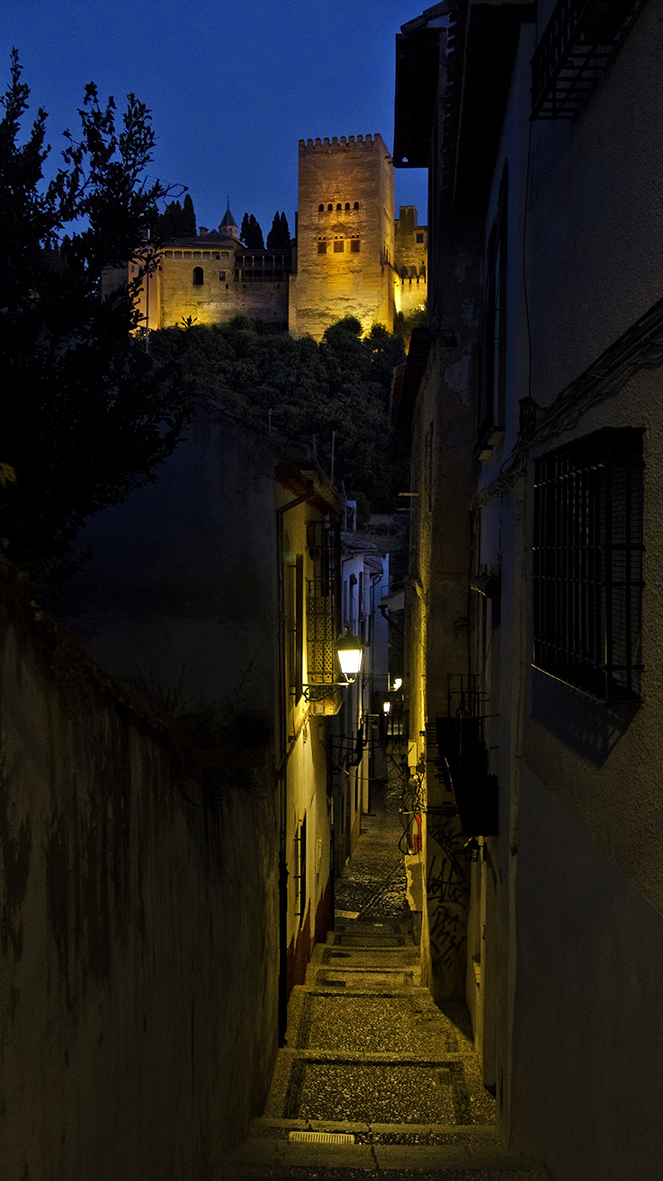
Torre de Comares desde el Albaicín

El Albaicín (o Albayzín) es un barrio de origen andalusí, muy visitado por los turistas que acuden a la ciudad, debido a sus connotaciones históricas, arquitectónicas y paisajísticas.
Declarado en 1984 Patrimonio de la Humanidad por la Unesco junto a la Alhambra y el Generalife, destacan sus construcciones y urbanismo de estilo morisco. Escenario de algunos de los episodios más importantes de la Granada medieval desde su poblamiento en el siglo XI, el Albaicín conserva los restos de varios tramos de la antigua muralla árabe, como la muralla zirí de la Alcazaba Cadima, la muralla nazarí o las torres de la Alcazaba. En los alrededores del río Darro se encuentra la Real Chancillería. Construida a partir de 1526 por Diego de Siloé y declarada Bien de Interés Cultural (BIC) en 1977, es uno de los mejores ejemplos de arquitectura renacentista de la ciudad.
El Albaicín suma a sus valores urbanísticos y arquitectónicos otros de índole paisajístico. Son muy populares los diversos miradores allí establecidos que ofrecen al visitante atractivas vistas del conjunto monumental de la Alhambra y el Generalife. Los miradores de San Cristóbal o San Nicolás, muy transitados por turistas, son buen ejemplo de ello.
Sacromonte

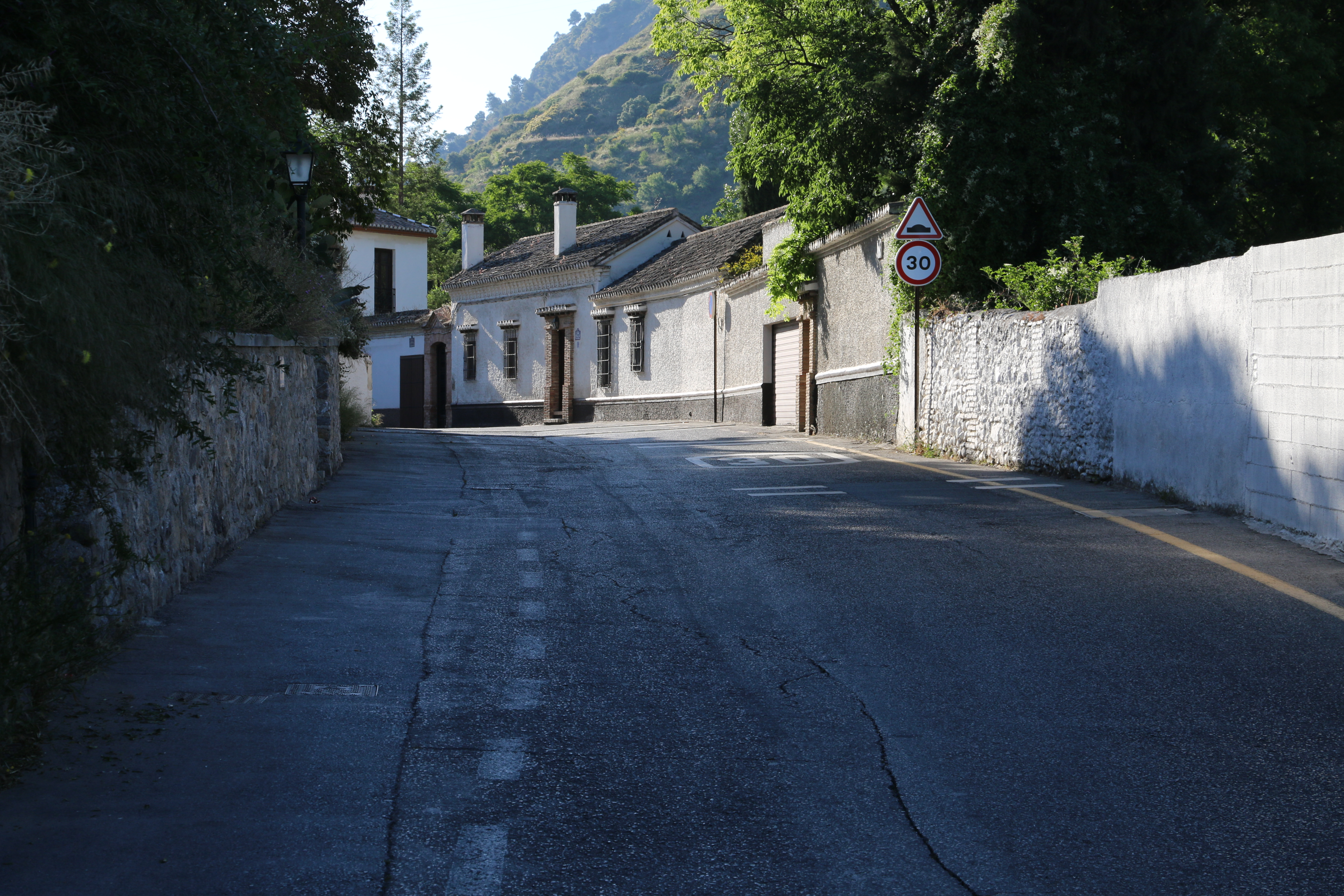
Calle típica del Sacromonte

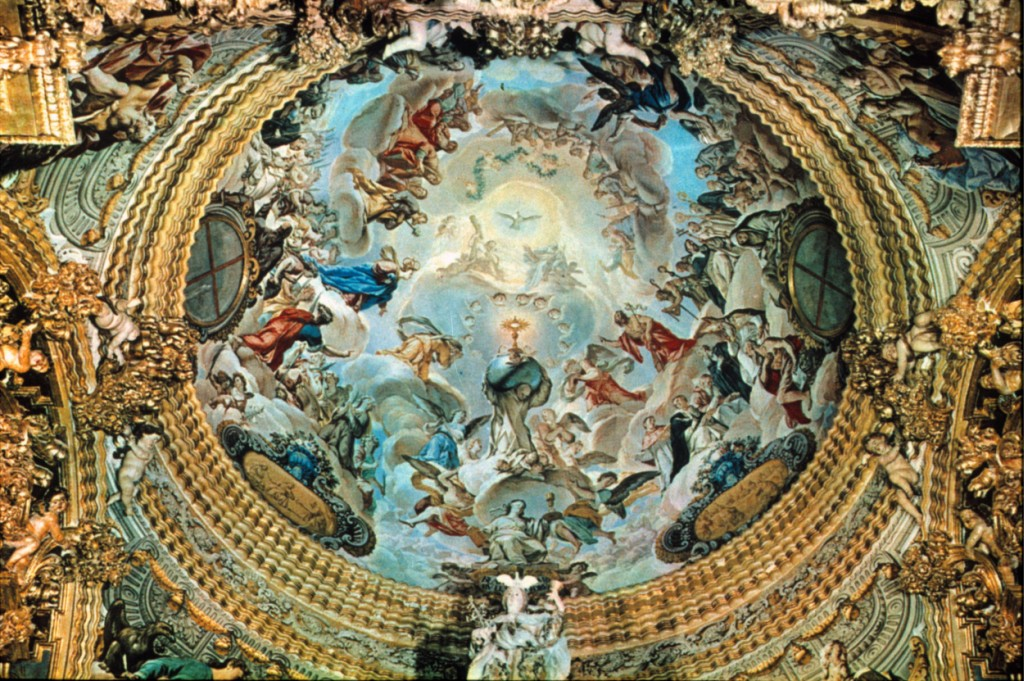
Cúpula del Sagrario de la Cartuja

El barrio de Sacromonte se halla en la colina de Valparaíso. Este barrio es conocido por ser el antiguo barrio de los gitanos, que se asentaron en Granada tras la conquista de la ciudad. Consiste en uno de sus barrios más pintorescos, cargado de tipismo, de cuevas encaladas, donde suenan rasgueos de guitarras, cantes y quejíos, por lo que con el tiempo se ha convertido en uno de los reclamos turísticos más importantes de Granada.
En la cumbre de esta colina se encuentra la abadía del Sacromonte y el colegio del Sacromonte, institución fundada en el siglo XVII, por el entonces arzobispo de Granada Pedro de Castro. La Abadía del Sacromonte se construyó con la idea de guardar las supuestas reliquias de los evangelizadores de la Bética.
El complejo está formado por Las Santas Cuevas, La Abadía (siglos XVII-XVIII), el colegio Viejo de San Dionisio Areopagita (siglo XVII) y el colegio Nuevo (siglo XIX).
En 2002 abrió sus puertas el Museo cuevas del Sacromonte, centro de interpretación del Sacromonte. El museo ocupa un espacio 4800 m cuadrados en el que se han recuperado para su visita hasta once cuevas en su estado original, tal y como las mantuvieron sus habitantes. En él se busca dar a conocer y ayudar a comprender la cultura, la historia y el entorno natural del valle del río Darro (Bien de Interés Cultural desde 2016). A través de estas once cuevas se dan a conocer la cueva-vivienda, la cuadra, los oficios tradicionales (cestería, fragua, telar, cerámica), una cueva exclusivamente dedicada a la historia del flamenco en el Sacromonte y otra especializada en la arquitectura troglodita en el mundo. En el exterior del recinto se puede disfrutar de un privilegiado mirador con vistas a la Alhambra, la ciudad y al valle del río Darro.
Cartuja
El monasterio de la Cartuja fue fundado en 1506 por la comunidad de monjes cartujos del monasterio de El Paular. El mecenas o promotor de la obra fue Gonzalo Fernández de Córdoba que donó para la edificación unos terrenos de huertas de su propiedad, con el fin de ser enterrado entre sus muros al amparo de las oraciones de los monjes. El lugar era conocido desde antiguo como Aynadamar y había sido almunia musulmana.
El Monasterio sufrió grandes desperfectos durante la Guerra de la Independencia y perdió mucho terreno en 1837 como consecuencia de la desamortización de Mendizábal. En la actualidad el monasterio pertenece a la Orden de los Cartujos, dependiendo directamente de la diócesis de Granada.
Destacan en el conjunto del edificio la portada con decoración plateresca a través de la cual se tiene acceso al edificio. En su interior tras atravesar el patio principal se encuentra la iglesia. Este edificio de estilo neoclásico posee una única nave se encuentra profusamente decorada con aportaciones de diferentes autores a lo largo de los dos siglos en los que estuvo ocupado el monasterio.

A través del patio se accede también al resto de dependencias del conjunto, el Sancta Santorum, buen ejemplo del barroco andaluz, el Refectorio, las dependencias de los monjes o la Sala Capitular de Legos de estilo gótico, edificaciones todas ellas construidas entre los siglos XVI y XVIII. Son muy destacables las diferentes imágenes, lienzos y retablos que decoran cada una de las estancias, todas ellas de gran importancia artística. Así es posible observar pinturas de Juan Sánchez Cotán, esculturas de José Risueño o muebles de taracea realizados por José Manuel Vázquez.

## Cultura
Eventos culturales

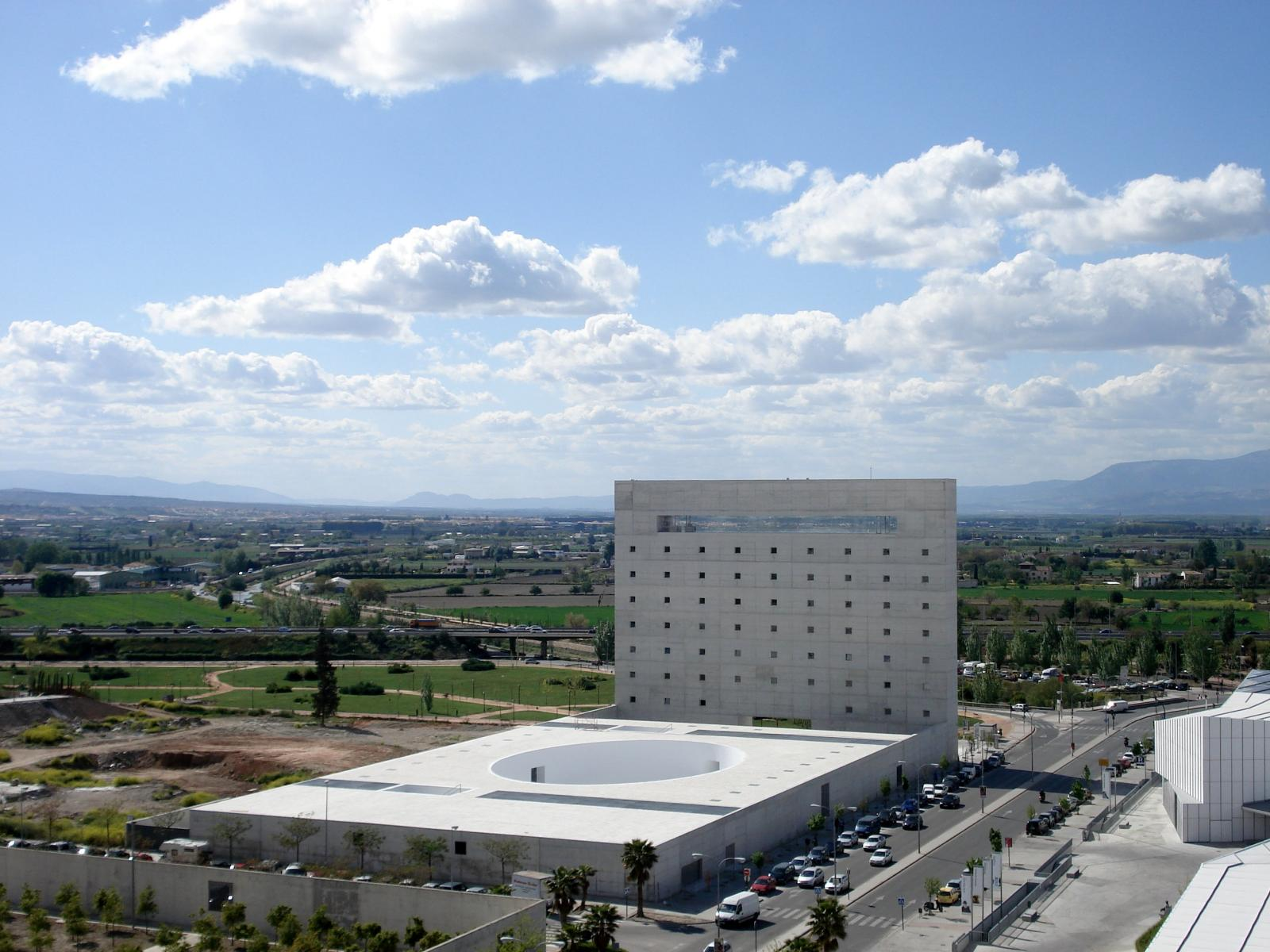
Centro cultural Caja Granada

Durante todo el año diversos organismos, tales como la Consejería de Cultura de la Junta de Andalucía, el ayuntamiento de la ciudad, la Universidad y empresas privadas, organizan o patrocinan actos culturales de todo tipo. La lista que se adjunta es meramente orientativa y se limita a señalar aquellos que están mejor referenciados y gozan de mayor solera y continuidad.
- Festival Internacional de Música y Danza de Granada,[201] es una muestra de arte de gran importancia y calidad, y una de las actividades culturales de Granada de mayor renombre y prestigio.
- Temporada anual de conciertos de la orquesta Ciudad de Granada,[202] en el auditorio Manuel de Falla.
- Festival Internacional de Jazz de Granada,[203] uno de los festivales más importantes y antiguos de Europa dedicado a esta música.
- Festival Internacional de Tango de Granada,[204] el festival dedicado a este género más antigua de Europa y uno de los más importantes del continente.
- Festival Internacional de Poesía Ciudad de Granada.[205] Se celebra en diversos auditorios de la ciudad y de la universidad, y entre sus actos se incluye la entrega del Premio Internacional de Poesía Federico García Lorca, considerado uno de los más importantes en el ámbito de la poesía en lengua española.
- Festival de Granada Cines del Sur,[206] dedicado a la producción cinematográfica de países de América Latina, África y Asia.
- Salón Internacional del Cómic de Granada,[207] que tuvo su primera edición en 1994. Durante una semana, un público proveniente de todo el país se entremezcla con autores europeos, americanos y japoneses.
- Salón del Manga FicZone de Granada,[208] evento dedicado al ámbito del manga, cultura japonesa, cómics, animación y ciencia ficción.
- Festival Internacional de Jóvenes Realizadores de Granada,[209] que atrae a actores y directores de cine de España y de diversos países del mundo.
- Feria Taurina del Corpus Christi.[210] Se celebra durante las fiestas mayores de la ciudad.

### Museos

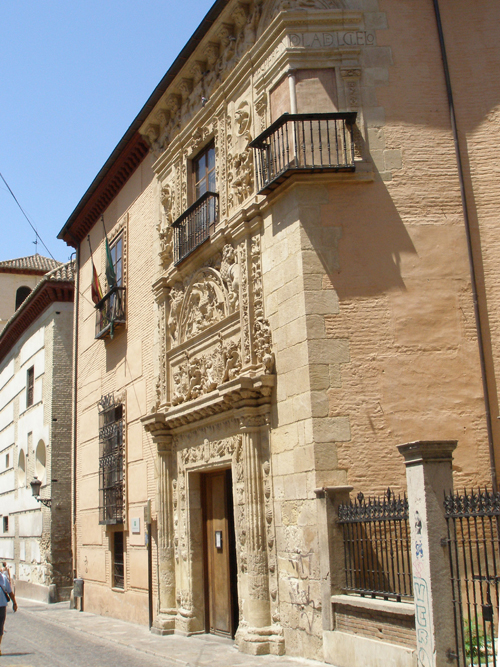
Casa de Castril, sede del Museo Arqueológico de Granada

Posee una amplia propuesta museística, variada y de calidad, donde se exponen colecciones de gran interés artístico, etnológico y cultural. El Museo Arqueológico y Etnológico de Granada, el Museo de Bellas Artes de Granada, el Museo de la Alhambra, el Parque de las Ciencias de Granada, el Centro José Guerrero, el Museo Memoria de Andalucía, el museo Cuevas del Sacromonte, el centro de interpretación del Valle del Darro o la Casa-Museo de Federico García Lorca son algunas de sus mejores muestras culturales.
Museo Arqueológico y Etnológico de Granada
El Museo Arqueológico de Granada fue creado en 1867; si bien hasta 1879 fue considerado un mero Gabinete de Antigüedades dependiente de la Comisión de Monumentos de Granada, que formó su primera colección con los fondos de la Comisión de Monumentos, con dos secciones: Arqueológica y de Bellas Artes. En 1917 se adquirió la Casa de Castril para trasladar el museo a ese lugar. La Casa de Castril está considerada como uno de los mejores palacios renacentistas de Granada. Fue debidamente modificada para poder alojar el museo en sus estancias. Limítrofe a la Casa de Castril se hallaba la Casa del pintor Rafael Latorre que fue adquirida en 1962 como ampliación del museo. En 1980 se concibió una nueva sala, la Sección Etnológica, que nunca llegó a abrirse. Los contenidos del museo abarcan hallazgos arqueológicos del paleolítico y neolítico efectuados en la provincia de Granada, así como piezas íberas, fenicias, romanas y árabes de notable valor.
Parque de las Ciencias

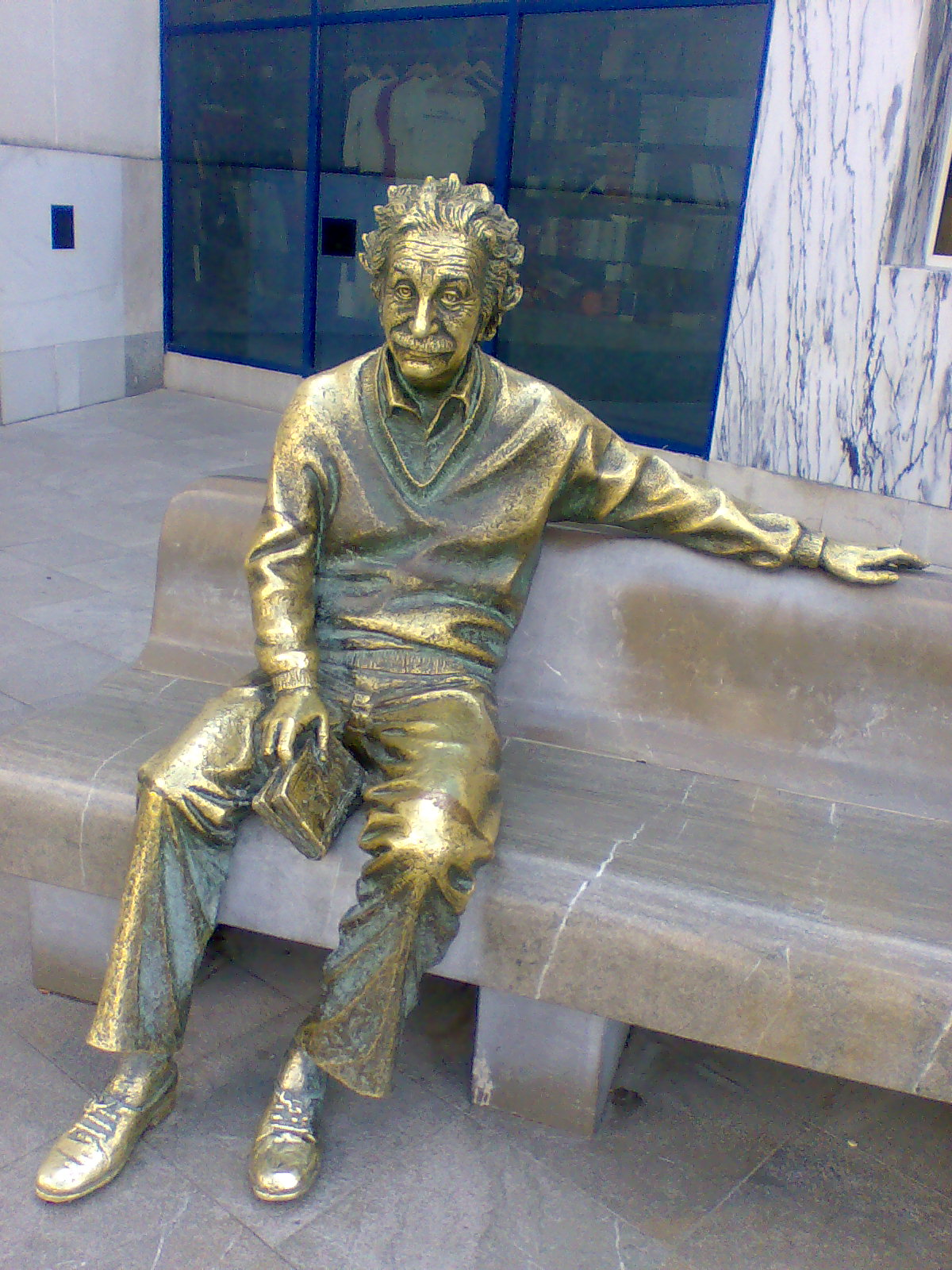
Escultura de Albert Einstein situada en un banco a la entrada del Parque de las Ciencias

El Parque de las Ciencias de Granada es el primer museo interactivo de ciencia de Andalucía y uno de los más relevantes de España. Desde su inauguración, en mayo de 1995, ha crecido en tres fases hasta constituir los más de 26 000 m cuadrados que conforman su superficie. En noviembre de 2008 se inauguró la cuarta fase de ampliación, que duplicó la superficie del centro y también sus contenidos. El parque de las Ciencias está situado en una zona céntrica de Granada y se ha convertido en uno de sus principales reclamos turísticos, especialmente para alumnos de todos los centros educativos de Andalucía. El parque lo conforman una serie significativa de exposiciones permanentes y temporales. El Consorcio que participa en el Parque de las Ciencias está formado por una serie de instituciones públicas de la Junta de Andalucía, Consejo Superior de Investigaciones Científicas, (CSIC), Diputación Provincial, Ayuntamiento, Universidad y corporaciones privadas.
Museo de la Memoria de Andalucía de Caja Granada
El Museo de la Memoria de Andalucía está situado frente al Parque de las Ciencias, en un espacio arquitectónico de vanguardia diseñado por el arquitecto Alberto Campo Baeza. Cuenta con una colección que muestra la memoria artística de Andalucía como una región conectada con el mundo, desde los artistas y viajeros románticos, pasando por Picasso y Braque, José Guerrero, Louise Borgeoise, Luis Gordillo y un largo etcétera. Vinculado a la Obra social de CajaGranada, su objetivo es llegar a todos los públicos, escolares, familias, turistas y grupos con riesgo de exclusión social.
Jardín botánico de la Universidad de Granada

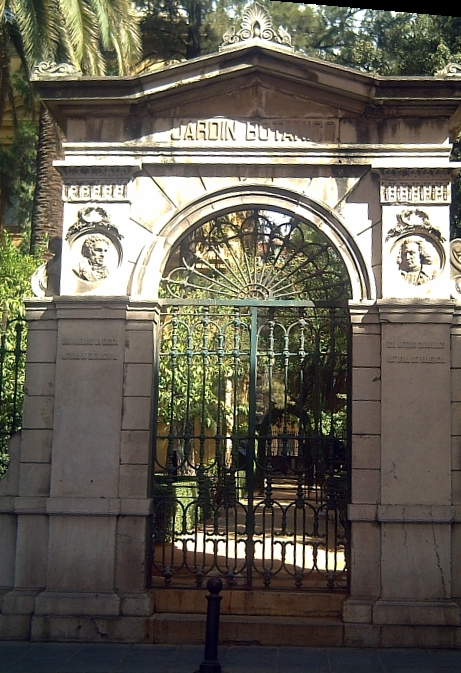
Puerta de acceso al jardín botánico de la Universidad de Granada

La Universidad de Granada cuenta con un jardín botánico situado en la facultad de Derecho. La verja y portada fue construida a partir del año 1882 por el arquitecto Juan Monserrat Vergés y tras varias etapas de abandono es restaurado a finales del siglo XX recuperando su antiguo trazado y adquiriendo la función docente que con el tiempo había perdido. Cuenta en la actualidad con alrededor de 70 árboles de diferentes especies entre las que destacan especialmente el ginkgo biloba o el pinus canariensis, además de otros ejemplares de más de un siglo de edad.
Museo de Bellas Artes de Granada
El Museo de Bellas Artes de Granada tiene su sede en el palacio de Carlos V, un edificio del Renacimiento anexo a la Alhambra. El origen de este Museo de Bellas Artes se debe a la desamortización de Mendizábal (1837), que supuso la dispersión de numerosas obras de arte que habían pertenecido a órdenes religiosas y que fueron recogidas en este lugar.

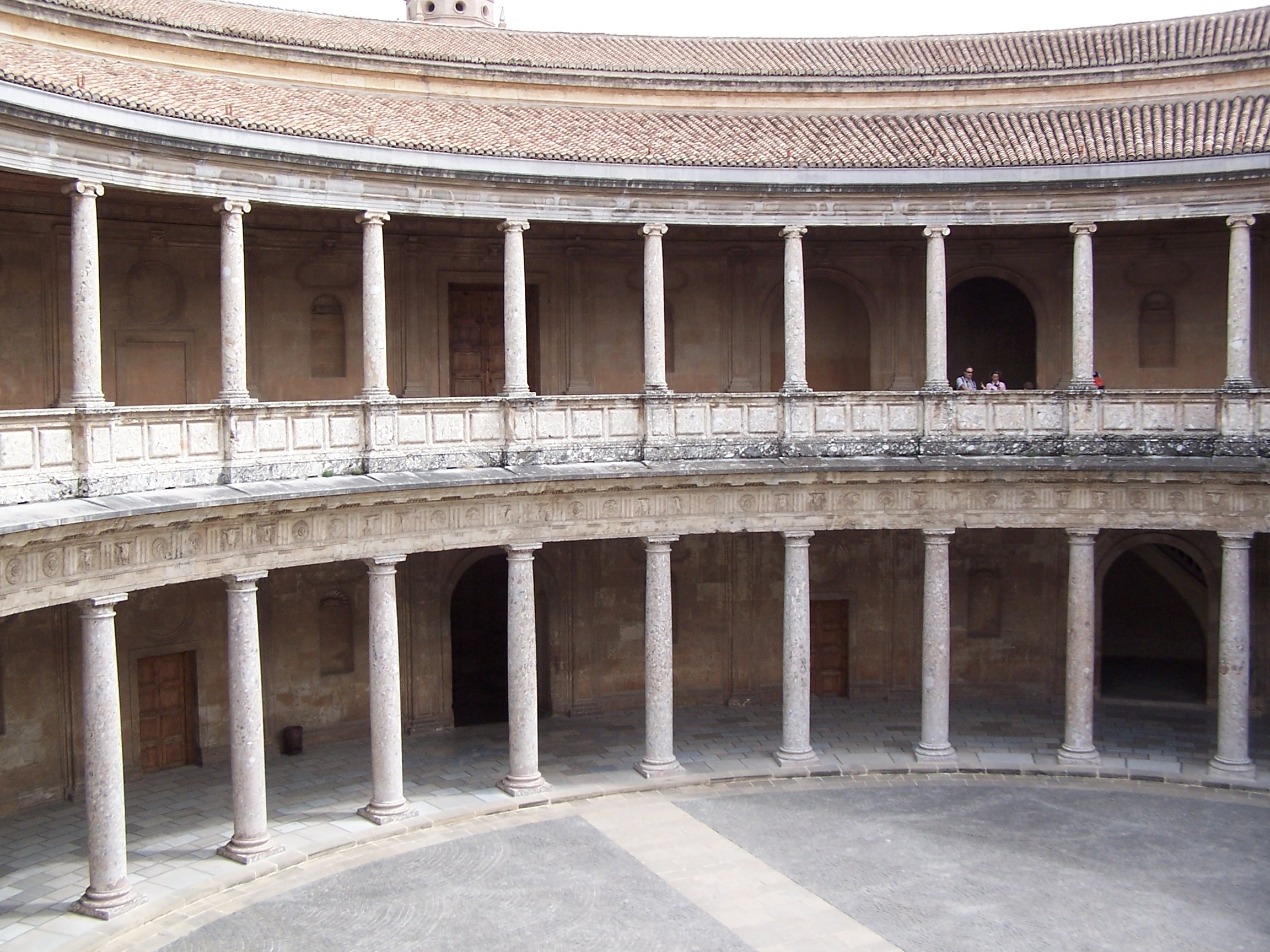
Palacio de Carlos V, sede del Museo de Bellas Artes de Granada

Después de pasar por varias ubicaciones, en 1923 se ubica en la Casa de Castril donde compartiría espacio con el Museo Arqueológico y la Real Academia de Bellas Artes. En el siglo XIX se planteó la oportunidad de recuperar como sede del museo el palacio de Carlos V. El proceso fue largo: el 6 de octubre de 1958, se inauguró finalmente el Museo de Bellas Artes de Granada en su nueva ubicación de la planta primera del palacio de Carlos V, donde permanece desde entonces. El Museo fue sometido a una reforma en fecha reciente que se presentó en enero de 2008. Actualmente está gestionado por la Consejería de Cultura de la Junta de Andalucía.
Las colecciones del Museo están formadas principalmente por pinturas y esculturas, desde el siglo XV hasta el XX. Los fondos más amplios y ricos proceden de fundaciones religiosas desamortizadas en el siglo XIX. Se han sumado posteriormente obras depositadas por el Museo del Prado, así como compras, tanto ejemplos de arte reciente como de viejos maestros. Entre las piezas más antiguas, destaca una réplica de la escultura de Santa María de la Alhambra, que presidía la Puerta de la Justicia de la Alhambra, y de sus obras pictóricas destaca el Bodegón del cardo, de Sánchez Cotán.
Museo de la Alhambra

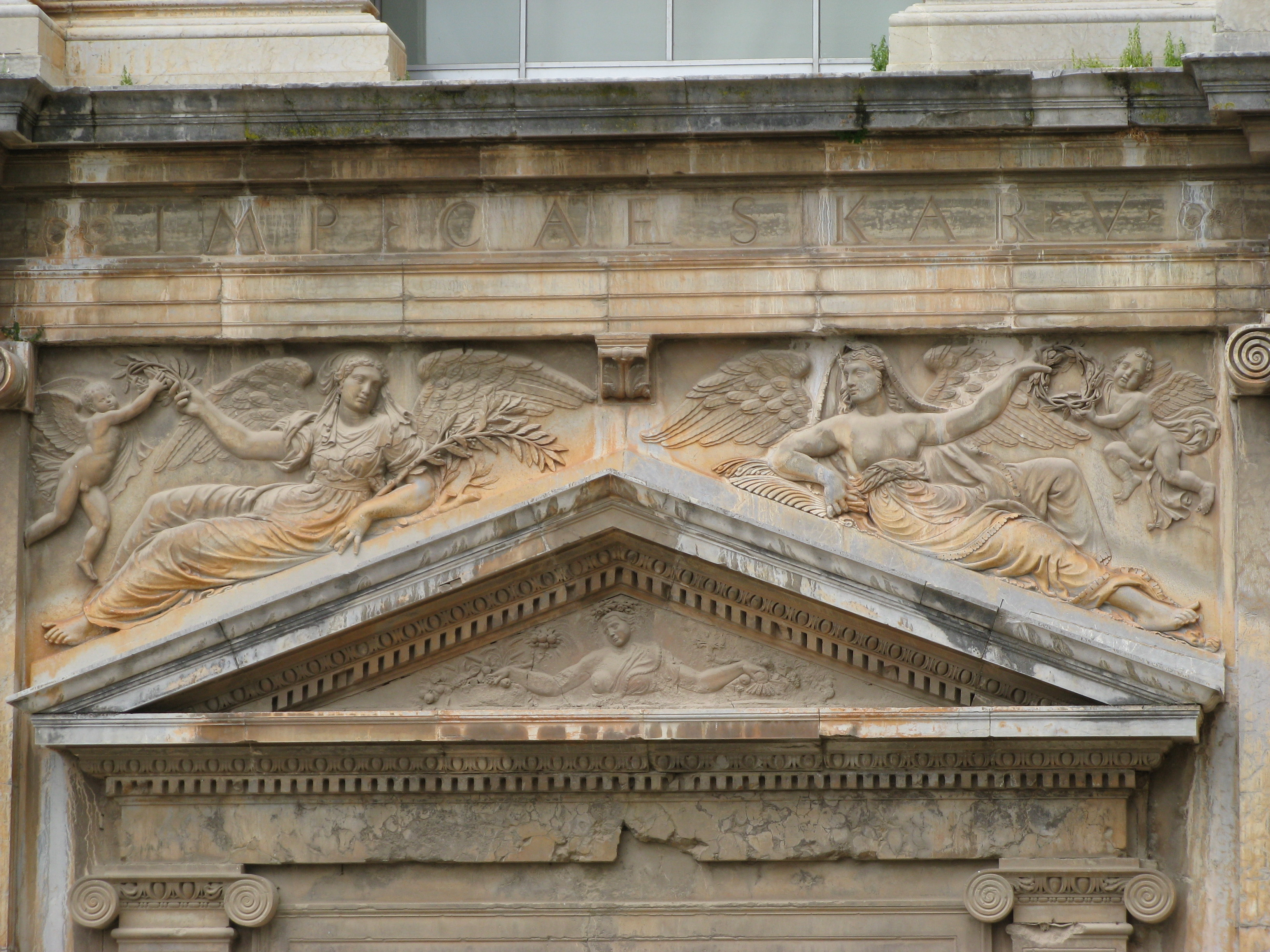
Portada del museo de la Alhambra

El Museo de la Alhambra, llamado también Museo Nacional de Arte Hispanomusulmán se encuentra en el ala sur de la planta baja del palacio de Carlos V en la Alhambra. Existe desde 1870 con el nombre de Museo de la Alhambra. En él se fueron guardando las piezas arqueológicas proporcionadas por la Comisión Provincial de Monumentos. A partir de 1962 tomó el nombre de Museo Nacional de Arte Hispanomusulmán y en 1994 cambió de nuevo de nombre y quedó asignado al Patronato de la Alhambra y Generalife, siendo entonces cuando se trasladó y se organizó de acuerdo con las nuevas exigencias museológicas. Alberga piezas del arte hispanomusulmán desde mediados del siglo VIII hasta los últimos años de la cultura nazarí. Consta de siete salas donde los objetos se distribuyen de forma temática y cronológica.
Otros museos
En la ciudad pueden visitarse además los siguientes recintos museísticos: Museo García Lorca situado en la Huerta de San Vicente; Casa Museo Manuel de Falla; Fundación Rodríguez-Acosta, singular carmen con art decó y jardines; Museo Casa de los Pisa; Museo Rodríguez-Acosta; centro de interpretación del Sacromonte; Centro José Guerrero; Palacio de los Condes de Gabia, que pretende fomentar el arte moderno /contemporáneo; Museo Sefardí de Granada y Palacio de los Olvidados.

### Fiestas populares
Semana Santa

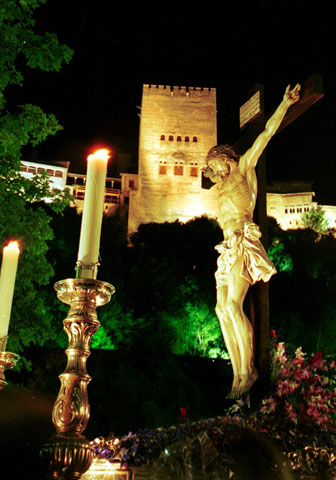
El Cristo de los Gitanos por la carrera del Darro

Como sucede en otras capitales, la Semana Santa en Granada se convierte en uno de sus acontecimientos religioso-culturales y artísticos más relevantes. Se trata de manifestaciones populares religiosas que se remontan al siglo XVIII, cuando hubo una proliferación masiva de cofradías gremiales, en su gran mayoría, al igual que en otros puntos de España.
En la actualidad, habiéndose superado diversos avatares históricos, la Semana Santa de Granada se compone de un total de treinta y dos cofradías penitenciales aunadas en la Real Federación de Hermandades y Cofradías de Granada, quien se encarga de la organización de cada una de las procesiones que se realizan desde el Domingo de Ramos hasta el Domingo de Resurrección, ambos incluidos.
Entre las hermandades que más interés despiertan está, tradicionalmente, la conocida popularmente como de los Gitanos, que procesiona el Miércoles Santo, y donde los hermanos, en su mayoría de dicha etnia, conducen a sus titulares desde el centro hasta la abadía del Sacromonte.
Corpus Christi
La feria de Granada se suele celebrar en el mes de junio si bien no tiene fecha fija de celebración porque está ligada a la festividad católica del Corpus Christi, la cual está vinculada a las fechas de Semana Santa que a su vez dependen de las de la Pascua judía, festividad lunar y por tanto variable cada año. Fue creada por los Reyes Católicos como fiesta mayor tras la reconquista de la ciudad.
El recinto ferial se encuentra en el barrio de Almanjáyar. Las casetas para el tapeo se alzan en el recinto ferial. En la mayoría de las casetas se pueden degustar platos propios de la tierra, pucheros, choto al ajillo, fritura de pescado, espetos de sardinas.
La fiesta incluye tres procesiones: una el miércoles, otra el jueves por la mañana y la tercera el domingo por la tarde. El miércoles sale la Pública, que es una procesión dirigida a los niños y jóvenes, protagonizada por la Tarasca, un maniquí sobre un dragón que se supone viste la ropa que habrá de estar de moda esa temporada. El jueves, día de Corpus Christi, es cuando sale por la mañana la procesión religiosa. Esta procesión eucarística sale de la Catedral con la custodia plateresca sobre un carro adornado con flores, acompañada por las autoridades civiles, representantes de cofradías y el público. El cortejo va precedido por gigantes y cabezudos que representan a moros y cristianos. La procesión que sale el domingo por la tarde es más sobria y carece de elementos folclóricos.
Toma de Granada
La Toma de Granada es una fiesta cívica que tiene lugar cada año el 2 de enero para celebrar la rendición de la ciudad a los Reyes Católicos en 1492. Lo más destacable de la jornada es la procesión del pendón real, junto al alcalde de la ciudad, los concejales y representantes de la Iglesia católica y de las Fuerzas Armadas. Tras ello la comitiva oficial se asoma al balcón del ayuntamiento con el estandarte real y un concejal grita tres veces el nombre de la ciudad, respondiendo los presentes un «¡Qué!» al unísono. Se termina el acto con la frase «Por los ínclitos Reyes Católicos, don Fernando II de Aragón y doña Isabel I de Castilla. ¡Viva España!, ¡viva el Rey!, ¡viva Andalucía! y ¡viva Granada!», seguido del himno de España.
Se trata de una fiesta que genera polémica año tras año entre los partidarios de su supresión y aquellos que la defienden.
San Cecilio
San Cecilio, patrón de Granada,primer obispo de la ciudad y mártir del cristianismo encargado de anunciar el evangelio y primer arzobispo de la ciudad, en la península ibérica, cuyos restos fueron hallados con los Libros plúmbeos y se encuentran en la abadía del Sacromonte, erigida a raíz de aquellos hallazgos. Su festividad tiene lugar el 1 de febrero. En la ciudad tiene lugar una romería al Sacromonte y una misa en su honor.
Virgen de las Angustias

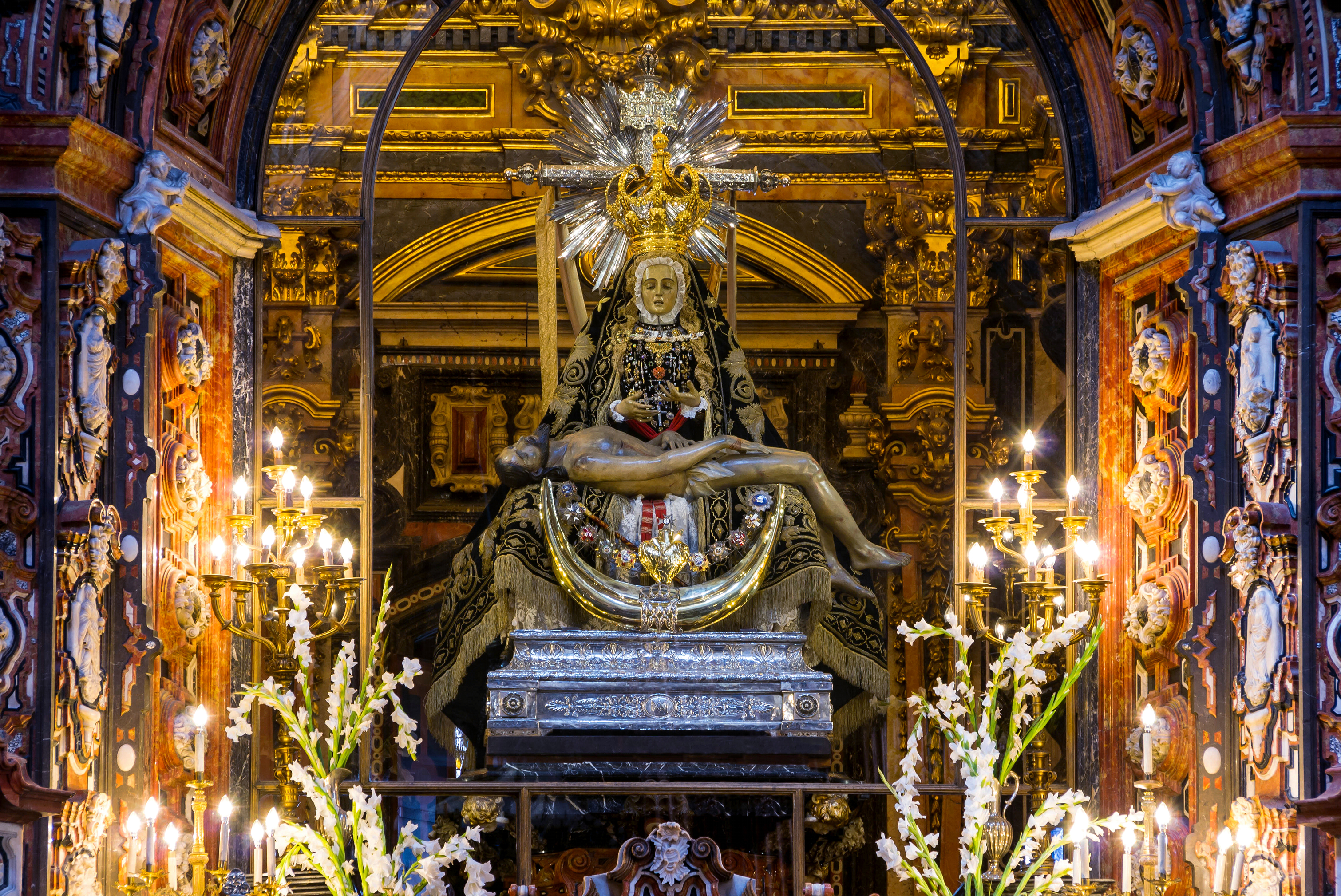
Nuestra Señora de las Angustias, patrona de la ciudad

La Virgen de las Angustias es la patrona de la ciudad y su conmemoración tiene dos actos diferentes: el 15 de septiembre se realiza la ofrenda floral a la Virgen y el último domingo de septiembre se realiza la procesión por sus calles céntricas. En la carrera oficial de la procesión se instalan puestos de alimentos típicos de estos días, como las tradicionales Tortas de la Virgen y muchos otros dulces de la gastronomía granadina. Cerca de la fuente de las Batallas están los puestos de frutas típicas: azofaifas, acerolas, higos secos, uvas, chirimoyas, pasas.
3 de mayo. Día de la Cruz
La costumbre de levantar cruces en esta festividad se remonta a principios del siglo XIX cuando en los barrios de Albaicín y del Realejo, se empiezan a construir pequeños altares con una cruz, para exaltar la festividad que se celebra en la ciudad el 3 de mayo de cada año, que es un día festivo de ámbito local. En la actualidad se levantan cruces en muchas zonas de la ciudad por todo tipo de asociaciones culturales y se realiza un concurso para premiar las que estén mejor construidas y decoradas. Destaca la decoración con jarapas de vivos colores, loza de Fajalauza y la presencia de una manzana o «pero» atravesada por unas tijeras.

### Música

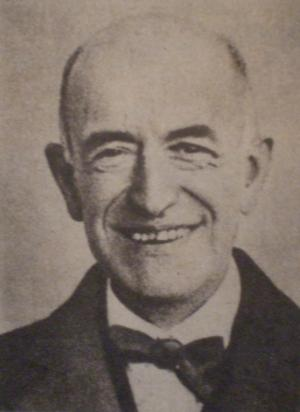
Manuel de Falla (1876-1946), compositor musical

Granada tiene una estrecha relación con la música, tanto culta como popular. La música autóctona es la zambra, desarrollada en las cuevas del Sacromonte por la población gitana. En esta ciudad, Manuel de Falla escribió la totalidad de su obra de madurez, y una de sus obras anteriores, la ópera La vida breve, se ambienta en la propia Granada. A principios del siglo XX, la ciudad fue visitada por importantes músicos del momento, entre los que destacan Giuseppe Verdi, Maurice Ravel, Arthur Rubinstein, Mijaíl Glinka o Isaac Albéniz; estos dos últimos llegaron a residir un tiempo en la ciudad. Por su parte, Andrés Segovia pasó parte de su juventud en la ciudad, aprendiendo a tocar la guitarra, y el compositor y poeta mexicano Agustín Lara se inspiró en la musicalidad de Granada para crear la más famosa de sus composiciones, la canción Granada, himno oficioso de la ciudad, traducida y cantada en muchos idiomas y en los grandes acontecimientos por los mejores intérpretes. En los años 60 del siglo XX el cantante granadino Miguel Ríos compuso la canción Vuelvo a Granada, que fue un gran éxito. Además cada año se celebra el Festival Internacional de Música y Danza de Granada, creado en 1952 y que ofrece un amplio programa de conciertos y espectáculos.
Numerosos artistas destacados en diversos géneros, son originarios de Granada: Enrique Morente, Juan Habichuela y Marina Heredia, en el flamenco; Miguel Ríos, 091, Lagartija Nick, Los Planetas, Niños Mutantes o Lori Meyers en el rock; además de existir una escena musical importante de jazz (Nardy Castellini, Four Runners), blues (La Blues Band de Granada), Rap (Ayax y Prok, Yung Beef, Dellafuente) y música clásica (con nombres ilustres del panorama actual, como los directores de orquesta Pablo Heras-Casado y Miguel Ángel Gómez Martínez, el oboísta Ramón Ortega Quero, el violonchelista Guillermo Pastrana o la soprano Mariola Cantarero, entre otros). La ciudad cuenta con una orquesta sinfónica profesional, la orquesta Ciudad de Granada, además de la centenaria banda municipal de música de Granada y diversas agrupaciones de cámara y coros, así como con una de las pocas Big bands de jazz estables del país: la Granada Big Band. La ciudad destaca también en el ámbito de la música antigua, al ser sede de conjuntos como la Orquesta Barroca de Granada y el Ensemble La Danserye, de reconocido prestigio.
Espacios escénicos
En la actualidad la ciudad tiene varios espacios escénicos, destacando por su amplitud y modernidad los dos espacios ubicados en el Palacio de Exposiciones y Congresos de Granada, donde el Anfiteatro Carlos I tiene un aforo de 1550 localidades y la Sala García Lorca dispone de 1999. Por otra parte, el auditorio Manuel de Falla consta de 1214, el Teatro municipal Isabel la Católica, de 662, el Centro Federico García Lorca, de 424, y el Teatro Alhambra, de 298. Además, deben añadirse el Teatro del Generalife, con 1663 localidades al aire libre; el Teatro municipal José Tamayo, de 368 localidades; el Teatro Isidoro Máiquez de CajaGranada Fundación, con 300 localidades, y el Corral del Carbón, que presenta la particularidad de ser la única alhóndiga de época musulmana conservada íntegramente en toda la península ibérica.

### Gastronomía

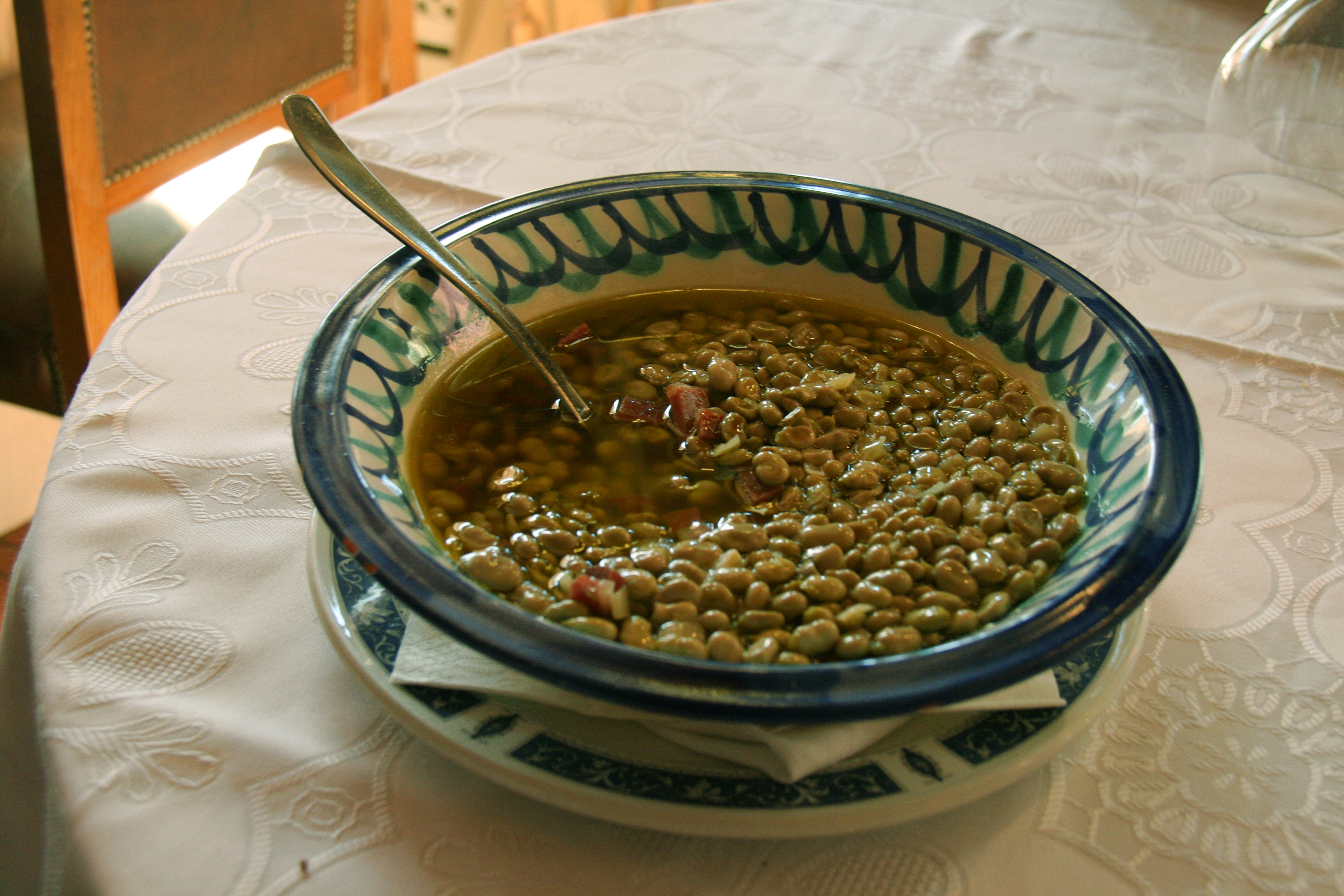
Habas con jamón, plato típico

La gastronomía de Granada se inscribe en la tradición de la cocina arabigoandaluza, con una fuerte herencia árabe y judía, que se refleja en sus condimentos y especias, como comino, cilantro, nuez moscada, canela, pasas, almendras o miel. El escritor Miguel Alcobendas, autor de La cocina tradicional de Granada, dice que tiene su origen en la convivencia, desde el siglo XII al XV (en que Granada se rindió a los Reyes Católicos), de musulmanes, judíos y cristianos en el Reino Nazarí de Granada. Posteriormente hubo un mestizaje con la cocina de los cristianos, en el que la carne de cerdo adquirió una importancia en la cocina granadina incluso mayor que en el resto de España, dado que su consumo permitía manifestar cierta distancia con las religiones perseguidas, ya que tanto musulmanes como judíos lo tienen vetado.
Las diferencias climáticas de las distintas comarcas de la provincia, desde la costa a las cumbres de Sierra Nevada, pasando por la fértil vega, propicia una gran variedad de materias primas: verduras, caza, carnes y embutidos, pescados que se combinan en multitud de platos y recetas de sopas, guisos y potajes.

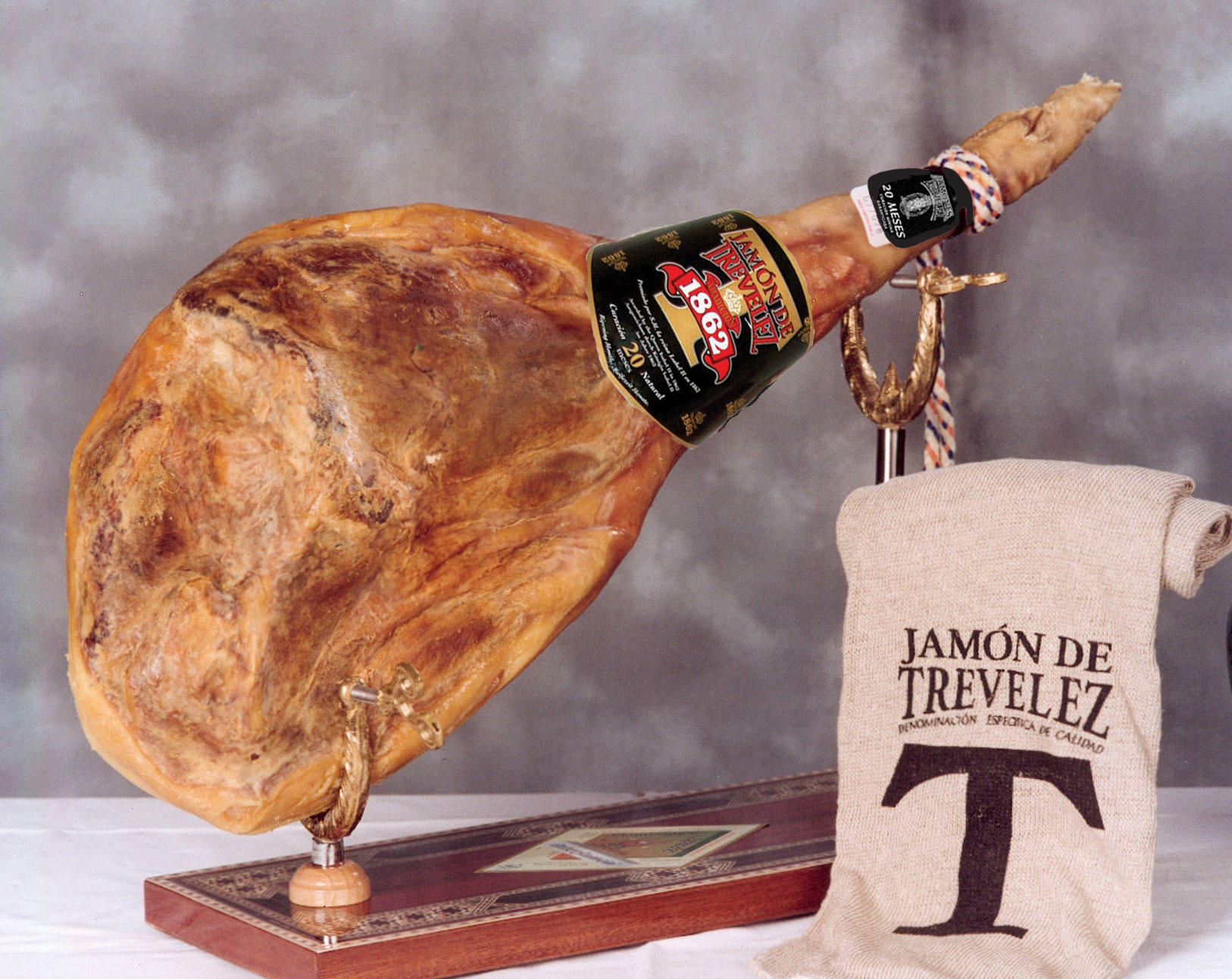
El afamado jamón de Trevélez es uno de los productos estrella de la gastronomía granadina

De la sierra granadina proviene el famoso y reputado jamón de Trevélez, a los que se unen otros derivados del cerdo, embutidos como el chorizo, la morcilla y el lomo. El jamón y las habas, dos productos de la tierra, se combinan en uno de sus platos más típicos, las habas con jamón; otros platos conocidos son la tortilla del Sacromonte, que entre otros ingredientes debe llevar sesos cocidos y criadillas de ternera, troceados y salteados antes de mezclarse con el huevo. También cabe mencionar las patatas a lo pobre, que suelen servirse con huevo y pimientos fritos, así como con trozos de carne de cerdo o jamón, igual que las migas con tropezones.
Entre los guisos y potajes cabe destacar la olla de San Antón, que se come principalmente hacia la segunda quincena de enero; el potaje de berzas, que combina vegetales y legumbres; el puchero de habitas verdes y el de hinojo; la cazuela de cardos y la de calabaza, con fideos y hierbas aromáticas, o el potaje gitano son otros platos de la tierra.
Típicas del Día de la Cruz y del Día de San Cecilio son las saladillas con habas.
La repostería se encuentra bien representada en la gastronomía granadina, por dulces preparados por las monjas que pueden adquirirse en los numerosos conventos de la ciudad: los pestiños de Vélez o los de la Encarnación, hojaldres de San Jerónimo, los huevos moles de San Antón, la bizcochaza de Zafra, los bollitos de batatas, cocas, roscos de Santo Tomas y mantecados. También soplillos, tartas de gloria, los piononos de la cercana localidad de Santa Fe, o los roscos de Loja, los bollos de manteca de Montefrío o los tocinos de cielo de Guadix.
De herencia árabe son las aljojábanas, empanadillas de miel y queso y unos buñuelos llamados almohados, así como el pan de higo, el rosco morisco y una torta de almendras llamada soyá.
Al contrario que en otras ciudades españolas, en Granada las tapas son gratuitas con la consumición de bebidas. El tapeo es una actividad muy arraigada y tradicional entre los granadinos y que siempre sorprende y contagia a sus visitantes. Existen distintas rutas de tapeo por la ciudad que permiten disfrutar de lo más granado de su cocina.

### Ocio y entretenimiento

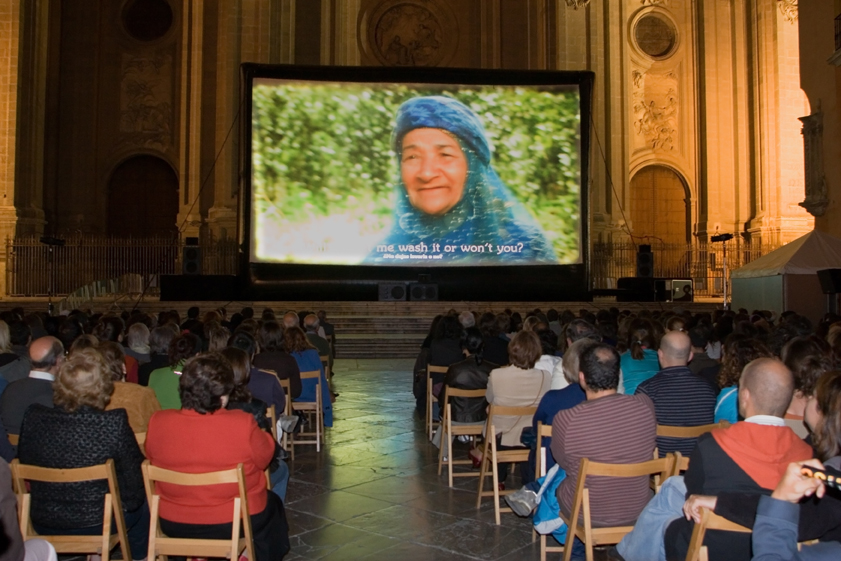
Festival Cines del Sur

En Granada existe una amplia programación de ocio y entretenimiento, que abarca un gran número de campos, al alcance tanto de visitantes como de los propios ciudadanos. De las actividades de ocio que se realizan pueden destacarse las siguientes:
- Las zambras del Sacromonte. Antiguas fiestas nupciales que llevaban a cabo los gitanos de la ciudad, y que desaparecieron durante años antes de su reivindicación actual. Se desarrollan en las cuevas del barrio del Sacromonte y tienen un carácter único en el mundo del flamenco. Existen también espectáculos más clásicos de flamenco en el Albaicín. Estos espectáculos flamencos ligados generalmente a establecimientos de restauración, son uno de los atractivos culturales de la ciudad.
- Festivales. Granada tiene una oferta muy completa de eventos: Festival Internacional de Música y Danza, Festival Internacional de Jazz, Festival de Granada Cines del Sur y Festival Internacional de Tango, entre otros varios.
- Conciertos. Durante todo el año hay una programación estable de conciertos en el auditorio Manuel de Falla y representaciones de Teatro y Opera en el Palacio de Congresos.
- Fiestas. A lo largo de todo el año se celebran varias fiestas en fechas significativas por motivos religiosos, civiles o culturales.
- Movida juvenil. Desde hace años la ciudad se ha convertido en lugar preferido por los jóvenes para las concentraciones masivas. Las fiestas de la primavera y de Cruces son las mayores expresiones de la movida juvenil. La masiva asistencia de visitantes a estas concentraciones festivas, han llevado al ayuntamiento de la ciudad a blindar la urbe y prohibir la ingesta de alcohol en los espacios públicos, salvo aquellos expresamente autorizados.

### Deporte
Entidades deportivas

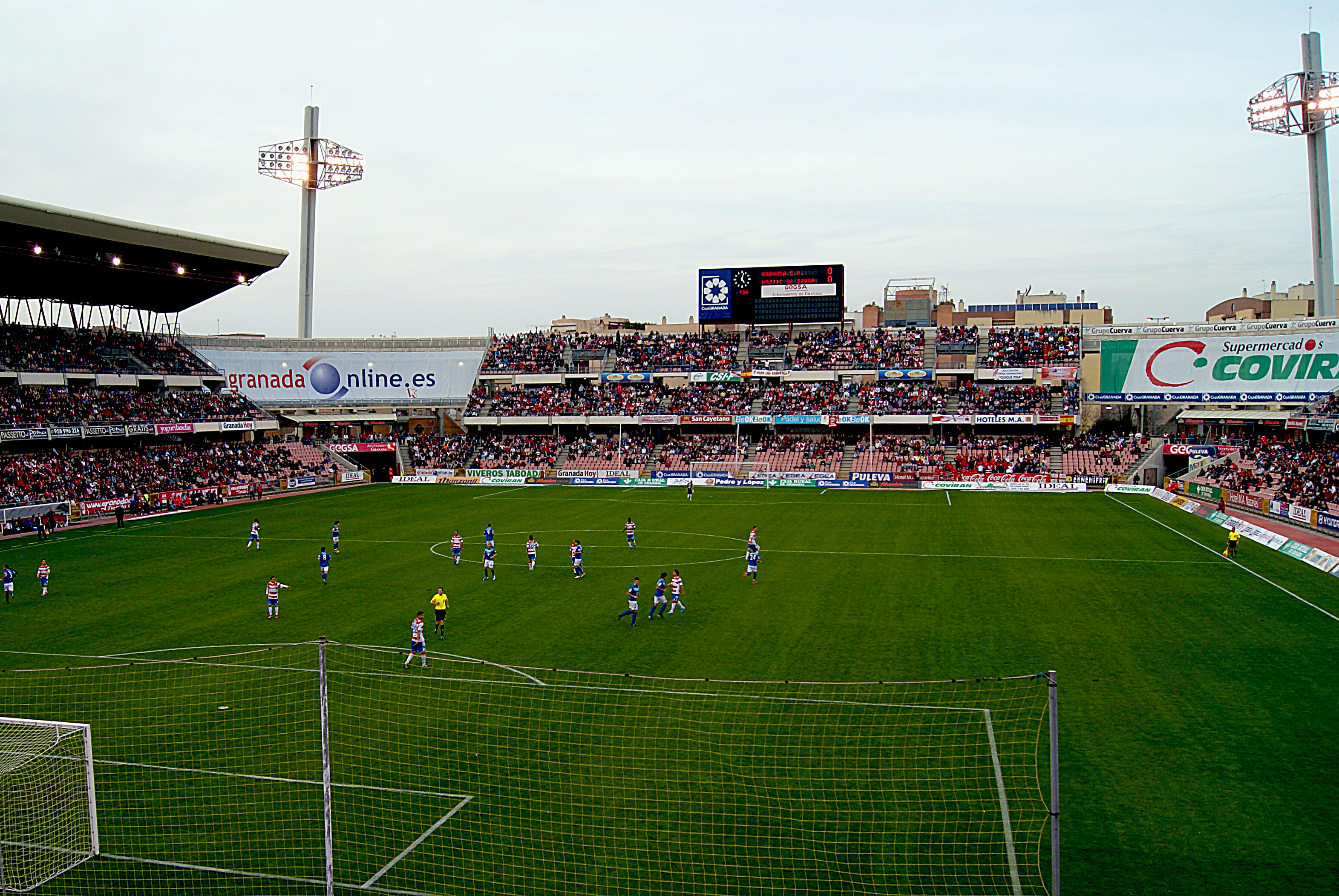
El estadio Nuevo Los Cármenes contará con capacidad para casi 23 000 espectadores tras su actual remodelación

Granada cuenta con clubes deportivos federados de gran número de deportes que participan en las competiciones de las diferentes categorías a las que pertenecen, tanto nacionales, como regionales o locales.
Dentro de las competiciones nacionales el más destacado es el equipo de fútbol Granada C.F., que compite en la Liga Santander. La cercanía a la estación de esquí de Sierra Nevada propicia que haya mucha afición por este deporte en la ciudad y que existan dos clubs de esquí.
Clubs deportivos
Entre los clubs deportivos que hay en la ciudad se pueden destacar los siguientes por sus instalaciones y deportes en los que participan.
| - Granada Club de Fútbol - Fundación Club Baloncesto Granada - Universidad de Granada Rugby - Real Sociedad de Tenis de Granada | - Club de Esquí Caja Rural de Granada - Real Sociedad Hípica de Granada - Club Natación Granada |

Eventos deportivos
Entre los eventos deportivos que se celebran en la ciudad destacan la participación en deporte universitario de los diferentes campus universitarios que existen, los Juegos Deportivos Municipales de Granada, la Media Maratón Ciudad de Granada y ser origen o partida de alguna etapa de las Vuelta Ciclista a España y Vuelta a Andalucía.
Además de esto ha sido sede oficial del Campeonato Mundial de Esquí Alpino de 1996, el Campeonato Europeo de Gimnasia Rítmica de 2002, el Eurobasket 2007, la Eurocopa de fútbol sala, la Copa de España de fútbol sala, la Copa Intercontinental de fútbol sala y diversos campeonatos nacionales de distintas disciplinas deportivas.
Granada fue sede oficial del Campeonato Mundial de Baloncesto de 2014, jugando en la misma la Selección Española sus partidos de la fase de grupos.
En 2015 se celebró en la ciudad y la estación de esquí de Sierra Nevada la Universiada de Invierno 2015.
Espacios deportivos
La ciudad de Granada está bien dotada de instalaciones deportivas, ya que la totalidad de centros educativos disponen de algún tipo de instalaciones deportivas para facilitar la práctica de deportes a sus alumnos. También cabe destacar que la Universidad acoge a la
Facultad de Ciencias de la Actividad Física y del Deporte. y las instalaciones que gestiona el Patronato Municipal de Deportes donde la mayoría de clubs deportivos realizan sus competiciones por no disponer de instalaciones propias.
Instalaciones deportivas municipales.
| - Complejo deportivo Aynadamar - Complejo deportivo Bola de Oro - Complejo deportivo Cerrillo de Maracena - Complejo deportivo Chana - Complejo deportivo Núñez Blanca - Estadio municipal Los Cármenes - Pabellón Veleta - Palacio municipal de deportes - Piscina cubierta Arabial - Pista polideportiva Lancha del Genil | - Pistas polideportivas Cruz de Lagos - Pistas recreativas Barrio de la Cruz - Pista polideportiva La Argentinita - Polideportivo Almanjáyar - Pistas Recreativas Parque de las Infantas - Polideportivo Casería de Montijo - Polideportivo Félix Rodríguez de la Fuente - Polideportivo Parque Nueva Granada - Polideportivo San Francisco Javier - Estadio La Juventud |

Complejos deportivos universitarios
- Campus Universitario Fuente Nueva[245]
- Campus Universitario-Cartuja[246]
- Facultad de Ciencias de la Actividad Física y del Deporte

### En las artes y la cultura popular
La banda de indie rock Supersubmarina dedica la canción In Granada, del disco Electroviral, a esta ciudad. La canción se ha convertido en un himno oficioso de Granada, popular entre los jóvenes.

### Distinciones honoríficas concedidas por la ciudad
Los títulos, honores y condecoraciones que, con carácter oficial, otorga el Ayuntamiento de Granada, a fin de premiar especiales merecimientos, beneficios señalados o servicios extraordinarios, son los siguientes: títulos de Hijo Predilecto de la ciudad de Granada, Hijo Adoptivo de la ciudad de Granada y concejal Honorario de la ciudad de Granada; el Escudo de Oro de la ciudad de Granada, la Granada de Oro y la Granada de Plata; la Medalla de Oro de la ciudad de Granada y la Medalla de Plata de la ciudad de Granada; la Medalla al Mérito por la ciudad de Granada en sus modalidades de oro, plata y de bronce; las específicas Medalla al Mérito del Cuerpo Policial municipal y Medalla al Mérito del Cuerpo de Bomberos de la ciudad de Granada, en sus calidades de oro, plata y bronce; el Diploma al Mérito por la ciudad de Granada; el título honorífico de Cronista Oficial de la ciudad de Granada; la denominación de una calle de la ciudad de Granada y su rotulación con un nombre del que se desea quede constancia pública. Como honor especial se puede dar a destacados visitantes el título de Huésped de Honor de la ciudad de Granada y efectuar la entrega de las Llaves de la ciudad de Granada.

### Medios de comunicación
Prensa

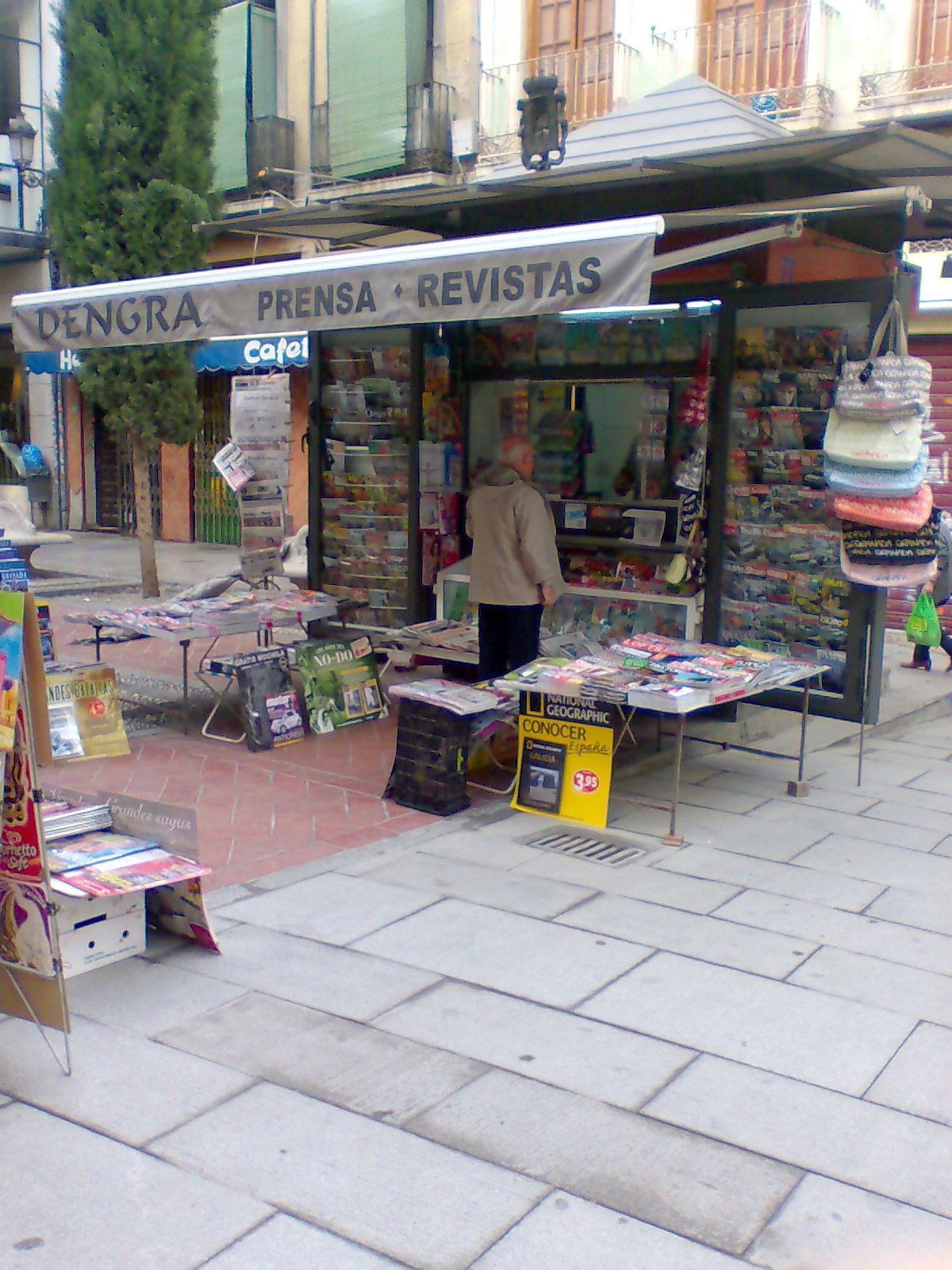
Quiosco en plaza Bib-Rambla

En la ciudad pueden adquirirse los periódicos nacionales, regionales e internacionales de mayor difusión, algunos de los cuales incorporan secciones de información local. A nivel local existen el periódico Ideal, que es el de mayor tirada y antigüedad que se edita en Granada, pertenece al grupo de comunicación Vocento y tiene una difusión media de 30 114 ejemplares; y el periódico Granada Hoy que pertenece al grupo regional de Andalucía denominado Grupo Joly y tiene una difusión de 3931 ejemplares de acuerdo con los datos facilitados por OJD para el periodo julio de 2009-junio de 2010. También se edita una edición local del periódico gratuito 20 Minutos. Por su parte, también existe un periódico municipal (público), no diario, llamado Paso a paso.
Radio
En la ciudad se pueden sintonizar todas las cadenas principales de radio que operan a nivel nacional y regional, y dispone de emisoras locales que emiten espacios dedicados a la actualidad local en sus desconexiones en diferentes tramos horarios: Radio Granada (Cadena SER), Canal Sur Radio, Cope, Onda Cero y Radio Nacional de España. También existen en la ciudad emisoras musicales y deportivas de las cadenas más importantes españolas.
Televisión
Con la entrada en funcionamiento de la Televisión Digital Terrestre (TDT) se ha multiplicado el número de canales de televisión, tanto generalistas como temáticos y tanto gratuitos como plataformas de pago a los que pueden acceder los granadinos. A nivel local, funcionan en (2010) las siguientes emisoras de ámbito local y comarcal: TG7 (de titularidad municipal) y Granada Televisión, además de otros canales vinculados a medios de prensa (La Opinión) o empresas locales.

## Ciudades hermanadas
Granada está actualmente hermanada con las siguientes ciudades:
- Aix-en-Provence,[254] Francia
- Alhambra,[255] Estados Unidos
- Belo Horizonte,[256] Brasil
- Coral Gables,[257] Estados Unidos
- Dubái, Emiratos Árabes Unidos
- Friburgo de Brisgovia, Alemania
- Marrakech,[258] Marruecos
- Remscheid,[259] Alemania
- Santa Fe,[260] España
- Sharjah,[261] Emiratos Árabes Unidos
- Tetuán,[262] Marruecos
- Tlemecén, Argelia
- Florencia, Italia